# Philosophie de l'histoire
La philosophie de l'histoire est la branche de la philosophie traitant du sens et des finalités du devenir historique. Elle regroupe l'ensemble des approches, se succédant de l'Antiquité à l'époque contemporaine, tendant à affirmer que l'histoire n'est pas le fruit du hasard, de l'imprévu, voire du chaos, mais qu'elle obéit à un dessein en suivant un parcours (cyclique ou linéaire). Dans une perspective chronologique, on peut distinguer cinq étapes au sein de la pensée occidentale.
- De l'Antiquité au XVIIe siècle, on estime que le sens de l'histoire est fixé « de l'extérieur », notamment par une providence assimilée au Destin puis, avec le christianisme, par la volonté divine.

- Puis, au XVIIIe siècle, l'optique universaliste au temps dit des Lumières, formulée par des philosophes tels Voltaire en France, Vico en Italie ou Kant en Allemagne, établit l'idée que la finalité de l'histoire est immanente à celle-ci : le sens de l'histoire est alors déterminé par les hommes eux-mêmes, guidés par leur seule raison et selon des objectifs qu'ils s'assignent eux-mêmes. La Déclaration des droits de l'homme et du citoyen en France formule une nouvelle conception laïque de la vie publique.

- Ensuite, au XIXe siècle se développent des philosophies de l'histoire formalisées en un ensemble de doctrines : l'idéalisme de Hegel, le matérialisme historique de Marx, le positivisme de Comte, le darwinisme social d'Herbert Spencer. À la fin du XIXe siècle, ces doctrines sont vivement critiquées, principalement par les nihilistes et Nietzsche, qui influenceront les existentialiste et l'absurde selon Albert Camus.

- Au XXe siècle, la variété des approches et de la méthodologie historique est encore plus grande. Les sciences humaines et sociales, après les « sciences de l'esprit » (allemand : Geisteswissenschaften) de Dilthey, indiquent chercher à comprendre les faits historiques plutôt qu'à les expliquer. Les philosophes de la modernité tentent de mettre en résonance les doctrines de Hegel, Marx et Comte avec celles qui les ont précédées. Les penseurs marxistes se divisent alors entre réformistes et révolutionnaires. Durant la seconde moitié du siècle, des intellectuels « engagés » prennent des positions opposées sur la question du progrès technique et de sa possible réfutation. Le concept de « postmodernité », popularisé après 1979, ambitionne de mettre un terme à la philosophie de l'histoire.

- Enfin, au début du XXIe siècle, les débats ne portent plus tant sur les capacités des humains à « penser l'histoire » que sur celles de leur « intelligence naturelle » dans son ensemble.

## Définition et problématique

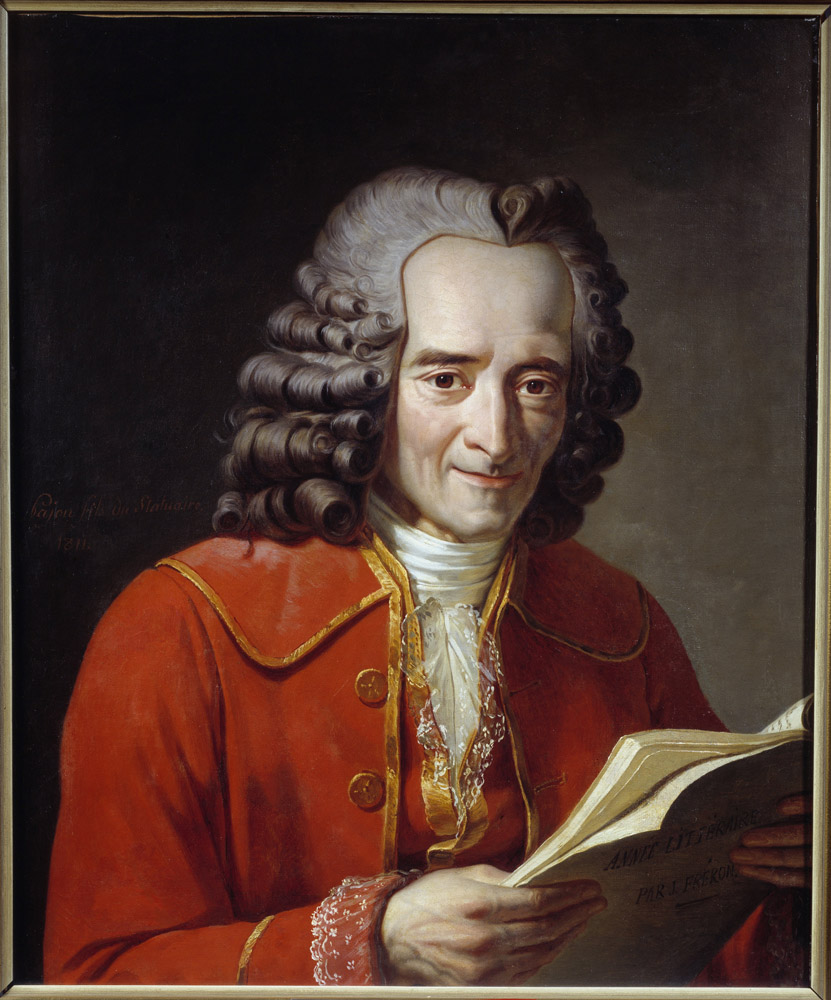
Portrait de Voltaire

Au Siècle des Lumières, la « philosophie de l'histoire », terme qui, selon Yvon Belaval, « semble créé par Voltaire », va pouvoir s'appuyer sur deux bases : « l'histoire sans documents, déduite, en grande partie imaginaire, qui de J.-B Vico à Rousseau, et de Rousseau à Hegel même, réinventera les étapes de l'humanité primitive; l'histoire à documents, de plus en plus précise ». À l'instar des sciences, elle aura pour objectif d'être « une philosophie des progrès de l'esprit humain, même si l'on refuse, avec Rousseau, d'y reconnaître, en même temps et au même rythme, un progrès moral ».
Toutefois, la notion ainsi nommée de « philosophie de l'histoire » n'est pas elle-même sans poser problème. Les deux esprits, le philosophique et l'historique, sont « deux esprits irréductibles » (Lucien Febvre, 1938) qui au bout du compte, ainsi que le souligne Roger Chartier en faisant écho à Febvre, demeureraient étrangers l'un à l'autre. Étienne Anheim relève que les difficultés évoquées par Chartier résideraient « dans le trompe-l'œil que constituent les étiquettes de “philosophie de l'histoire” et d'histoire de la philosophie, qui contrairement aux apparences ne désignent pas une frontière mais appartiennent en propre au monde de la philosophie ». En 1765, « Voltaire emploie pour la première fois l'expression de “philosophie de l'histoire” dans un petit ouvrage polémique qui deviendra en 1769, le “Discours préliminaire” de l'Essai sur les mœurs », paru treize ans plus tôt — les éditeurs avaient émis l'avis que cet essai aurait pu s'intituler « Histoire philosophique du monde » : Bertrand Binoche souligne que l'intention de Voltaire est bien de « montrer qu'il est temps de faire de l'histoire en philosophe ».

## Antécédents
L'idée que l'histoire aurait un sens philosophique remonte à l'Antiquité grecque. Elle traduit une conception du monde métaphysique, causaliste, déterministe et téléologique ; caractéristiques dont on retrouvera de nombreuses déclinaisons dans tout le corpus philosophique jusqu'au XIXe siècle.
L'un des tout premiers historiens connus, le Grec Hérodote (Ve siècle av. J.-C.), utilise le terme pronoia (que l'on traduit par « providence ») pour désigner une sorte de « sagesse extérieure » apte à maintenir la nature en état d'équilibre. Mais c'est au Ier siècle av. J.-C. que le Romain Cicéron invente le terme providentia pour désigner l'action sur le monde d'une « volonté extérieure » (non humaine, transcendant l'homme) et conduisant les événements à des fins jugées a priori heureuses. L'idée s'oppose donc diamétralement à celle de hasard et, également, à celle de fatalité.

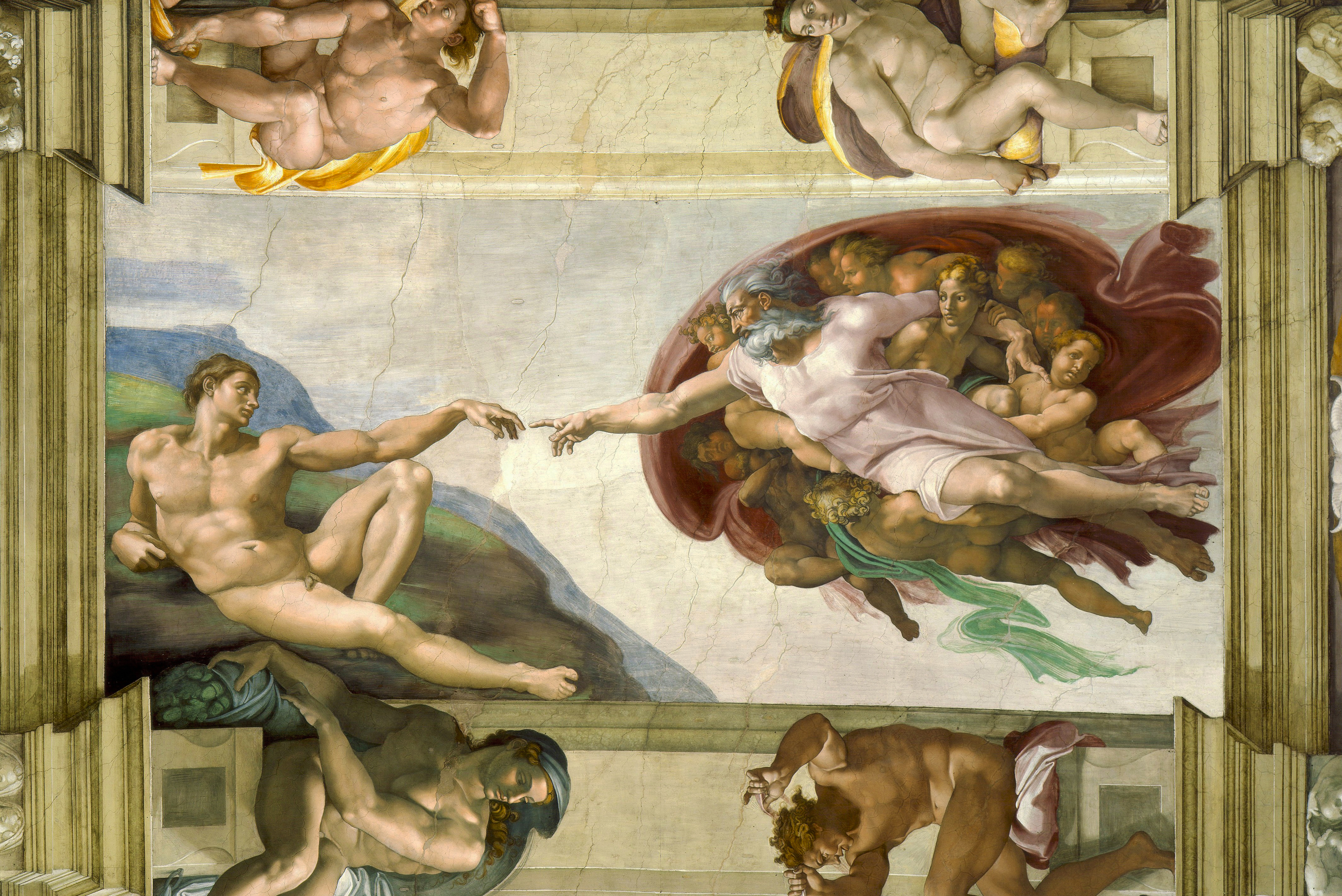
La théologie chrétienne de la Providence divine s'appuie sur le récit biblique de la Création, ici illustrée dans la Création d'Adam par Michel-Ange, chapelle Sixtine, v. 1508-1512).

On retrouve l'idée de providence dans le christianisme. Durant toute la chrétienté, l'histoire - quand elle est pensée - est globalement interprétée comme le déroulement temporel s'amorçant au moment où Adam et Ève sont chassés de l'Éden (épisode de la Chute) et censé se terminer « à la fin des temps », lors de la réconciliation totale entre l'homme et Dieu (Apocalypse).
Ce paradigme, toutefois, prend fin au XVIIe siècle, progressivement, avec l'éclosion des sciences expérimentales et l'émergence du conflit « foi ou raison » : la foi tend peu à peu alors à s'éclipser au profit du libre arbitre, devenant presque une sorte d'option, comme le révèlent par exemple les écrits de Spinoza.

### Antiquité grecque

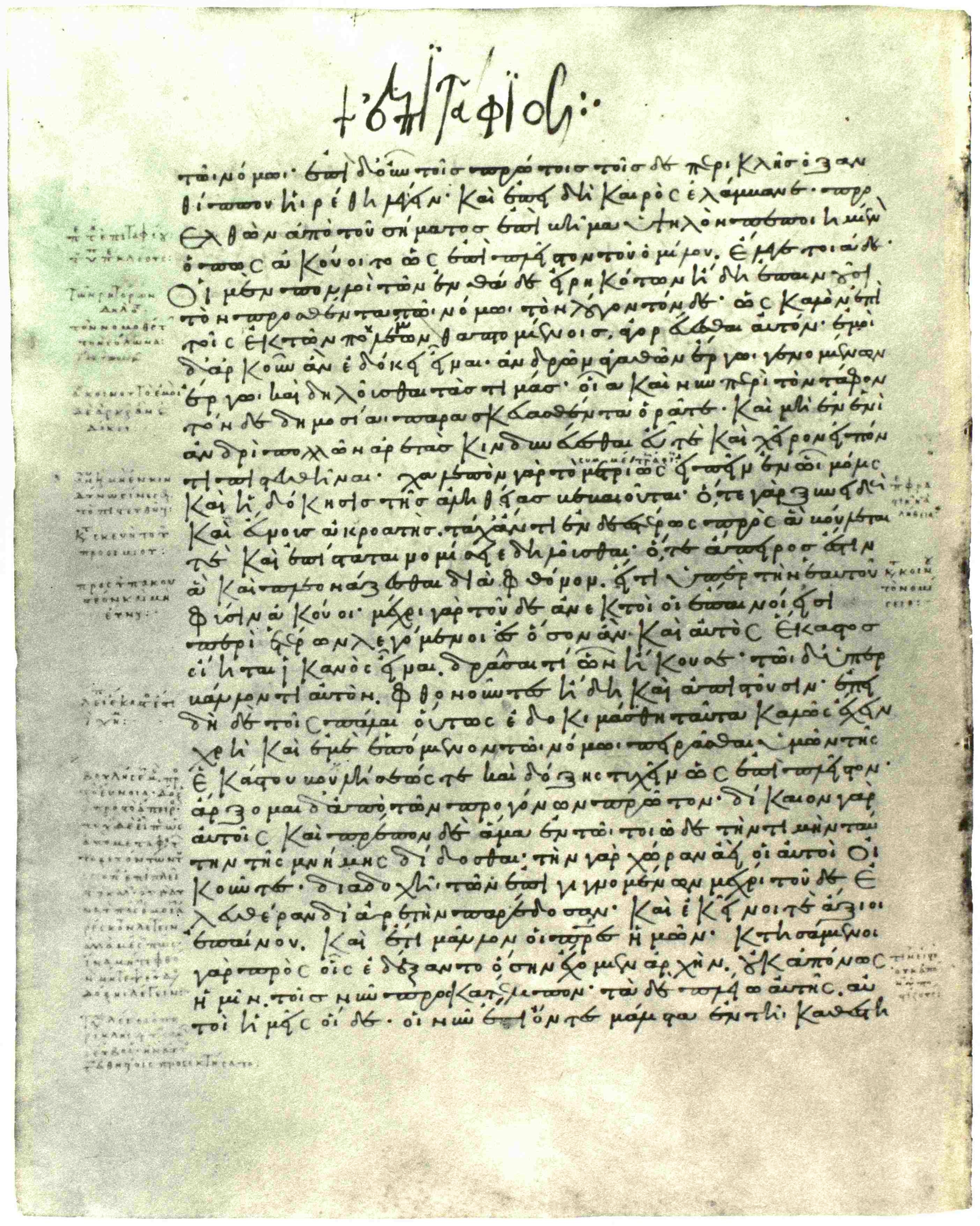
Manuscrit de Thucydide, texte de l'oraison funèbre prononcée par Périclès au début de la guerre du Péloponnèse.

L'historien Jacques Le Goff voit dans les poèmes didactiques d'Hésiode (VIIIe siècle av. J.-C.) les premières grandes réflexions sur l'évolution de l'humanité. Dans son poème Les Travaux et les Jours, Hésiode énonce le mythe des cinq âges de l'humanité : les lignées successives sont condamnées à l'extinction par les dieux pour leur démesure (Hubris) ou accèdent, après leur mort, aux honneurs de l'héroïsation ; le poète se lamente d'être né dans la dernière et pire époque, l'âge de fer, mais laisse entrevoir la possibilité d'un retour de l'âge d'or par le temps cyclique. Le mythe, en fixant les attributions des divinités, sert de fondement à la religion civique et aux cultes panhelléniques. Toutes les décisions essentielles, dans la paix comme dans la guerre, ont besoin de l'approbation des dieux que l'on consulte par l'oracle de Delphes ou d'autres modes de divination.
Au VIe siècle av. J.-C., la Grèce antique est le foyer d'un tout nouveau type de conception du monde : non plus strictement mythique et religieux mais philosophique, c'est-à-dire basé sur un usage accru de la raison. Alors que le mythe (muthos), sous forme versifiée, par la musicalité et la gestuelle qui l'accompagnent, fait appel à des formes de persuasion irrationnelles, le discours rationnel (logos), énoncé en prose et souvent écrit, fait appel à l'intelligence logique : il s'affirme en même temps dans le discours politique et judiciaire, la médecine et la narration historique. Au Ve siècle av. J.-C., Hérodote d'Halicarnasse se démarque de la pensée mythique et se distingue par sa volonté de distinguer le vrai du faux. Avec Thucydide, cette préoccupation se mue en esprit critique, fondé sur la confrontation de diverses sources, orales et écrites. Son Histoire de la guerre du Péloponnèse est souvent considérée comme la première œuvre véritablement historique. Il insiste sur le refus du merveilleux et la recherche de régularités vérifiables qui peuvent servir de guides à l'action politique : « À l'audition l'absence de merveilleux dans les faits rapportés paraîtra sans doute en diminuer le charme ; mais si l'on veut voir clair dans les événements passés et dans ceux qui, à l'avenir, en vertu du caractère humain qui est le leur, présenteront des similitudes ou des analogies, qu'alors on les juge utiles et cela suffira : ils constituent un trésor pour toujours plutôt qu'une production d'apparat pour un auditoire du moment ».

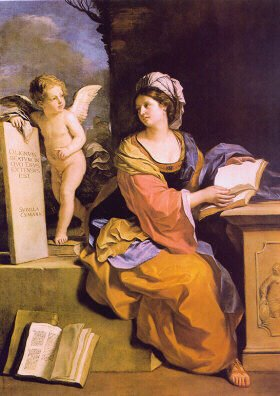
Selon la conception archaïque grecque et romaine, le destin des hommes est écrit par la volonté des dieux : ici, la Sibylle de Cumes peinte par le Guerchin, 1651.

### Antiquité romaine
Pour les Romains comme pour les Grecs, le succès des actions humaines dépend des divinités : chaque mois et jour de la semaine est dédié à une divinité et une distinction importante est faite entre les jours fastes et néfastes. Les Romains interrogent la volonté des dieux par les augures et d'autres formes de divination, souvent empruntées aux Étrusques : la plus prestigieuse, qui n'est employée que dans les circonstances les plus graves, est la consultation des livres sibyllins. Le signe augural des douze vautours apparus à Romulus lors de la fondation de Rome est couramment interprété comme le signe que la puissance de Rome durerait douze siècles.
Vers la fin de la République romaine, soit du IIIe siècle av. J.-C. au Ier siècle av. J.-C., émerge l'idée que les hommes peuvent façonner eux-mêmes leur histoire. Cicéron, notamment, développe « l'idée que l'humanité se façonne, s'améliore dans le développement même de la civilisation, celle que les progrès matériels et intellectuels servent une promotion spirituelle en humanité, celle que la culture est nécessaire à l'épanouissement de l'humanité en chaque individu ». Cicéron se montre sceptique envers les prédictions et présages mais l'empereur Auguste y accorde une grande importance et Claude fait intégrer les haruspices au clergé officiel romain.

### Judaïsme
Premier grand récit du monothéisme, la Bible raconte l'évolution du peuple juif au fil des siècles. Elle rapporte que cette histoire est parsemée de drames (esclavage en Égypte, exodes, persécutions multiples...) et qu'elle est axée sur l'idée d'une recherche incessante d'un avenir meilleur, appelé à se concrétiser par la venue d'un messie libérateur et une vie libre en Terre promise puis, finalement, dans la Jérusalem céleste. Au IIIe siècle av. J.-C., le Livre de Daniel évoque pour la première fois l'Apocalypse.
Les textes sacrés, aussi bien de la Torah que du Talmud, se soucient peu du détail des faits historiques sur lesquels ils multiplient les confusions et les anachronismes : ils ne s'y intéressent que par rapport à un projet d'avenir fondé sur l'Alliance entre Dieu et son peuple élu aboutissant aux temps messianiques. Le judaïsme confère par conséquent un caractère éminemment téléologique à l'histoire en y introduisant une dimension eschatologique.
Selon C. G. Jung, il convient de voir dans l'approche juive une double finalité : non seulement l'évolution de l'homme vers le bien mais aussi - tout autant et simultanément - celle de Dieu, jusqu'à son stade ultime : son « humanisation », l'Incarnation.

### Christianisme primitif
Depuis les textes de saint Paul, et l'Apocalypse de Jean, tous deux écrits au Ier siècle, la théologie chrétienne répand l'idée que la totalité des événements provoqués par les humains, qu'ils connaissent ou non un certain retentissement et qui forment ce que l'on appelle « l'histoire », s'inscrivent dans le cadre d'un plan divin dont le dénouement doit être le salut de l'humanité,.
Une phrase de l'apôtre Paul résume la défiance des chrétiens à l'égard de l'histoire dès lors que les hommes prétendent l'ériger sans l'assistance de Dieu : « ne vous conformez pas au siècle présent » (Épître aux Romains, 12: 1-2). Cependant, le temps chrétien avec ses deux étapes essentielles, la Création et l'incarnation de Jésus-Christ, s'inscrit dans un temps historique datable. Les chrétiens, contrairement aux Romains, croient que le temps n'est pas infini et va vers la fin du monde prédite par l'Apocalypse de Jean. Dans les derniers temps surviendra une série de catastrophes marquées par le règne de l'Antéchrist, puis les élus qui auront survécu connaîtront une ère de paix et de justice, le Millénium, avant que Dieu ne mette fin au monde terrestre par le Jugement Dernier. L'intervalle qui sépare l'Incarnation des temps derniers est donc un « temps de l'attente » fait à la fois d'espérance et de crainte. Le désir d'avancer cet âge de justice donne naissance à une croyance, le millénarisme, que l’Église finit par condamner comme porteuse de bouleversements politiques et sociaux. Elle est cependant encore soutenue par Joachim de Flore au XIIIe siècle ; le mythologue roumain Mircea Eliade qualifie l'œuvre de Joachim de « géniale eschatologie de l'histoire, la plus importante qu'ait connue le christianisme après saint Augustin ».
Jacques Maritain, philosophe de confession catholique, estime qu'il faut distinguer « théologie de l'histoire » et « philosophie de l'histoire » : la première est « centrée sur le mystère de l’Église, tout en considérant ses rapports avec le monde », la seconde sur le mystère du monde, tout en considérant ses relations avec l’Église, avec le royaume de Dieu à l’état de pèlerinage ».
C'est de façon explicite, à la charnière des IVe et Ve siècles, qu'Augustin d'Hippone assigne pour finalité à l'histoire la réalisation de la « Cité de Dieu », c'est-à-dire fondée sur l'amour de Dieu. Il l'oppose à Babylone, la cité fondée sur l'amour des choses terrestres et temporelles.

### Moyen Âge

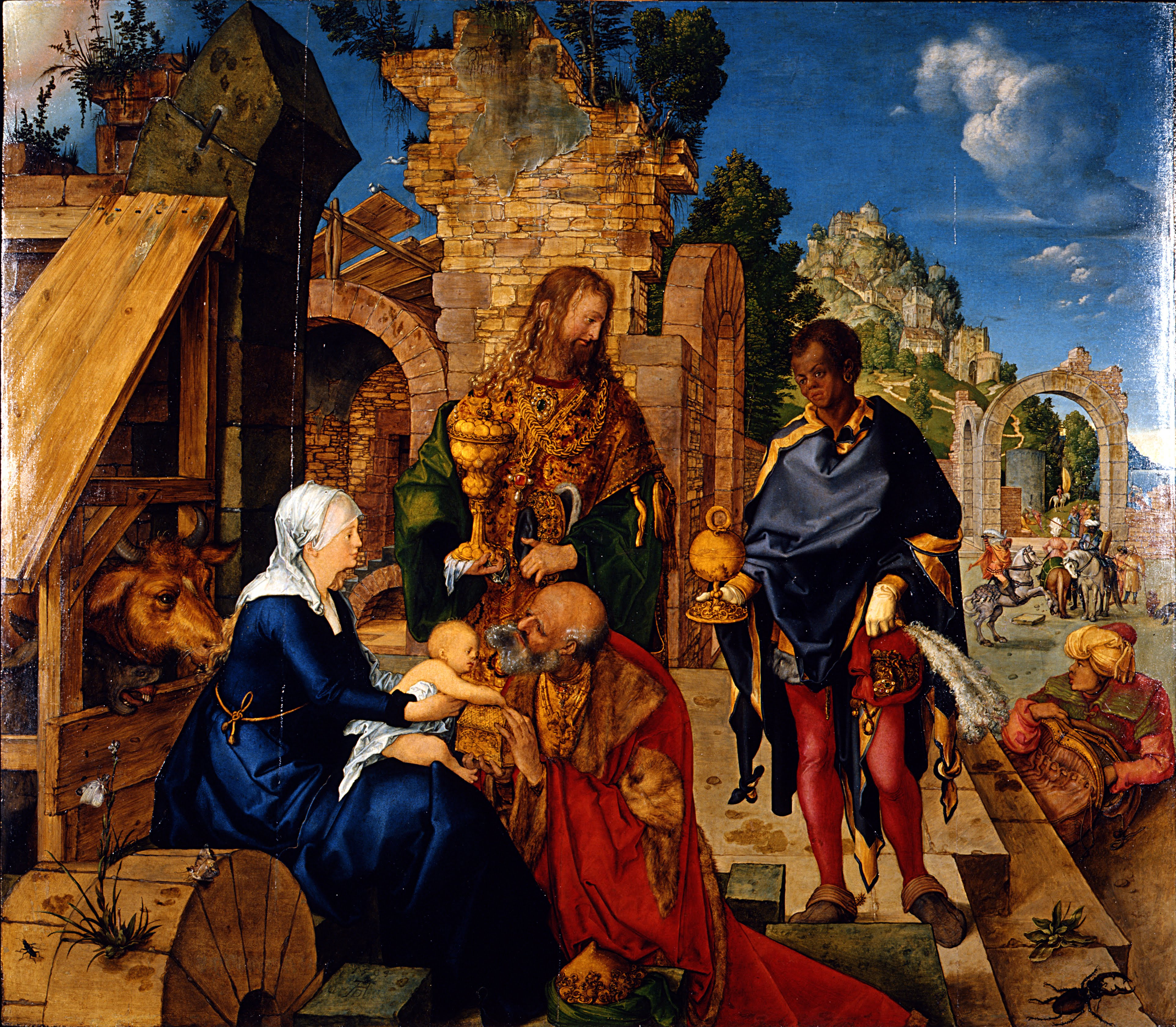
L'adoration des Rois mages, symbole de la foi chrétienne portée « aux extrémités de la Terre », toile d'Albrecht Dürer, 1504.

Pour le christianisme médiéval, l'intervalle qui sépare l’Incarnation des derniers temps eschatologiques est nécessaire car il permet le rachat des âmes dans le Purgatoire : les âmes pécheresses mais non damnées peuvent voir leur temps de souffrance abrégé par les prières des fidèles et l'intercession de l'Église, ce qui renforce l'autorité du clergé et du pape. Ce temps intermédiaire est aussi nécessaire à la propagation de la foi chrétienne « jusqu’aux extrémités de la terre » (Actes, 1:8). Ainsi, au XIIIe siècle, Jacques de Voragine, rédacteur de la Légende dorée, admet sans difficulté que l'apôtre Thomas a prêché le christianisme jusqu'en Inde, y a baptisé les Rois Mages, qui étaient venus saluer Jésus enfant, et en a même ramené les modèles de l'architecture indienne. Jacques de Voragine termine son ouvrage par le récit de la conversion au christianisme des Lombards, Francs, Bulgares et Hongrois et la propagation des ordres monastiques. Ce devoir de diffusion de la parole divine « jusqu’aux extrémités de la terre » sera encore un des moteurs des Grandes Découvertes des XVe – XVIe siècle.

### Ibn Khaldoun
Ibn Khaldoun (Tunis 1332-Le Caire 1406) est une figure singulière dans l'histoire de la pensée : il a tout ignoré de Thucydide et autres historiens antiques et a dû inventer seul une méthode historique qui s'approche de la leur ; et son œuvre a été presque oubliée dans le monde musulman jusqu'à sa redécouverte par les orientalistes européens au XIXe siècle. Dans ses Muqaddima (« Prolégomènes »), il cherche, à travers le flux des événements particuliers, les lois générales de la vie en société, ce qui l'a parfois fait apparaître comme un précurseur de la sociologie : « J'ai développé dans cet ouvrage tout ce qui peut mettre le lecteur à même de s'instruire sur les causes qui produisent les accidents essentiels de la civilisation et de la société, et les circonstances essentielles qui affectent le genre humain, considéré en société. » Il insiste sur l'opposition entre la culture « bédouine » (badâwa), rurale, nomade ou semi-nomade, et la culture sédentaire urbaine (hadâra) ; il reproche à la philosophie arabe (falsafa), celle d'Averroès en particulier, d'avoir construit des cités utopiques sur le modèle des philosophes grecs par ignorance de cette réalité non citadine. Il développe l'idée de cycle historique (en), non pas sur le modèle du temps cyclique des Grecs mais dans le cadre chronologique limité des États dynastiques du Maghreb.

### XVIesiècle
Le mouvement de la Renaissance se caractérise par une mutation radicale de la société occidentale, portée par une conception du monde nouvelle surnommée « humanisme » : sans abjurer leur foi, les intellectuels, plus particulièrement les philosophes, en relativisent le sens et la portée tandis qu'en revanche ils valorisent leurs capacités à penser par eux-mêmes, au moyen de leur raison.
La publication en 1516 du récit Utopia, du juriste et historien anglais Thomas More, constitue à cet égard une date clé. À partir de ce moment, en effet, et jusqu'à nos jours, l'idée que les hommes peuvent écrire leur histoire sans avoir à se référer à une instance ou une doctrine religieuse va structurer toute la société occidentale. Cette idée, c'est « le progrès » : en 1532, le mot apparaît pour la première fois dans la langue française sous la plume de François Rabelais.
Le Prince, de l'Italien Machiavel, écrit vers 1513-1516 mais publié seulement à titre posthume en 1532, marque l'émergence de la philosophie politique. L'auteur assiste au déclin de sa patrie, la république de Florence, et compare les institutions des républiques et monarchies héréditaires ; à l'inverse du modèle médiéval du Miroir du Prince, il prône l'efficacité, même aux dépens de la morale. Il prend en compte l'attachement des sujets à leurs habitudes, de sorte que seul un homme d’État d'une énergie (virtù) exceptionnelle peut introduire de grands changements et que son œuvre reste toujours fragile. Très hostile à la curie romaine et à la religion de son temps, il leur préférerait une religion civique sur le modèle de la religion romaine. Il est à noter qu'il est totalement indifférent aux grandes découvertes et à la découverte de l'Amérique qui surviennent de son vivant.
Vers la fin du XVIe siècle, une sorte de conscience historique se structure et se répand, qui témoigne d'une façon nouvelle, relativement distanciée, d'appréhender l'histoire. La grande originalité de la pensée historique du XVIe siècle consiste à lier érudition et réflexion. Des traités de méthode historique prolifèrent : à force de compiler et trier les textes les historiens, les historiens vont éprouver le besoin de les critiquer, c'est-à-dire d'établir entre eux un lien de causalité et de conférer à ce lien un sens puis, plus tard, d'amorcer un travail épistémologique : questionner jusqu'au regard même que l'on porte sur les faits, ou plutôt sur la façon dont on les décrit.

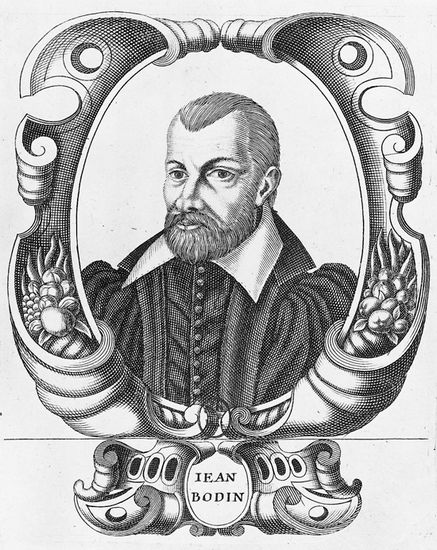
Selon Jean Bodin, il importe de savoir lire l'histoire passée pour être à même de mieux écrire celle du futur.

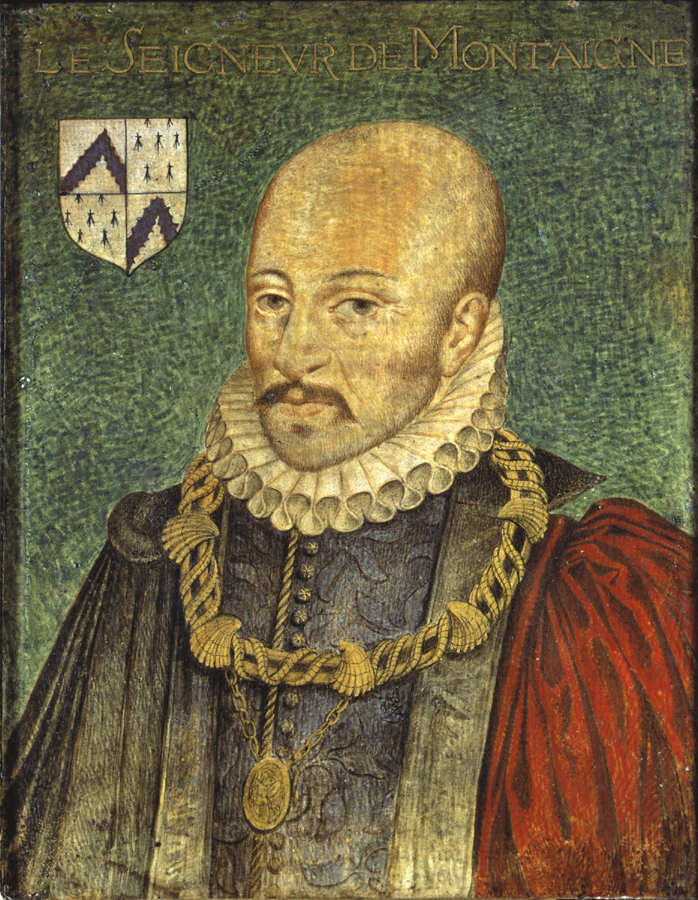
En 1588, Montaigne confère au mot « progrès » le sens d'une « transformation graduelle vers le mieux ».

Jean Bodin publie en 1566 sa Méthode pour faciliter la connaissance de l’Histoire — titre latin original : Methodus ad facilem historiarum cognitionem —, dans laquelle il « place l'Histoire au centre d'un projet philosophique de totalisation du savoir » en s'appuyant sur le principe communément admis par ses contemporains que l'histoire livre des enseignements à partir desquels on peut établir des lois.
En 1576, Bodin développe sa théorie dans les Les Six Livres de la République, qui constitue un fondement de la théorie politique et connaît une difusion rapide dans l'intelligentsia européenne : non seulement en France, où il est de nombreuses fois réédité, mais dans les pays limitrophes, où - depuis le latin - il est traduit en italien (1588), en espagnol (1590), en allemand (1592 et 1611) et en anglais (1606). Peu innovant, il reprend la classification des régimes politiques (démocratie, monarchie, aristocratie) héritée d'Aristote et Platon à travers la lecture chrétienne de Thomas d'Aquin, et introduit le concept clé de l’État moderne dont l’existence se définit par la souveraineté et dont l’attribut principal est la « puissance de donner et casser la loi ». Il rejette à la fois le réalisme extrême de Machiavel, l'utopie de Thomas More et l'esprit révolutionnaire des monarchomaques : pour lui, la mission du souverain est de mettre en harmonie la « vraie félicité »  de la collectivité et de l'individu avec la volonté du « grand Prince de Nature » [Dieu]. 
En 1588, Michel de Montaigne, dans ses Essais, confère au mot « progrès » le sens que des générations lui conserveront par la suite, celui d'une « transformation graduelle vers le mieux ».

### Bacon et Descartes
Le XVIIe siècle est celui d'un développement exceptionnel des sciences en Europe. Dans les années 1630, deux philosophes jouent à cet égard un rôle décisif : l'Anglais Francis Bacon et le Français René Descartes.

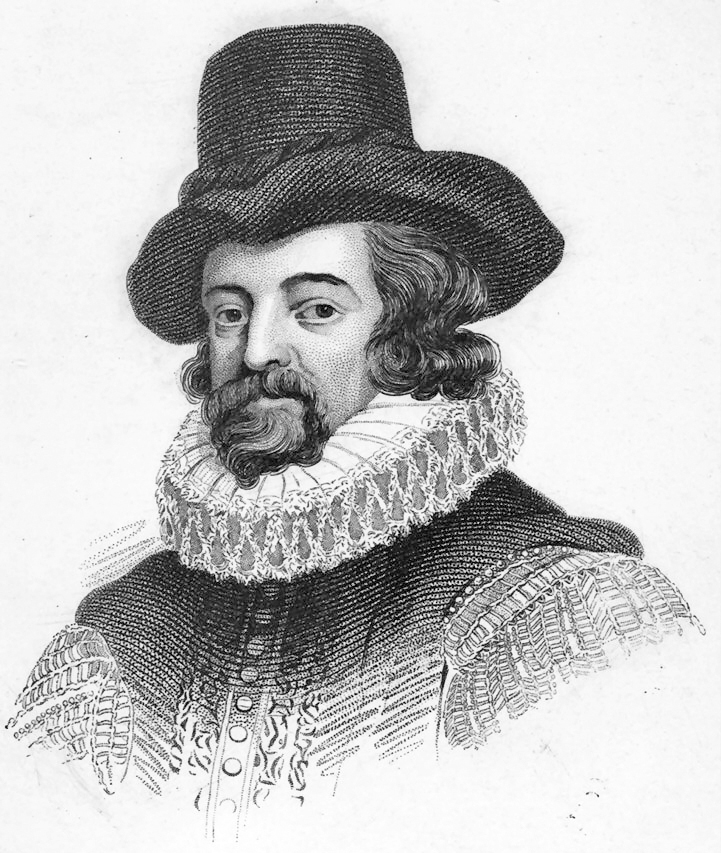
Francis Bacon

Bacon est souvent considéré comme l'un des premiers idéologues du progrès dans la mesure où, constamment, il anticipe l'avenir. Quand en 1626, un an après sa mort, paraît La Nouvelle Atlantide, on peut lire ces mots : 

« Le but de notre établissement est la découverte, et la nature intime des forces primordiales et de principes des choses, en vue d'étendre les limites de l'empire de l'homme sur la nature entière et d'exécuter tout ce qui lui est possible (...) Notre fondation a pour fin de connaître les causes et les mouvements secrets des choses et de reculer les frontières de l'empire de l'homme sur les choses, en vue de réaliser toutes les choses possibles. »

### Hobbes
En 1651 paraît Léviathan du philosophe anglais Thomas Hobbes, ouvrage très mal accueilli de son vivant et qui sera brûlé par l'université d'Oxford en 1683. Il se base sur une « théologie négative » : Dieu est tellement transcendant que nul ne peut connaître ses desseins, ce qui amène Hobbes à condamner à la fois, comme imposture et charlatanisme, le millénarisme révolutionnaire des puritains et les prétentions catholiques à l'infaillibilité du Pape, considéré comme interprète de la providence : « il n’y a sur la terre aucune Église universelle, à laquelle les chrétiens devraient obéir ». La loi ne peut se fonder que sur la nature humaine et l'autorité de l’État absolu : le roi de droit divin doit être souverain sur le plan religieux comme sur le plan civil.

### Bossuet
L'homme d’Église Jacques Bénigne Bossuet écrit, en 1681, un Discours sur l'histoire universelle, où il défend une philosophie de l'histoire faisant de l'histoire une œuvre de la providence. Il n'y a, selon lui, aucun hasard dans le gouvernement des choses humaines. Bossuet s'oppose à Machiavel, qui parlait de fortuna ; ce mot, selon Bossuet, n'a aucun sens « sinon celui de couvrir notre ignorance ». Les humains sont libres, mais la liberté nous est donnée, non pas pour secouer le joug de la condition humaine, « mais pour le porter avec honneur, en le portant volontairement ».
Bossuet écrit dans la tradition orthodoxe de l'historiographie chrétienne : sur le fondement des textes bibliques, auxquels il attribue une valeur infaillible, sa philosophie de l'histoire explique la puissance successive de la Grèce, de la Perse, de Rome comme voulues par la providence pour frayer la voie à la révélation juive, puis chrétienne, préparant la grandeur de l'Empire romain chrétien sous Constantin et celle du nouvel empire de Charlemagne.
Dans cet ouvrage destiné à l'instruction du Dauphin et qui sera, pendant deux siècles, la base de l'enseignement historique dans les collèges, l'histoire, « maîtresse de la vie humaine et de la politique », oppose le caractère passager et périssable des Empires à la vérité impérissable de la religion défendue par l’Église : un roi, qu'il soit bon ou méchant, ne peut être que l'instrument de la providence. Le précepteur royal présente l'empereur Auguste comme le modèle du souverain juste dont l'œuvre prépare, à son insu, l'avènement du christianisme : « Tout l'univers vit en paix sous sa puissance, et Jésus-Christ vient au monde ».

## Éclosion (XVIIIesiècle)
L'émergence de nouvelles théories scientifiques aux XVIIe et XVIIIe siècles confère aux humains une confiance inédite en leurs propres jugements en même temps qu'elle remet fondamentalement en cause les rapports qu'ils entretenaient auparavant avec tout ce qui pouvait faire autorité, en premier lieu la religion et spécialement le christianisme. À partir de la seconde moitié du siècle, les philosophes sont pétris de la conviction que la raison constitue par excellence la faculté de progresser. Et c'est en vivant ce sentiment d'autonomie comme un moyen d'y voir plus clair, sur le monde comme sur eux-mêmes, qu'ils qualifient leur époque de « Siècle des Lumières ».[réf. nécessaire]

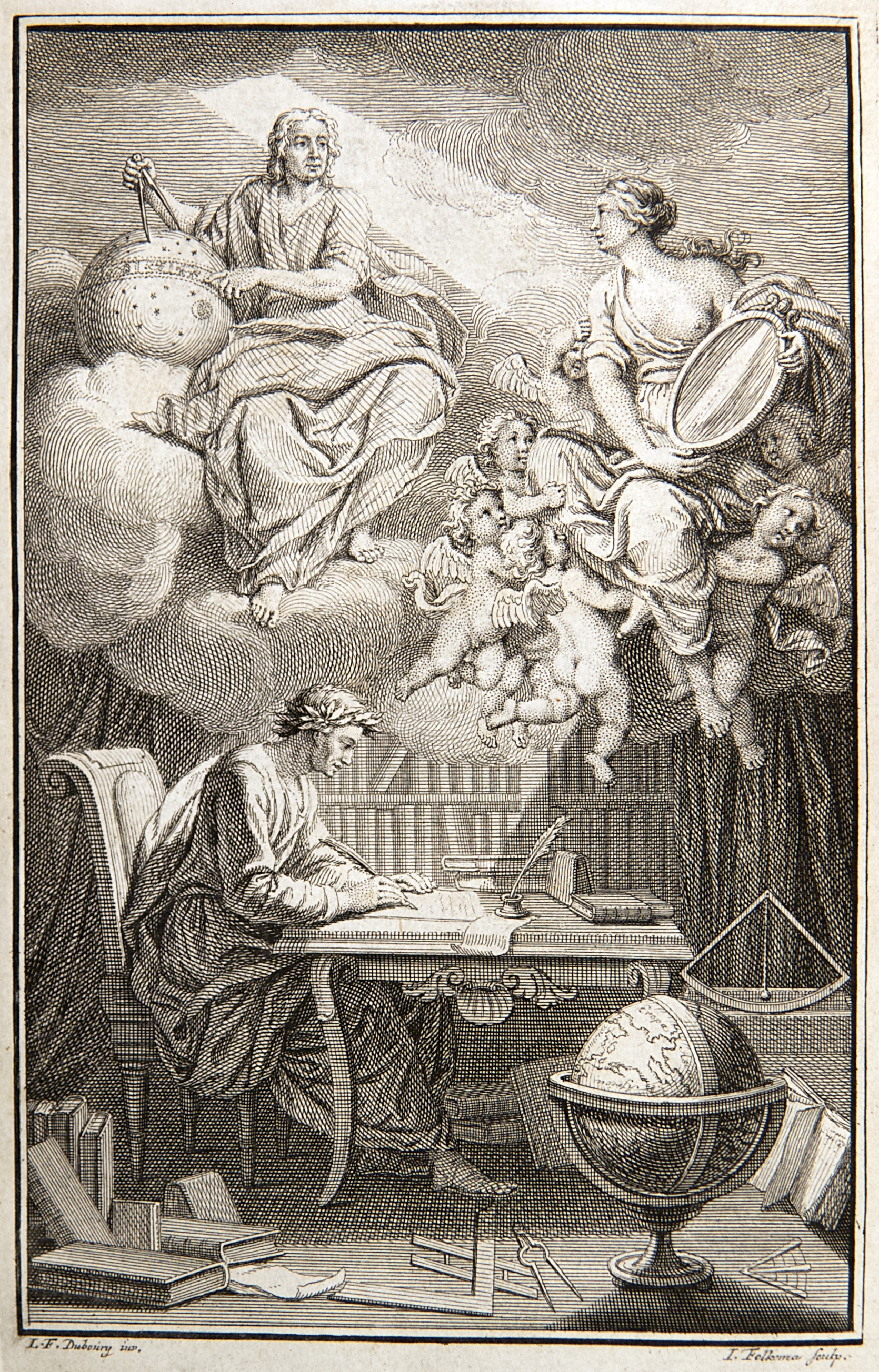
Nées au siècle précédent, les sciences expérimentales marquent les intellectuels.
Couverture d'un ouvrage de Voltaire sur les Éléments de la philosophie de Newton, mis à la portée de tout le monde d'Isaac Newton, en 1738.

En 1784, à la question Qu'est-ce que les Lumières ? (allemand : Was ist Aufklärung ?), Kant répond : 

« Les Lumières, c’est la sortie de l’homme hors de l’état de tutelle dont il est lui-même responsable. L’état de tutelle est l’incapacité de se servir de son entendement sans la conduite d’un autre. On est soi-même responsable de cet état de tutelle quand la cause tient non pas à une insuffisance de l’entendement mais à une insuffisance de la résolution et du courage de s’en servir sans la conduite d’un autre. Sapere aude ! Aie le courage de te servir de ton propre entendement ! Telle est la devise des Lumières. »

Les philosophes ambitionnent alors d'appliquer la méthode scientifique à la connaissance de l'histoire des hommes.[réf. nécessaire]
Fait totalement nouveau, dont témoigne l'épisode de la Révolution française, ce sentiment d'émancipation n'est pas seulement éprouvé par quelques philosophes mais largement partagé par la population : il est ressenti aussi bien individuellement que collectivement. C'est pourquoi l'émergence d'une conscience historique, l'idée que les humains ne sont plus les jouets de la providence mais les acteurs de leur propre histoire, est indissociablement liée à l'avènement d'un rapport nouveau, personnel, à l'existence : l'individualisme.
Ainsi, le siècle consacre un processus à l'œuvre dès les débuts de la civilisation occidentale (philosophie grecque, judéo-christianisme, Renaissance...) : les humains s'éprouvent comme individus, « indivisibles », aptes à décider eux-mêmes de leurs parcours de vie sans éprouver la nécessité d'en rendre compte à qui que ce soit ; donc, de « penser l'histoire », lui assigner collectivement un sens - le bonheur - et surtout, par le biais des instances démocratiques, de décider de son orientation.[réf. nécessaire]

### Vico
Giambattista Vico fait partie des premiers philosophes du siècle à rédiger une théorie systématique de l'Histoire. Il publie en 1725 (puis, remanié, en 1744) les Principes d'une science nouvelle relative à la nature commune des nations, où il entend non seulement retracer des événements historiques mais fonder une science, la scienza nuova, dans le but d'en tirer un enseignement. Il y expose une théorie cyclique de l’histoire, les trois âges, selon laquelle les sociétés humaines progressent à travers différentes phases.

Ces trois « âges » sont l’« âge des dieux », durant lequel émerge la religion, la famille et diverses institutions ; l’« âge des héros », durant lequel le peuple est maintenu sous le joug d’une classe de nobles ; et l’« âge des hommes », durant lequel ce peuple s’insurge et conquiert l’égalité avant de revenir à l'état barbare.

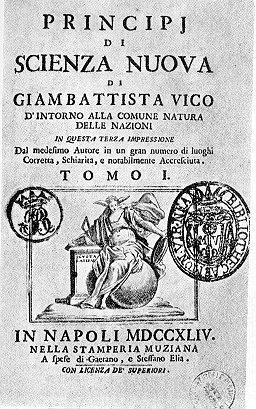
Couverture des Principes d'une science nouvelle.

En 1827, Jules Michelet le traduit en français sous le titre Principes de la philosophie de l'histoire. Selon lui, Vico veut « dégager les phénomènes réguliers des accidentels et déterminer les lois générales qui régissent les premiers ».

### Turgot

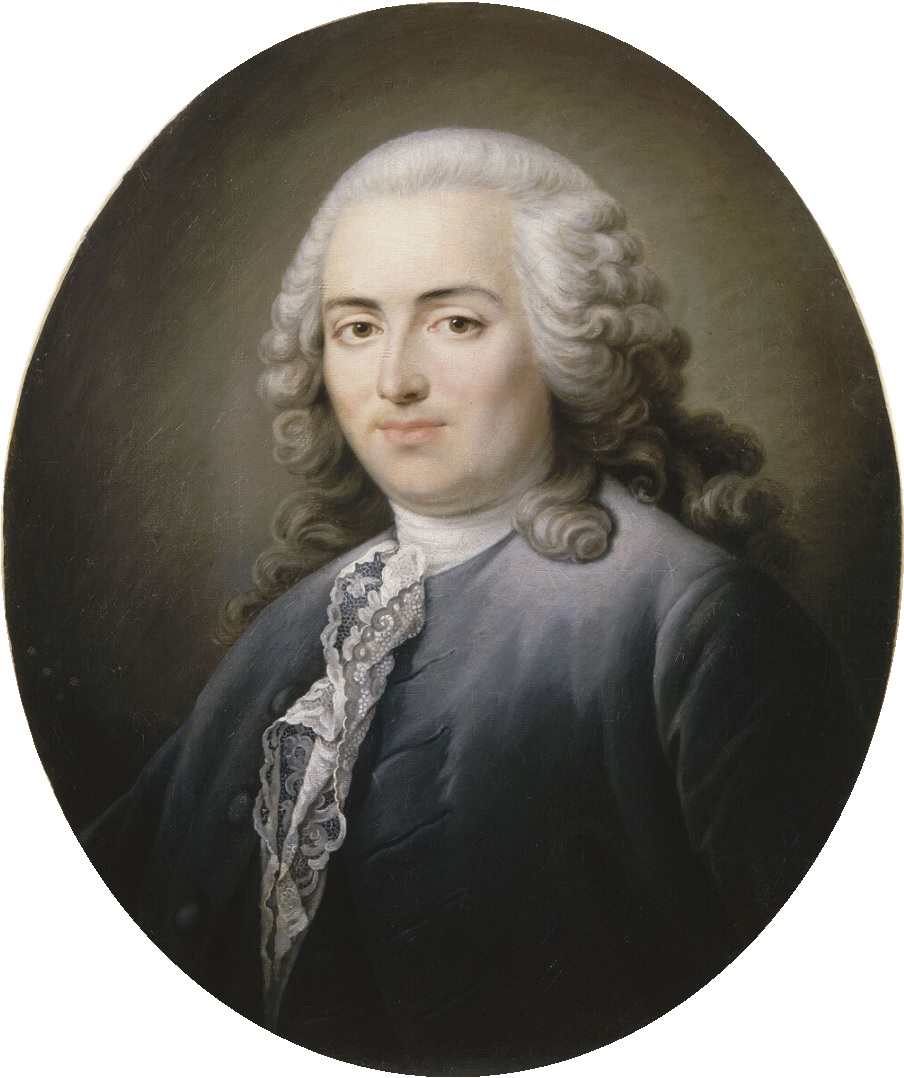
Turgot

En 1750, Turgot, futur secrétaire d'État de Louis XVI, prononce un discours sur « les progrès successifs de l'esprit humain » et, l'année suivante, il écrit : « L'histoire universelle embrasse la considération des progrès successifs du genre humain et le détail des causes qui y ont contribué. »
Ce texte n'est publié qu'un siècle plus tard, en 1844, mais l'historien des idées Pierre-André Taguieff considère qu'en évoquant « l'histoire universelle », Turgot entend mettre un terme définitif à la conception de l'histoire qui prévalait encore, axée sur le concept biblique de providence divine et dont - entre autres - Bossuet assurait la survivance.

### Rousseau

Jean-Jacques Rousseau en costume arménien, toile d'Allan Ramsay, 1766.

Jean-Jacques Rousseau se démarque profondément des autres penseurs des Lumières avec lesquels il ne tarde pas à se brouiller et parmi lesquels il apparaît comme un « anticipateur-retardataire ». Dans ses essais, Discours sur les sciences et les arts (1750), Discours sur l'origine et les fondements de l'inégalité parmi les hommes (1755) et Du contrat social (1762), il montre une profonde méfiance envers l'idée de progrès : le développement des sciences et des arts, des langues et des spectacles, de l'opinion publique et de l'amour-propre, de la propriété et du travail, du commerce et de la guerre... lui apparaissent comme autant de signes d'un déclin moral : partant de l'état de l'homme sauvage, heureux mais borné et stupide, le développement de l'inégalité, qualifié de « civilisation », en vient à rendre les humains malheureux et méchants, vivant dans « le plus horrible état de guerre », ce qui rapproche Rousseau de la conception pessimiste des âges de l'humanité selon Hésiode. Pourtant, il pense que l'affirmation de la conscience morale permettra, dans l'avenir, d'aboutir à une société plus juste fondée sur le contrat social.

### Voltaire

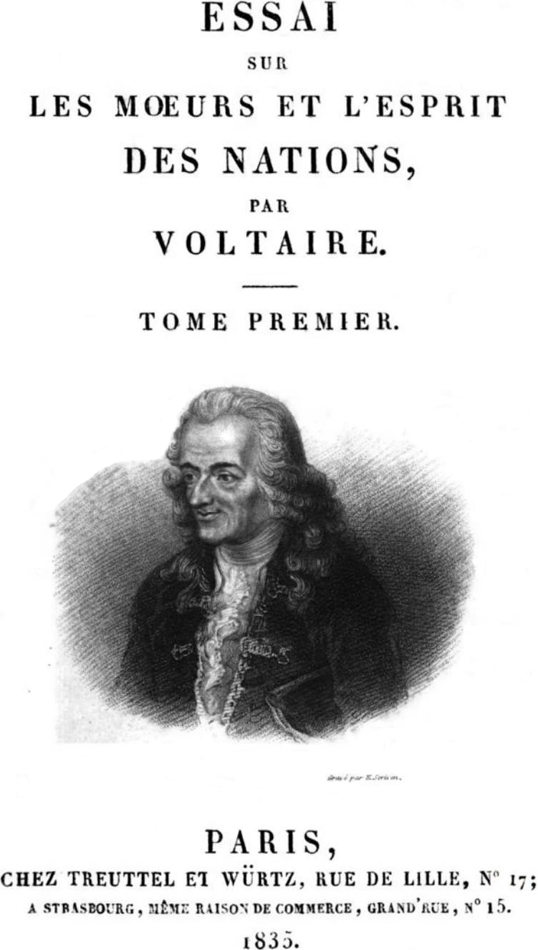
Voltaire, Essai sur les mœurs et l'esprit des nations, réédition de 1835.

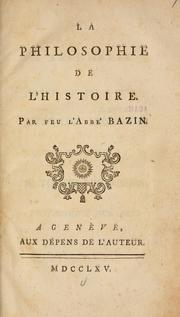
La Philosophie de l'histoire, publiée par Voltaire sous un pseudonyme en 1765.

Voltaire accorde dans son œuvre une place centrale à l'histoire. Dans ses Remarques sur l'histoire, il écrit : « Ce qui manque d'ordinaire à ceux qui compilent l'histoire, c'est l'esprit philosophique ».
Il s'oppose à une lecture de l'histoire qui soit centrée sur les grandes batailles et les faits des princes. Ainsi, dans Le Siècle de Louis XIV, paru en 1751, il affirme l'importance d'étudier l'évolution des « mœurs », c'est-à-dire des sociétés et civilisations, plutôt que le détail des batailles : « Ce n'est point ici une simple relation des campagnes, mais plutôt une histoire des mœurs des hommes ».
Contrairement à d'autres philosophes des Lumières, il se montre méfiant envers la création de grands principes qui dirigeraient l'Histoire vers un progrès absolu. Il écrit que « Tous les siècles se ressemblent par la méchanceté des hommes » ; toutefois, il admet l'existence d'une trajectoire ascendante, soutenant que le siècle de Louis XIV « peut-être celui des quatre [grands âges, après l'Antiquité grecque, romaine et la Renaissance] qui approche le plus de la perfection ».
Voltaire soutient qu'une philosophie de l'histoire ne peut se concentrer sur un seul continent. Il se montre par conséquent critique envers l'eurocentrisme de Bossuet qui, dans son Discours sur l'Histoire universelle, ne considère que l'Europe et le Proche-Orient biblique et ignore complètement les civilisations d'Asie. Dans une seconde édition du Siècle de Louis XIV, il conclut son tableau de la France du Roi-Soleil par une comparaison avec la Chine de l'empereur Kangxi qu'il connaît par les descriptions flatteuses des missionnaires jésuites en Chine. Au contraire de Bossuet, il commence son Essai sur les mœurs et l'esprit des nations, publié en 1756, par une présentation de l'Inde et de la Chine où il affirme : « Il est incontestable que les annales les plus anciennes du monde sont celles de la Chine. Elles se suivent sans interruption ». Il souligne le caractère rationnel de l'historiographie chinoise et du confucianisme, qu'il réduit volontiers à une morale déiste : les annales chinoises évitent les miracles et prodiges de l'hagiographie occidentale. L'éloge de la Chine est souvent chez lui une manière détournée de critiquer l'intolérance chrétienne. En même temps, il relève l'immobilisme de la culture chinoise : arrivée très tôt à un haut état d'organisation, elle ne cherche plus à progresser. Les Chinois ont inventé la poudre noire, pour les feux d'artifice, et la boussole mais ce sont les Européens qui ont développé l'artillerie et les navigations océaniques.
L'expression « philosophie de l'histoire » apparaît chez Voltaire en 1765, comme le titre d'un essai qu'il publie sous le pseudonyme de l'abbé Bazin. Si la formule fera date, l'ouvrage est un ensemble hétéroclite de questions concernant aussi bien l'Inde, la Chine et les Juifs que les anges, les génies ou les préjugés populaires. Son impact est loin d'égaler celui de l'Essai sur les mœurs et l'esprit des nations, paru en 1756, qui constitue l'une des pièces maîtresses de la philosophie des Lumières et dans lequel l'auteur dresse un vaste panorama de l'histoire de l'Europe, débutant avant Charlemagne et se déroulant jusqu'à l'aube du siècle de Louis XIV.

### Kant

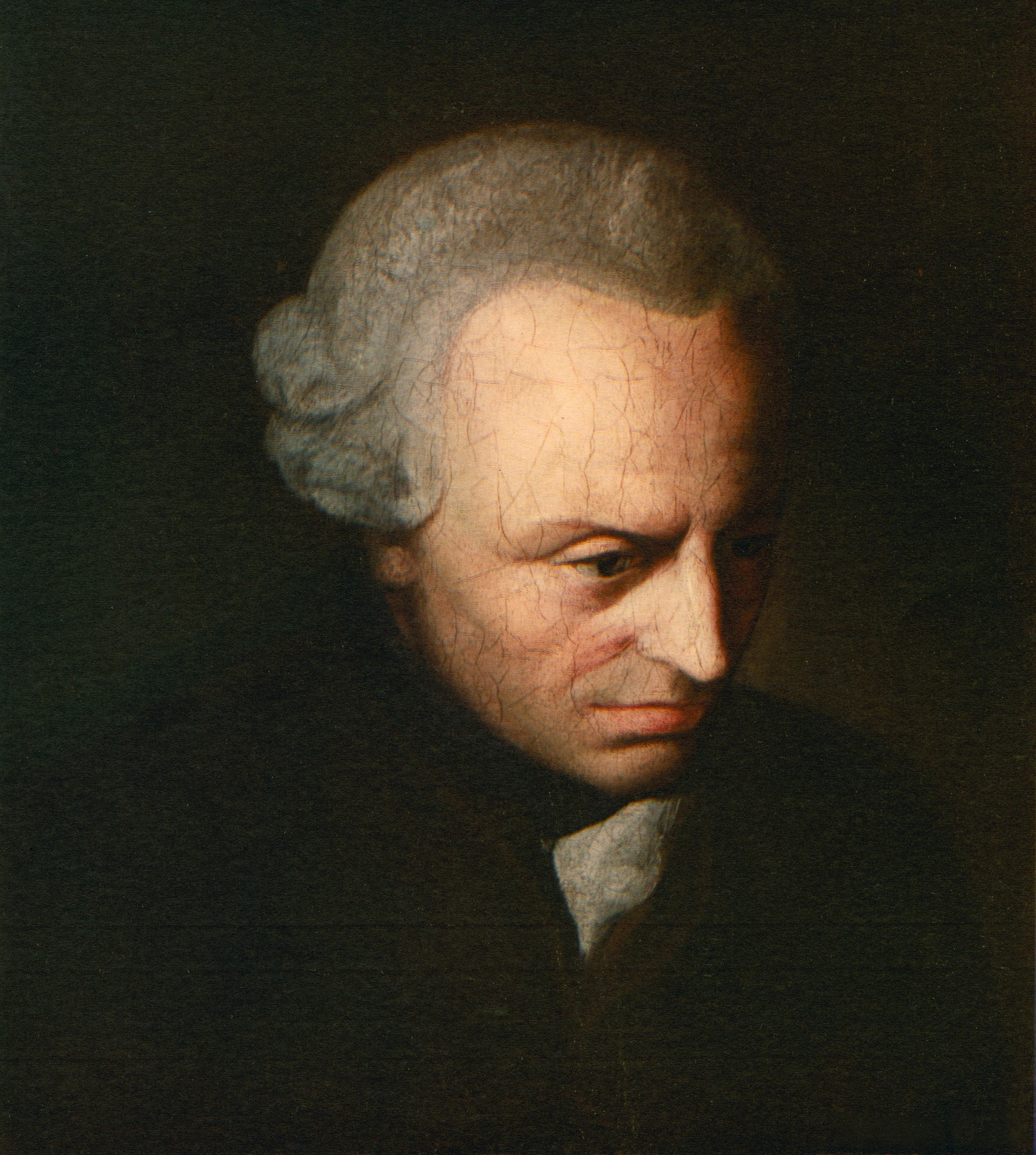
Emmanuel Kant

En 1784 paraît un essai philosophique d'Emmanuel Kant : Idée d'une histoire universelle d'un point de vue cosmopolitique. Considérant l'histoire comme une masse hétérogène de faits (non seulement les événements politiques mais aussi ceux qui ponctuent la vie quotidienne), Kant s'efforce de retirer un sens de cette hétérogénéité même. Plaçant l’homme au centre du monde comme Copernic a situé le soleil au centre de l'univers, il considère qu'il est libre, « autonome », du fait que sa volonté trouve ses racines dans la raison.
Mais partant de l'hypothèse que l'existence d'un individu est trop courte pour lui permettre de faire toutes les expériences nécessaires à son développement, il estime que le fil directeur de l’histoire est l'inscription progressive de la raison dans les institutions, grâce à la transmission du savoir d'une génération à l'autre. C'est donc sur l’humanité tout entière, plus exactement sur sa capacité à capitaliser la rationalité du savoir au fil du temps, que repose selon lui le progrès de l'humanité.
Kant estime toutefois que celui-ci ne peut s'opérer sans heurt, compte tenu du fait que la nature humaine est antagoniste. À eux seuls, les grands idéaux (justice, paix, fraternité, etc) ne peuvent pas être considérés comme le moteur de l'histoire. Celui-ci ne repose pas sur le côté sociable de l’homme, ses comportements les plus accommodants, mais sur le choc entre sa sociabilité et son insociabilité. Le moteur de l’histoire est donc « l’insociable sociabilité » des hommes.

### Herder

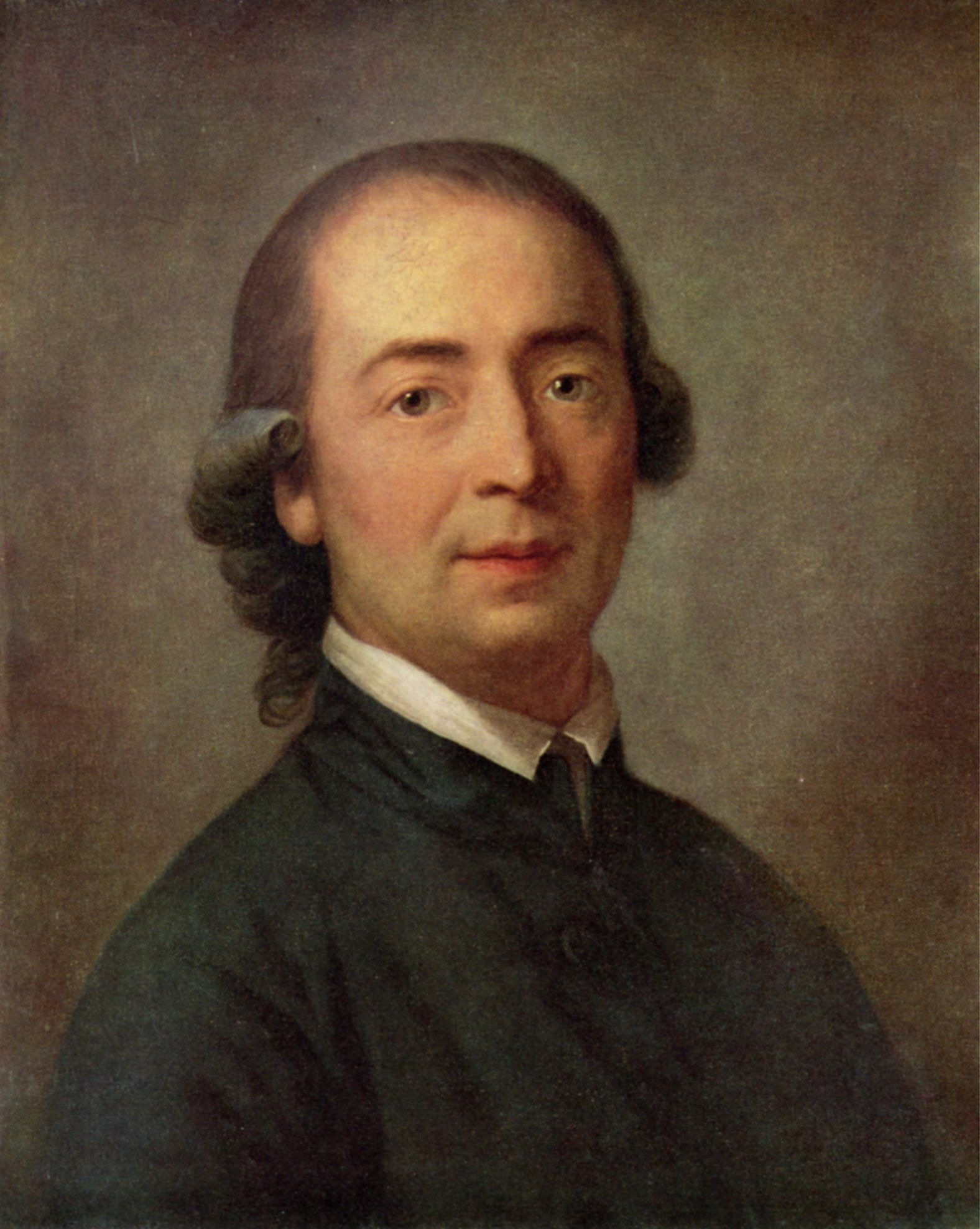
Herder

En 1774, dans son essai Une autre philosophie de l’histoire, Johann Gottfried von Herder porte une approche de l'histoire singulière, qui détonne en effet avec l'approche spéculative qui prédomine dans la philosophie des Lumières. Esprit très cultivé, il se démarque de toute tendance universaliste et s'ouvre au contraire à la pluralité des cultures.
Herder a notamment formulé une vive critique des lumières françaises, des thèses des philosophes des Lumières comme Voltaire sur le sens de l'Histoire. Selon Pierre Pénisson, il reproche aux Lumières françaises d'être « coupables d'hégémonie linguistique, par excellence en la personne de Voltaire, et d'une dangereuse prétention à incarner l'universel et le “summum” de l'histoire (Auch eine Philosophie der Geschichte, 1774), ce qui a pour effet de laminer toute altérité historique ou “culturelle” ».
En 1785, soit un an après l'Idée d'une histoire universelle de Kant, Herder publie ses Idées pour une philosophie de l’histoire de l’humanité. Ses vues se distinguent alors de celles de Kant : il n'assimile pas en effet l'histoire à un progrès linéaire et rationnel mais aux évolutions en ordre dispersé d'une multiplicité de peuples aux caractéristiques spécifiques. Selon lui, les cultures doivent être considérées séparément et la finalité de l'ensemble du monde humain, si tant est qu'il y en ait une, est insaisissable. Sa pensée exercera une profonde influence sur l'anthropologie.

### Condorcet

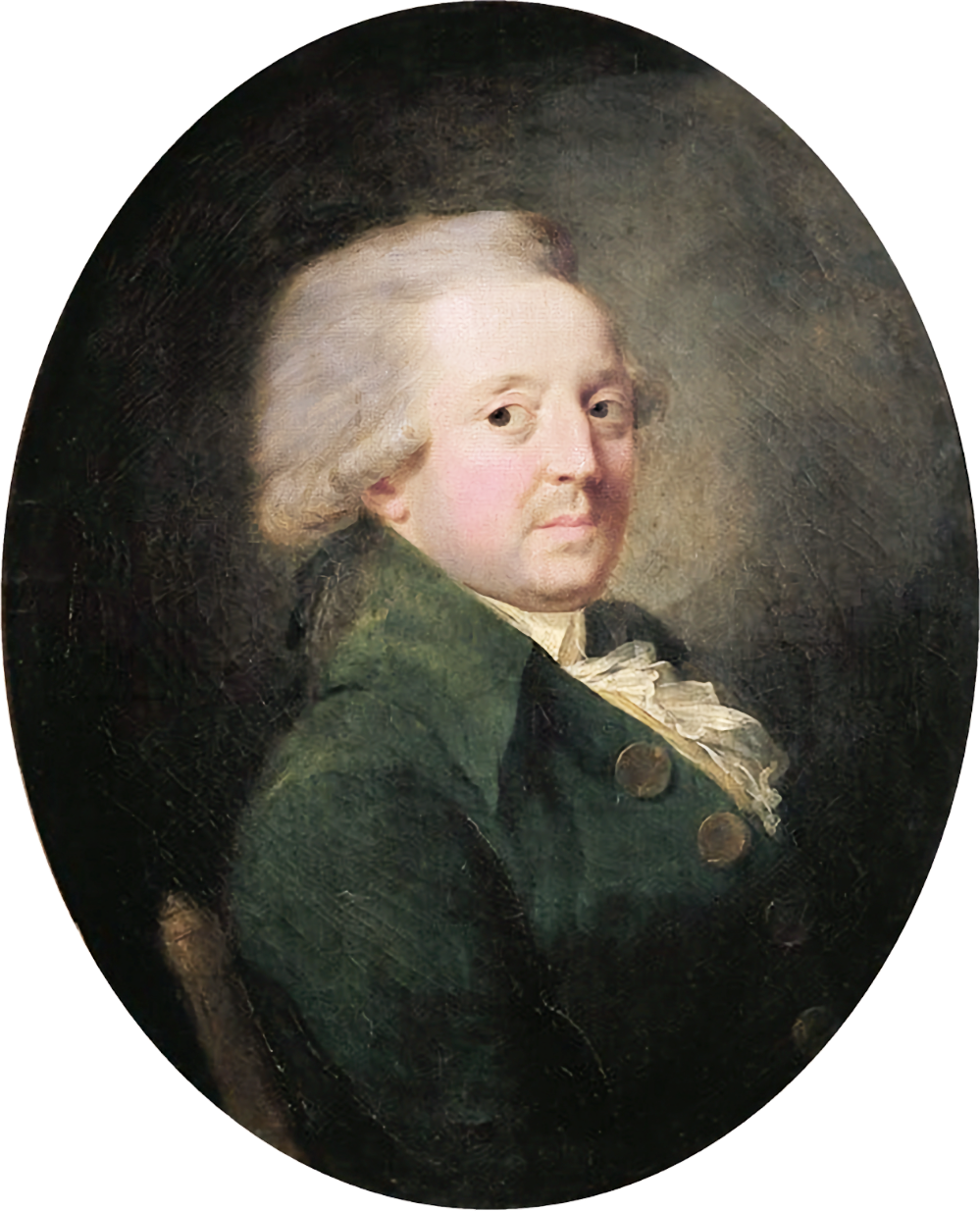
Condorcet

En pleine Révolution française, alors qu'il fuit la Terreur, Condorcet rédige son Esquisse d'un tableau historique des progrès de l'esprit humain, publiée peu après, à titre posthume.
Dans les neuf premières parties de l'ouvrage, il résume les connaissances principales de son époque. Et dans la dixième et dernière partie, intitulée « Des progrès futurs de l’esprit humain », il se projette dans un avenir qu'il imagine éclairé par la raison, l'éducation, les connaissances, les découvertes scientifiques et techniques.

## Doctrines (XIXesiècle)

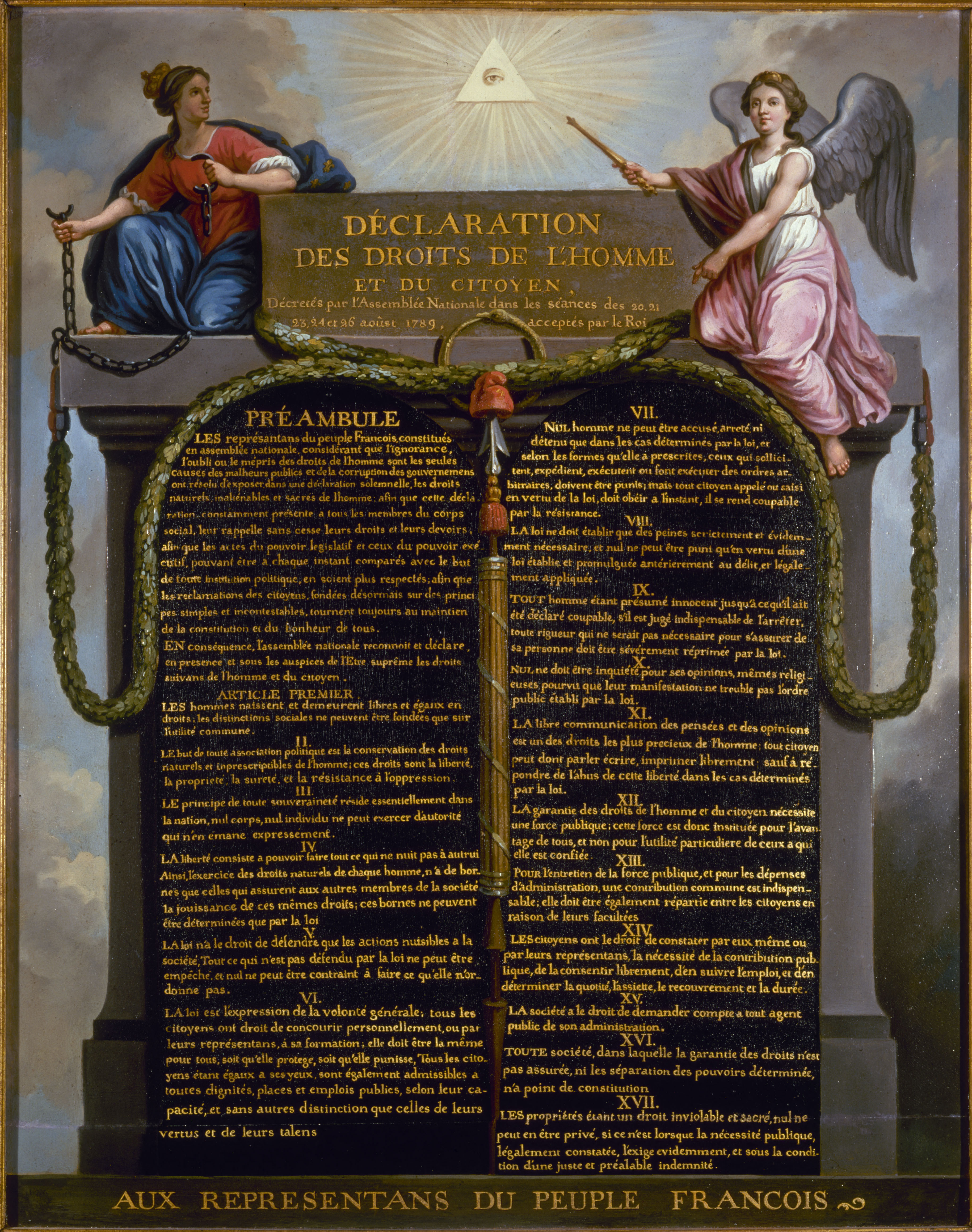
La Déclaration des droits de l'homme et du citoyen de 1789, proclamée au début de la Révolution française, affirme l'existence de droits universels.

De la fin du XVIIIe siècle au XIXe siècle commençant, la Révolution française et son prolongement à sa suite dans les guerres napoléoniennes exercent une influence profonde dans l'ensemble de l'Europe, notamment en Allemagne.
Lucien Calvié observe « l'existence d'une ligne intellectuelle continue et puissante » partant de la deuxième moitié du XVIIIe siècle, de Winckelmann au jeune Friedrich Schlegel, à Hölderlin et à Hegel, en passant par Heinse, Herder et Forster, marquée par leur intérêt pour l'Antiquité, grecque surtout, et par « l'affirmation d'un lien de consubstantialité entre la beauté (naturelle et artistique), le bonheur (individuel et collectif) et la liberté (du citoyen et de la cité) », une ligne intellectuelle qui se trouve réactivée par la Révolution française. Dans ses Leçons sur la philosophie de l'histoire, Hegel ne retient pas ses mots à propos de la Révolution : « Ce fut un magnifique lever de soleil. Tous les êtres pensants ont concélébré cette époque. Une émotion subtile a régné en ce temps, un enthousiasme de l'esprit a fait frissonner le monde, comme si l'on était parvenu à la réconciliation effective du divin avec le monde ». Selon Calvié, la Révolution française « semble en mesure - c'est là l'« illusion héroïque » diagnostiquée par le jeune Marx et par bien des marxistes après lui - de faire renaître dans le monde moderne, celui de la triste « prose bourgeoise » dont parlera plus tard Hegel, la belle liberté et le poétique bonheur des Grecs anciens ». Face à cette ligne intellectuelle longtemps dominante, se dessine dans les dernières années du XVIIIe siècle et au tout début du XIXe siècle, une réaction autour du premier romantisme allemand (Novalis, les frères Schlegel, Wackenroder et Tieck), par « la réactivation d'une référence médiévale et germanique ». Pour Lucien Calvié, ce « tournant décisif du premier romantisme a, d'emblée, et, plus encore dans ses suites […], jusqu'aux années 1830 et 1840 au moins, le sens d'une réaction germano-chrétienne à la fois intellectuelle et politique contre la Révolution française, ses idéaux, ses acquis pratiques et, plus généralement, un libéralisme et un radicalisme démocratique souvent identifiés au voisin occidental, la France ».
1. l'idéalisme absolu, formulé dans les années 1820 par Georg Wilhelm Friedrich Hegel et centré sur la vision hégémonique de l'État ;
2. le positivisme, inspiré de Claude-Henri de Rouvroy de Saint-Simon mais formulé par Auguste Comte à partir des années 1830, qui se consacre en priorité à l'industrialisation ;
3. le matérialisme historique, édifié à la fin des années 1840 par Karl Marx et Friedrich Engels, à la fois doctrine et courant politique, qui proclame que le moteur de l'histoire est la lutte des classes et doit aboutir, par renversement dialectique, à la fin des classes sociales et la disparition de l'État ;
4. le darwinisme social, élaboré durant les années 1850 par l'Anglais Herbert Spencer, qui transpose dans la sphère humaine la théorie de l'évolution par sélection naturelle formulée par son compatriote Charles Darwin et qui postule que la lutte pour la vie entre les hommes est l'état « naturel » des relations sociales.

Quelques indépendants ne se rattachent à aucun de ces courants et mettent en doute l'idée d'une finalité de l'histoire, comme Arthur Schopenhauer et Friedrich Nietzsche.

### Hegel
En 1820, dans les Principes de la philosophie du droit, Hegel pose les fondements d'une nouvelle doctrine : l'étatisme : « il faut vénérer l'État comme un être divin-terrestre ». Il voit dans le Saint-Empire romain germanique le modèle de l'État moderne, du fait qu'il s'est révélé dès le XIIe siècle le concurrent de l’autorité papale (plus de détails).
Durant les années qui suivent, il explique longuement son approche dans une série de cours donnés à l'Université de Berlin (publiés en 1837, six ans après sa mort), qui connaissent un grand retentissement dans le monde de la philosophie et sont traduits en français sous le titre Leçons sur la philosophie de l'histoire.

Hegel explique que pour retirer un sens, une signification, de l'histoire, il ne sert à rien de s'attacher aux événements mais qu'il convient en revanche de « sentir », « comprendre », les idées profondes qui les sous-tendent et les orientent : 

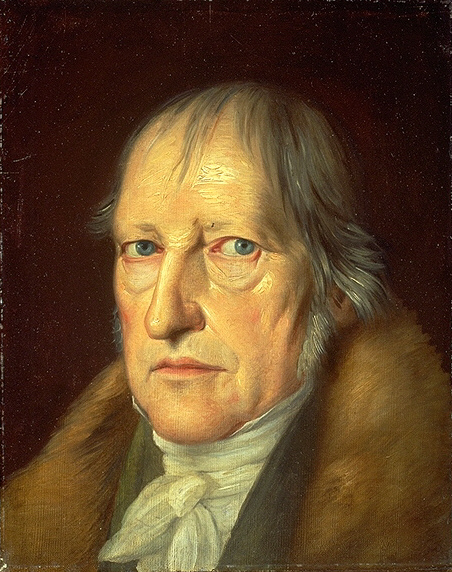
Hegel

« On dit aux gouvernants, aux hommes d’État, aux peuples de s'instruire principalement par l'expérience de l'histoire. Mais ce qu'enseignent l'expérience et l'histoire, c'est que peuples et gouvernements n'ont jamais rien appris de l'histoire et n'ont jamais agi suivant des maximes qu'on en aurait pu retirer. Chaque époque, chaque peuple se trouve dans des conditions si particulières, constitue une situation si individuelle que dans cette situation on ne peut et on ne doit décider que par elle. Dans ce tumulte des événements du monde, une maxime générale ne sert pas plus que le souvenir de situations analogues qui ont pu se produire dans le passé, car une chose comme un pâle souvenir, est sans force dans la tempête qui souffle sur le présent ; il n'a aucun pouvoir sur le monde libre et vivant de l'actualité. A ce point de vue, rien n'est plus fade que de s'en référer aux exemples grecs et romains, comme c'est arrivé si fréquemment chez les Français à l'époque de la Révolution. Rien de plus différent que la nature de ces peuples et le caractère de notre époque... Seule l'intuition approfondie, libre, compréhensive des situations (...) peut donner aux réflexions de la vérité et de l'intérêt. »

Mais plutôt que de parler des « idées profondes qui sous-tendent » les événements, Hegel parle de « l'Idée ». Car selon lui, toutes les idées qui font avancer l'histoire dans le sens d'un « progrès « (c'est-à-dire d'une évolution vers une situation collectivement vécue comme meilleure à celle en cours) se ramène à une seule : la mise en œuvre de la raison (qu'il appelle « esprit ») en toutes circonstances. Il affirme que le sens de l'histoire est « la réalisation de l'Esprit absolu », c'est-à-dire un esprit devenu pleinement conscient de lui-même grâce à la raison : « L’histoire est le processus par lequel l’esprit se découvre lui-même. » Pour spéculative et abstraite que cette approche puisse apparaître, Hegel lui assigne une application très concrète. Le rôle du philosophe, selon lui, n’est pas de critiquer à l'infini mais de faire émerger une structure dans la réalité qui soit l'incarnation de l'idée absolue. Et à ses yeux, cette structure, c'est précisément l’État : « L’État, c’est la marche de Dieu dans le monde ». Bien plus qu'un simple organe institutionnel, il est « la forme suprême de l'existence », « le produit final de l'évolution de l'humanité », « la réalité en acte de la liberté concrète »[réf. nécessaire], le « rationnel en soi et pour soi ».

### Saint-Simon
En 1820, dans son ouvrage L’Organisateur, Saint-Simon se dit convaincu que la société européenne a définitivement rompu avec l'âge féodal et qu'elle entre dans une ère fondamentalement nouvelle. Cette référence au passé pour justifier sa vision du présent lui vient de sa collaboration avec un jeune historien, Augustin Thierry, qui est alors son secrétaire.

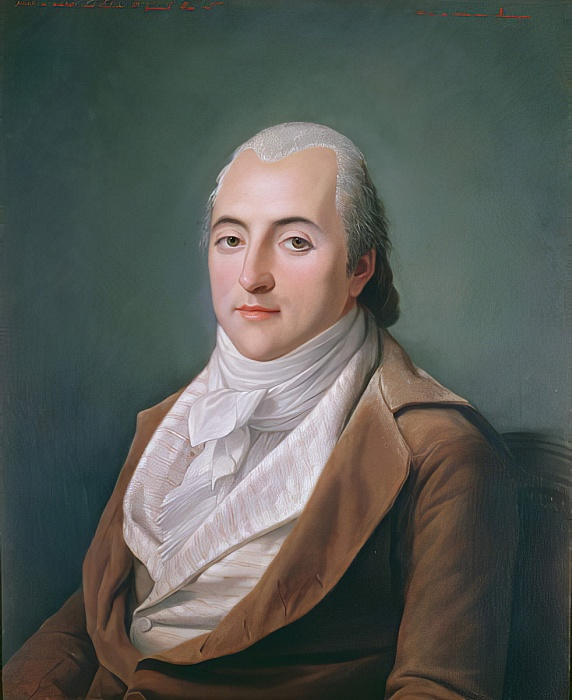
Saint-Simon

Saint-Simon est l'un des premiers intellectuels à penser l'histoire non plus seulement sur une base théorique (comme le font Kant et Hegel) ou sur des préceptes d'ordre politique (notamment hérités de la Révolution française), mais aussi - et d'abord - sur un fait concret, qui s'impose désormais : l'industrialisation.
Et il est surtout le premier, bien avant Marx, à préconiser une transformation de l'histoire, dans la continuité directe de celle générée par l'industrialisation. En 1825, l'année de sa mort, il est l'auteur d'un Nouveau Catéchisme, ouvrage inachevé dans lequel il préconise une société fraternelle, sorte de technocratie, dont les membres les plus compétents (industriels, scientifiques, artistes, intellectuels, ingénieurs…) auraient pour tâche d'administrer le pays le plus utilement possible, afin de le rendre prospère, et où régneraient l'esprit d'entreprise, le sens de l'intérêt général, la liberté et la paix.
L'économiste André Piettre le présente comme : « le dernier des gentilshommes et le premier des socialistes ».

### Auguste Comte

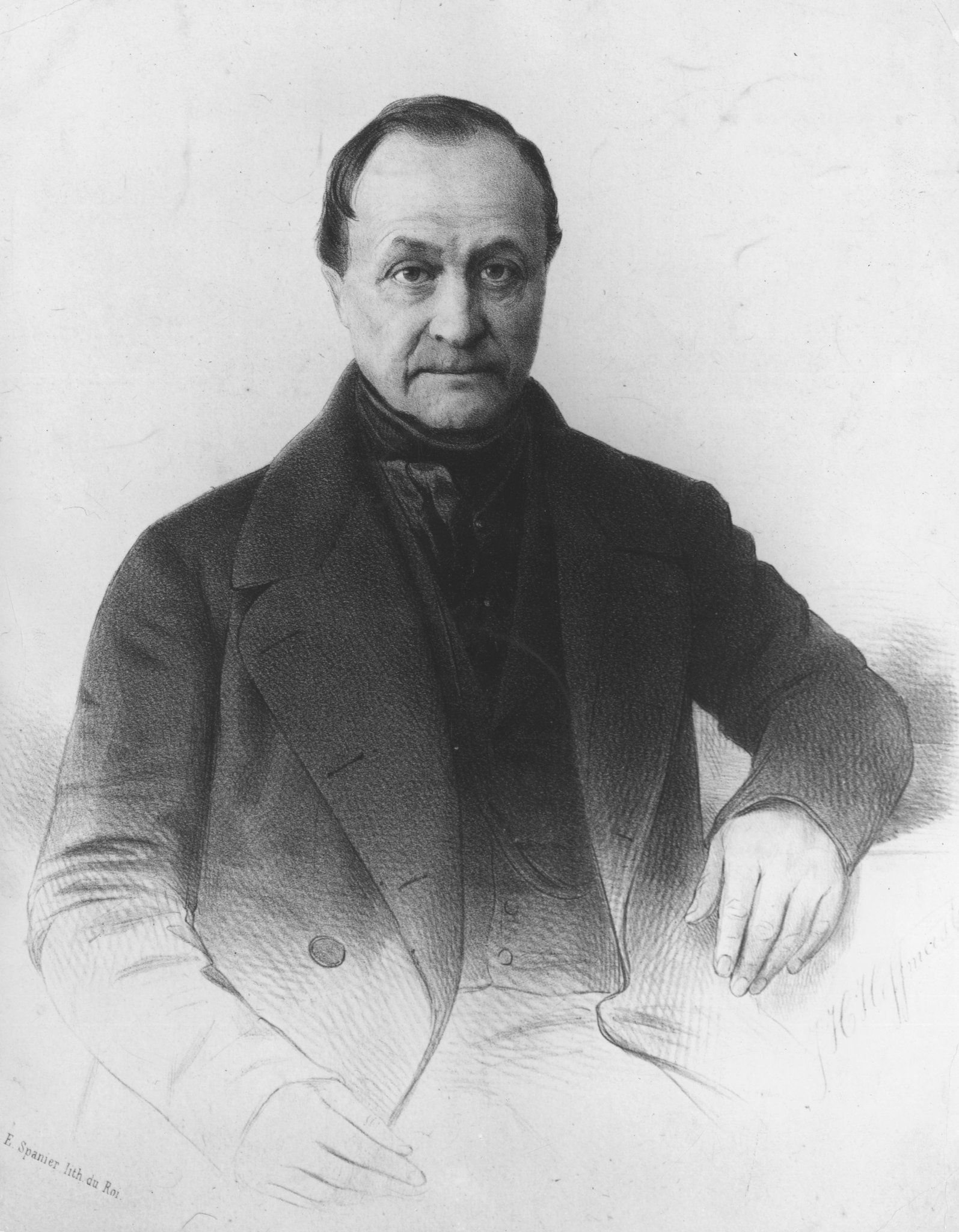
Auguste Comte

Auguste Comte, qui a été le secrétaire de Saint-Simon de 1816 à 1823, reprend sa thèse concernant le passage de l'âge féodal à l'âge industriel. Intercalant un âge intermédiaire, celui de la métaphysique, il formule une théorie, la « loi des trois états ». Selon lui, le sens de l'histoire correspond à la succession de trois phases, qu'il appelle « l'âge théologique » (caractérisé par une explication mythologique du monde), « l'âge métaphysique » (où l'on procède par abstractions et spéculations intellectuelles) et enfin « l'âge positif », dans lequel Comte situe son époque et qui se caractérise par la compréhension scientifique (rationnelle) de la réalité. « L'esprit positif consiste à voir pour prévoir, à étudier ce qui est afin d'en conclure ce qui sera, d'après le dogme général de l'invariabilité des lois naturelles ».
Tout comme Saint-Simon, et à l'inverse de Kant et de Hegel, Comte construit sa philosophie non pas sur des idées préconçues (idéalisme) mais sur les phénomènes qu'il observe, principalement les développements de la science et les débuts de l'industrialisation. Pour autant, il ne méprise pas la posture religieuse. Il en vient d'ailleurs lui-même à formaliser une morale (qu'il fonde sur l'ordre, le progrès et l'altruisme) et une religion : l'Église positiviste. Un siècle plus tard, le théologien Henri de Lubac considérera que la loi des trois états décrit certes trois aspects de la pensée humaine mais qu'elle ne constitue nullement une loi d'évolution historique : il n'y a pas lieu d'y voir une philosophie de l'histoire.
Dans son héritage intellectuel, le positivisme, la tendance dominante sera de rejeter toute religiosité et de ne s'en tenir qu'aux faits. C'est notamment la position d'Ernest Renan, qui déclare que la science expérimentale a désormais priorité sur la religion pour interpréter le monde et qui prétend qu'elle peut et doit « organiser scientifiquement l'humanité ». Cependant, pour pragmatique qu'il puisse paraître, ce scientisme reste une métaphysique, une philosophie doctrinaire et idéologique dans la mesure où le « progrès scientifique » est considéré comme une donnée indiscutable.[réf. nécessaire]

### Karl Marx
Fortement influencé par Hegel, Karl Marx élabore tout au long de sa vie ses réflexions à partir d'un rapport critique au philosophe de la dialectique. Rejetant en effet son approche qu'il qualifie d'idéaliste et de mystificatrice, Marx met en avant la nécessité de s'attacher aux phénomènes historiques et sociaux concrets pour comprendre le monde et l'homme. Dès les Manuscrits de Kreuznach de 1843, texte qui consiste en des notes critiques sur les Principes de la philosophie du droit, le jeune philosophe avide « d'émancipation » critique la démarche spéculative d'Hegel qui naturalise la situation allemande et plaque sur la réalité des rapports conceptuels qui ne lui correspondent pas. En ces années 1840 c'est successivement la critique de la philosophie politique hégélienne, de la religion, de l'économie politique, de la philosophie jeune hégélienne et plus généralement des réalités de son temps qui vont l'occuper en complémentarité avec ses activités militantes qui le conduisent à épouser la cause du socialisme et du prolétariat.
Dès lors, et jusqu'à sa mort en 1883, Marx produit une œuvre importante, associant de façon complexe l'analyse des situations historiques actuelles et le recul théorique. C'est pour cette raison qu'il n'est possible de comprendre chacun de ses livres qu'en le mettant en lien avec les autres, selon un rapport dialectique. Au fil des années, au fur et à mesure que la société s'industrialise, les paramètres changent, contraignant souvent Marx à s'amender, voire à se contredire. Ses analyses, notamment son ouvrage majeur, Le Capital, publié en 1867, influent considérablement sur le développement des sciences humaines et sociales jusqu'à la fin du XXe siècle.
Il qualifie lui même sa conception de l'histoire de matérialisme historique dès 1845-1846 dans L'Idéologie allemande. Elle est portée par l’idée que ce sont les conditions matérielles, entendues comme conditions économiques et sociales, qui déterminent la conscience et non l'inverse. Marx avance ainsi que le développement de l'histoire dépend des situations réellement vécues par les humains et non, comme le soutenaient les philosophes jusqu'à Hegel, de l'impulsion du mouvement des idées. Cette conception accorde donc une part essentielle à l'économie dans l'histoire du monde (plus tard, le marxologue Maximilien Rubel la définira comme un « instrument de connaissance et d'explication de la réalité sociale et historique »).

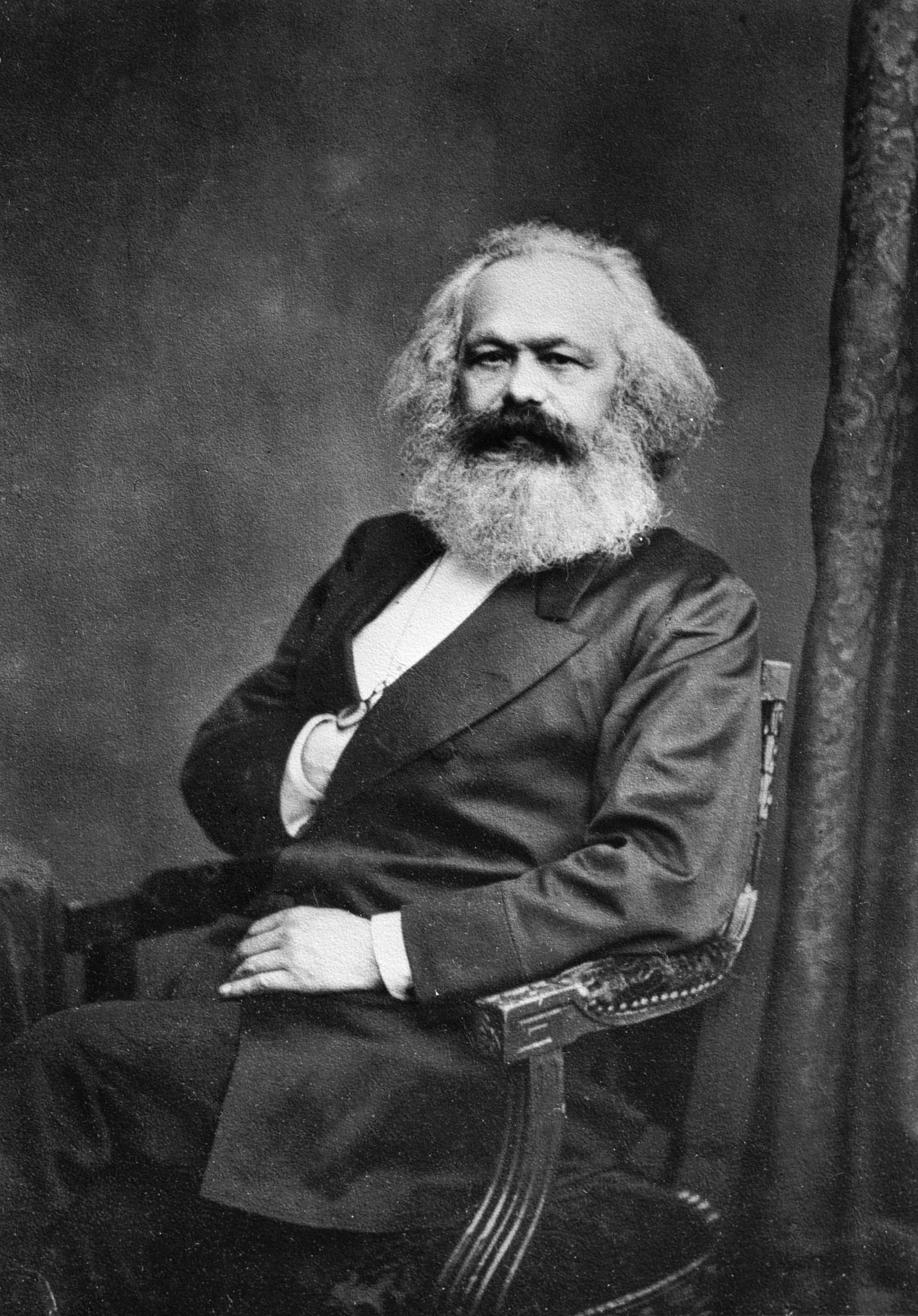
Karl Marx (photo prise vers 1875)

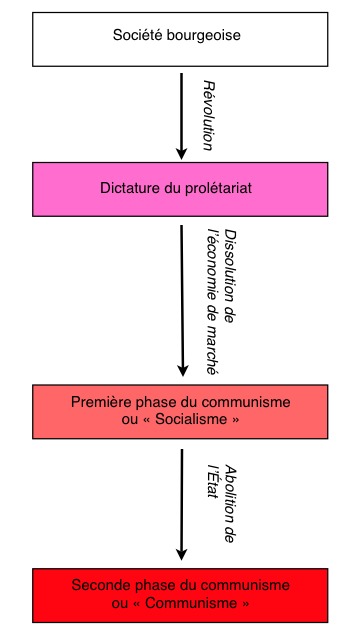
Schéma des différentes phases conduisant selon Marx à l'établissement de la société communiste.

Marx considère que la société peut être analysée comme résultant des forces productives et des rapports de production, les premiers désignant l'avancement des moyens techniques, culturels, théoriques, éducatifs mis à la disposition des hommes, les seconds désignant la régulation sociale, juridique et politique des relations entre les classes sociales. Ces concepts permettent de décrire une histoire scandée par une succession de modes de production.
Au contact des mouvements ouvriers des années 1840 le révolutionnaire rhénan saisit le rôle de la lutte des classes dans les évolutions historiques. Loin du schéma dogmatique qui a été instrumentalisé tant par les idéologies staliniennes que par les critiques peu informés du marxisme, la lutte des classes n'est pas une opposition abstraite entre des groupes éternels mais un processus à l'œuvre dans toute société et qui oppose les classes dominantes et les classes dominées dans une lutte permanente.
Il analyse son époque, incluant les dynamiques passées et les perspectives futures, comme dominée par le mode de production capitaliste où s'affrontent essentiellement deux classes: ld'une part a bourgeoisie qui rassemble les propriétaires et administrateurs des usines, des manufactures et des machines, et dont les revenus proviennent des profits générés par l'exploitation des ouvriers et des paysans qui travaillent à partir du capital investi et des terres ; elle tire également les ficelles de l'appareil d'État puisque, dirigeant le pouvoir exécutif, elle est également majoritaire dans les parlements, ce qui lui permet de concevoir et faire adopter les lois qui rendent légitime son statut de propriétaire des moyens de production ; d'autre part, les classes laborieuses, rassemblant les ouvriers (prolétaires) et les paysans, lesquels vivent des salaires octroyés par la bourgeoisie en échange de leur force de travail.
Marx entend démontrer que les thèses défendues par Adam Smith et les économistes de l'École classique sont fallacieuses, car fondées sur un postulat biaisé, selon lequel le désir d’enrichissement d’un marchand est non seulement compatible avec l’intérêt général mais y contribue (thèse de la main invisible). Pour autant, il ne se cantonne pas dans une critique morale des capitalistes, à la différence par exemple de Proudhon, qu'il qualifie de « sentimental ». Prétendant qu'il faut articuler scrupuleusement la philosophie, le droit, l'économie, la sociologie, l'analyse politique et la politique elle-même, il dénonce le capitalisme en tant que système, lequel - selon lui - est intrinsèquement vicié : c'est lui qu'il faut renverser par la révolution, aboutissement de la lutte des classes.
Vingt ans plus tard, dans les Manuscrits de 1857-1858, que Marx découpe l'histoire en cinq phases :
- la communauté primitive, où les conflits sont des conflits de territoires, nullement des confits de classe, les classes n'existant pas encore ;
- la société esclavagiste (en particulier la société romaine) ;
- le régime féodal, caractérisé par le système vassalique et le servage ;
- le régime capitaliste, dirigé - donc - par la bourgeoisie, laquelle assoit sa suprématie par le biais de la propriété privée (notamment celle des moyens de production) et le contrôle de l'État et de ses institutions ;
- le socialisme, époque non encore advenue mais que les hommes doivent conduire par le biais d'une révolution menée par les classes laborieuses depuis une structure partidaire d'envergure internationale. Le but visé est l'avènement d'une société sans classes, marqué par l'abolition de la propriété privée et de l'État. La finalité de la révolution est le communisme : de celui-ci, Marx écrit dès 1844 qu'il est « l'énigme résolue de l'histoire et il se connaît comme cette solution »[84]

Ce découpage schématique qui occupera ensuite une place importante dans la diffusion de la pensée marxiste et dans les critiques du marxisme n'a en vérité qu'une place très auxiliaire dans la pensée de Marx qui s'intéresse davantage aux mécaniques économiques du mode de production capitaliste et aux événements concrets qui sont marqués par la montée en puissance de la bourgeoisie et l'appauvrissement du prolétariat, par ailleurs aux premières lignes des guerres[réf. nécessaire].
A la fin des années 1890, Plekhanov commente longuement la philosophie de l'histoire de Marx pour la replacer dans le sillage des conceptions du XVIIIe siècle et en opposition à elles.

### Herbert Spencer
En 1859, dans son ouvrage De l'origine des espèces (considéré aujourd'hui comme le texte fondateur de la théorie de l'évolution), le paléontologue Charles Darwin invite à revoir radicalement la place de l'homme dans l'histoire ; ou plus exactement l'origine de « l'espèce humaine » dans la préhistoire il y a des millions d'années.

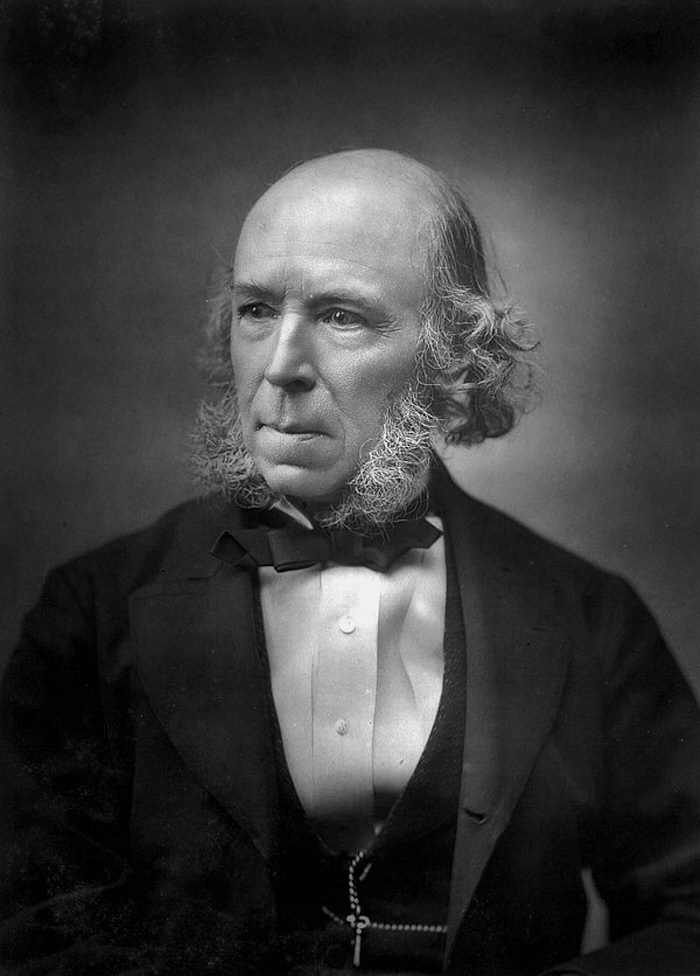
Herbert Spencer

Or huit ans plus tôt, en 1851, un de ses compatriotes, le philosophe Herbert Spencer a affirmé que « le progrès de la civilisation » est « une partie de la nature » et qu'en conséquence il n'est « pas un accident mais une nécessité ». Et en 1857, il confère au « progrès » une signification scientifique, allant jusqu'à utiliser l'expression « loi du progrès ».
Bien que la « conception à la fois nécessariste et naturaliste du progrès » de Spencer n'a pas le même impact que celle de Darwin, elle nourrit « la rhétorique de la confiance (qui) culmine dans un optimisme nourri de positivisme et de scientisme, attendant de la science et de la société industrielle qu'ils satisfassent tous les besoins de l'homme ». Se généralise alors « la croyance que tous les problèmes de l'humanité vont être rapidement résolus ».
Outre le fait que celui-ci invite à penser « l'Homme » dans un périmètre bien plus étendu que ne le faisait Hegel, qui ne s'intéressait qu'au « processus de civilisation », et contrairement à lui, qui considérait que cet « Homme » atteint un absolu par les mérites de son libre arbitre et de sa raison, Spencer assigne à son histoire un caractère fortement déterministe tandis que le darwinisme le ramène à ses plus lointaines origines... animales. Depuis 1880, on désigne par l'expression « darwinisme social » l'ensemble des présupposés de Spencer. De fait, à eux deux, Spencer et Darwin relativisent la portée des conceptions de Hegel et de sa philosophie de l'histoire : si « l'Homme » prétend depuis peu triompher de la nature, il ne doit pas oublier que, depuis des millénaires, il est façonné par elle.

### Critiques de l'approche causaliste et finaliste
Dans ce contexte de prolifération des positions doctrinaires, rares sont ceux qui apportent un autre son de cloche. Arthur Schopenhauer, contemporain de Hegel, puis, à la fin du siècle, Friedrich Nietzsche sont les premiers d'entre eux.

Schopenhauer

Dans sa correspondance[réf. nécessaire], Schopenhauer qualifie la philosophie de Hegel de « colossale mystification ». Il critique Hegel notamment pour la place qu’il accorde à la raison, refusant, comme il le fait, de faire d’elle le substitut de Dieu. Plus généralement, dans Le Monde comme volonté et comme représentation (1819), il déplore le peu d'importance ou de considération que les philosophes dans leur ensemble accordent aux instincts et aux affects — oubliant ainsi les origines animales de l'humanité — et conteste en revanche l'importance qu'ils confèrent non seulement à la raison mais aux principes de causalité et de finalité au point d'ériger ceux-ci en dogmes : « Il s'étonne que le principe de causalité, vérifié dans l'expérience physique (notamment par Newton), valable pour le monde des "phénomènes" mais inexplicable sur un plan strictement philosophique, soit devenu une sorte d'évidence première pour les philosophes, une raison interne de toute existence, à l'image de laquelle se sont élaborées toutes les interprétations justificatives du monde, en particulier les principes de finalité). ». Ce faisant, Schopenhauer, introduit dans la philosophie le concept d'absurde (absence de sens) qui inondera la littérature et la philosophie au XXe siècle. Selon lui, « le réel ne prend appui sur rien » et l'histoire, en particulier, n'a aucun sens car les faits sont reliés uniquement par un rapport de contingence : « la contingence ne signifie pas chez lui "absence de causalité" mais "absence de cause à la causalité". [En d'autres termes], toute existence se trouve reléguée dans le hasard » ; du moins dans les soubassements de la conscience. Schopenhauer est en effet l'un des premiers penseurs à conceptualiser l'inconscient.

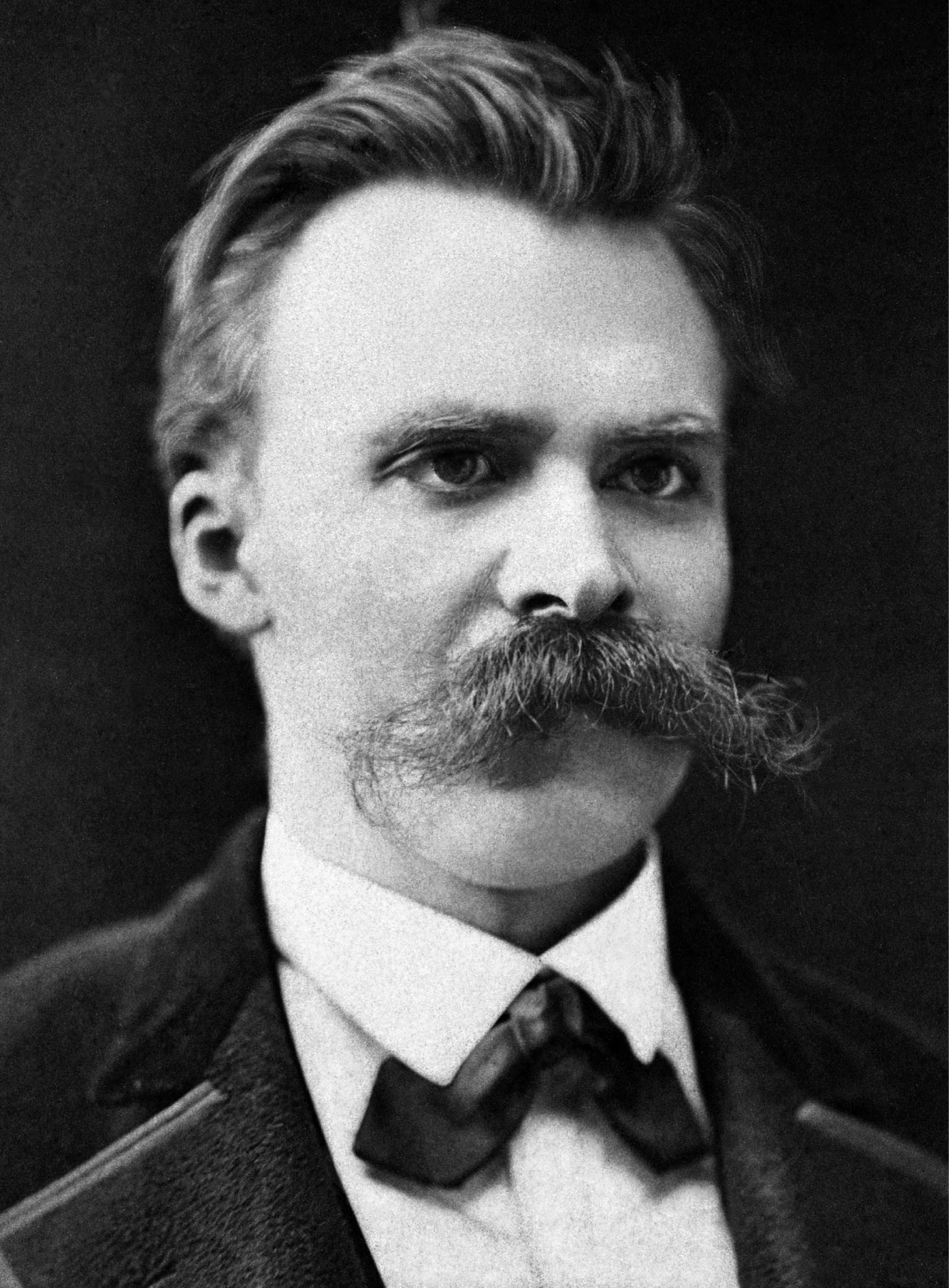
Nietzsche

Nietzsche, lui aussi, s'en prend vivement à Hegel et à sa conviction que la raison humaine peut se substituer à Dieu. Ainsi quand en 1882, dans Le Gai Savoir, il affirme que « Dieu est mort » et que c'est l'homme qui l'a « tué », ce n'est pour s'en réjouir ni exalter la volonté de puissance, comme le veut un préjugé répandu, mais au contraire pour s'inquiéter : « Dieu est mort ! Dieu reste mort ! Et c'est nous qui l'avons tué ! Comment nous consoler, nous les meurtriers des meurtriers ? (...) La grandeur de cet acte n'est-elle pas trop grande pour nous ? Ne sommes-nous pas forcés de devenir nous-mêmes des dieux simplement — ne fût-ce que pour paraître dignes d'eux ? ». Certains voient même dans ces textes la formulation d'une véritable angoisse : que la croyance en Dieu s'éteignant, la religiosité n'emprunte des voies sombres, en premier lieu une forme d'hybris... tout spécialement, celle que manifeste Hegel quand il élève la raison au rang de divinité.[réf. nécessaire]
Nietzsche juge donc aussi irrecevable l'idée que l'histoire aurait un sens fixé par la raison que celle qui a prévalu pendant des siècles, selon laquelle ce sens était déterminé par Dieu (providence).[réf. nécessaire]

## Distanciation et engagement (XXesiècle)
- Si vous ne connaissez pas le sujet, laissez ce bandeau (vous pouvez alors contacter les auteurs).
- Si vous supprimez le contenu mis en cause (vous pouvez préalablement contacter les auteurs),

argumentez précisément cette suppression dans la page de discussion
(un manque de référence n'est pas un argument ; une recherche réelle de référence doit avoir été effectuée, être formellement documentée).
La charnière des XIXe et XXe siècles est une période historiquement complexe en raison d'une multiplicité de facteurs et de leur interdépendance. Les faits les plus marquants sont au moins de quatre ordres : économique, politique, technique et sociologique. Il importe ici de les résumer.

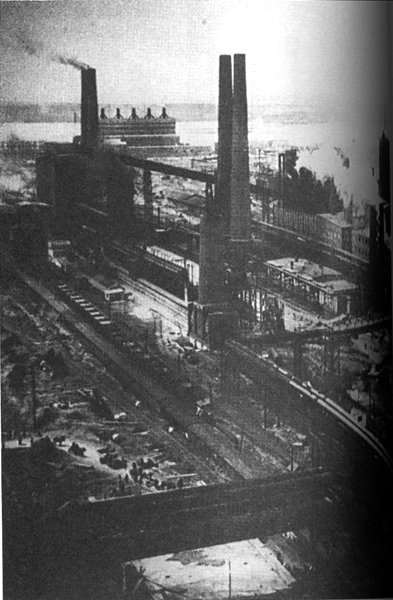
Le phénomène de l'industrialisation bouleverse en profondeur la civilisation occidentale, contraignant les intellectuels à modifier radicalement leurs regards sur l'histoire.
Illustration : combinat métallurgique
de Magnitogorsk, URSS, vers 1935.

- La « révolution industrielle » (nom que l'on donne au processus d'industrialisation qui a gagné l'ensemble de la civilisation occidentale) a été rendue possible par une importante accumulation de capitaux. Or il se produit un effet boule de neige : une quête de confort matériel s'exprime de plus en plus chez les individus, qui constitue une demande inédite qui, à son tour, stimule l'offre en proportion : l'idéologie dominante est le productivisme[réf. nécessaire], commune à la fois au capitalisme et au communisme (lequel est d'ailleurs souvent qualifié de « capitalisme d'État »).
- Dans un souci d'efficacité, les gouvernants s'efforcent d'organiser rationnellement l'État, notamment en finançant d'importantes infrastructures ou en créant et transformant les administrations publiques.
- L'époque est traversée par des nouveautés techniques sans précédent, dont la plus symbolique est l'aviation (les hommes ne peuvent plus « penser le monde » de la même manière que lorsqu'ils étaient incapables de le surplomber physiquement). Or, comme le démontre l'économiste Schumpeter en 1939, ces innovations stimulent profondément l'économie mais en même temps, survenant par « grappes », génèrent toutes sortes de crises (inflation, chômage...).
- Tous ces événements nécessitent - à tous les niveaux - une organisation toujours plus rationnelle de l'existence et ont des répercussions majeures, à la fois sur « les individus » et « la société » dans sa globalité, au point qu'il devient de plus difficile de déterminer dans quelle mesure les trajectoires individuelles conditionnent le « corps social » et - à l'inverse - jusqu'où les changements sociétaux façonnent les consciences.

À ces quatre types de mutation, que l'on peut regrouper sous le terme « progressisme », s'ajoute le phénomène de la forte poussée des nationalismes et des rivalités qu'elles induisent, qui déboucheront principalement sur la tragédie de la « Grande Guerre », l’avènement du communisme en URSS, en 1917, puis la Seconde Guerre mondiale (avec les camps d'extermination nazis et l'usage de la bombe atomique par les Américains), enfin la « guerre froide », conflit idéologique qui opposera frontalement deux camps sur la planète pendant presque tout le siècle.
Tous ces facteurs contribueront à entamer sérieusement l'idéologie du progrès et infléchir substantiellement la philosophie de l'histoire elle-même dans deux directions opposées, que - pour reprendre la terminologie du sociologue Norbert Elias - on peut qualifier de « distanciées » ou « engagées ».
- La majorité des intellectuels, notamment les universitaires[Qui ?], adoptent des postures méthodiques, pragmatiques et se voulant distancées par rapport au fait, au nom du principe dit de la neutralité axiologique. Ces attitudes prennent essentiellement deux formes :
  - une posture résolument scientifique, les sciences humaines et sociales, visant à comprendre les faits plutôt qu'à les expliquer et qui ne prétendent pas déboucher sur une conception du monde. Sociologues et psychologues, notamment, œuvrent de concert pour étudier les interactions entre « société » et « individu ».
  - Les philosophes, eux non plus, ne peuvent plus se permettre, comme aux temps des Lumières et de Hegel, de spéculer sur « l'Homme » et « l'Histoire » : ils s'attachent - notamment en Allemagne - à dégager ce que Raymond Aron appelle une « philosophie critique de l'histoire ». Leur principal apport sera de se livrer à une « critique de la modernité » en mettant en résonance l'approche de Hegel et de son héritage avec les versions antiques de la philosophie de l'histoire, en premier lieu celle transmise par le christianisme.
- En marge de cette approche académique va se manifester, durant la seconde moitié du siècle, une tout autre approche, numériquement nettement moins importante. Elle émane très peu des sociologues et des philosophes mais au contraire d'intellectuels assumant leur subjectivité (on peut donc parler de postures « engagées ») et traitant de l'impact de l'évolution des techniques sur l'histoire des hommes. Cette tendance est elle-même fractionnée en deux courants opposés.
  - Le premier, d'orientation technophile, prend ouvertement position pour le progrès technique : c'est de lui, estime-t-on, qu'il faut attendre de l'humanité qu'elle se surpasse. Le Français Teilhard de Chardin, dans les années 1950, puis le courant transhumaniste, apparu aux États-Unis dans les années 1980, constituent les principaux représentants de cette mouvance.
  - Le second courant, dit « technocritique », s'attache à démontrer non pas que la technique est néfaste (technophobie) mais qu'elle est ambivalente. Selon cette optique, le problème majeur, dans le monde contemporain, est que la majorité des humains, ne prenant pas conscience du caractère ambivalent de la technique, en viennent à sacraliser la technique, tombant du coup sous sa coupe et se montrant alors incapables d'assigner un sens à l'histoire (à commencer la leur, à titre individuel) ; a fortiori d'influer sur celle-ci de façon responsable.

### Postures «distanciées»
Les atrocités des deux Guerres mondiales, pour ne citer qu'elles, défient les humains dans leurs prétentions à bâtir un quelconque « progrès ». Comme le résume l'écrivain anglais Aldous Huxley en 1957, « le fait que les hommes tirent peu de profit des leçons de l'histoire est la leçon la plus importante que l'histoire nous enseigne ».
C'est alors qu'apparaissent les sciences humaines et sociales. À la manière d'un inspecteur de police sur les lieux d'un crime, elles vont mener des enquêtes de terrain dans le but de déterminer quels chemins l'humanité a emprunté pour s'exposer à une situation aussi dramatique que la perte des repères et des valeurs qui, tant bien que mal, lui servaient jusqu'alors de boussoles.

#### Sciences humaines et sociales
À la fin du XIXe siècle, l'approche spéculative qui prévalait, caractéristique de la philosophie, ne semble plus avoir de prise sur le réel : elle n'est plus opératoire. Le besoin est en revanche ressenti de recourir à une méthode construite sur une observation et une analyse rigoureuses des faits mais radicalement distincte de celle utilisée dans les sciences de la nature. Ainsi se développent les « sciences de l'esprit » qu'introduit Wilhelm Dilthey à la fin du XIXe siècle, qui donneront lieu aux « sciences humaines et sociales » d'aujourd'hui.
Et au début du XXe siècle s'ouvre un débat méthodologique portant sur la question de l'objectivité des sciences historiques.

##### Wilhelm Dilthey: des «sciences de l'esprit» aux sciences humaines

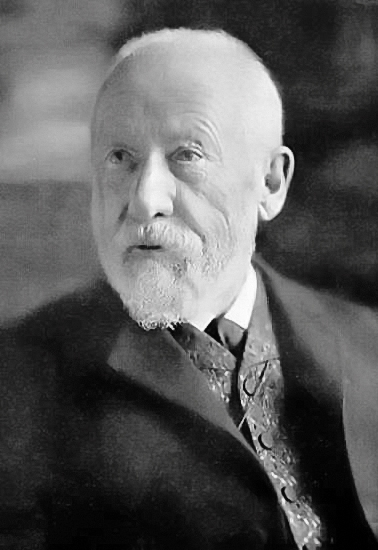
Wilhelm Dilthey

Dès son Introduction aux sciences de l'esprit (1883), le philosophe allemand Wilhelm Dilthey, désigne son entreprise « comme une “critique de la raison historique” : ce qu'avait fait la Critique de la raison pure à l'égard des sciences de la nature ». Il s'agit alors de « transposer [la démarche] aux sciences historiques, en posant le problème de leur objectivité et de ses limites ». En rupture avec l'épistémologie positiviste alors dominante, l'entreprise de Dilthey consiste à établir « l'autonomie des sciences humaines ».
Dans la lignée d'Hegel qui concevait la philosophie comme « science de l'esprit » ou « science philosophique », Dilthey contribue « à établir la thèse selon laquelle les « sciences de l'esprit » ou Geisteswissenschaften sont fondamentalement distinctes des sciences de la nature ». Il marqua en cela de son empreinte plusieurs disciplines comme l'histoire de la littérature, ou la philosophie. Il joua également un rôle important dans la formation de la pensée de Heidegger ainsi que dans l'herméneutique de Gadamer, dont l'influence, qui s'étend bien au-delà des frontières de l'Allemagne, « doit beaucoup à sa conception des sciences de l'esprit ».
Dans les « sciences de l'esprit », il s'agit de « comprendre » (verstehen) l'« expérience vécue » (Erlebnis) des hommes. Cette compréhension s'entend avec les spécificités suivantes :
- Psychologie empirique — Dilthey s'efforce de distinguer ses propres démarches de celles de la psychologie empirique, « pour les rapprocher plutôt de celles du droit ou de l'herméneutique des textes religieux »[98].
- Philosophie, Hegel — La notion diltheyenne d'un « esprit objectif » est « très différente de “l'esprit objectif” hégélien »
- Philosophie, Mill — La conception diltheyenne d'une « science de l'esprit » est aussi « très différente de la conception que se faisait Mill d'une “science morale” »[98].
- Philosophie, Renan — La distinction faite par Dilthey entre Naturwissenschaften et Geisteswissenschaften n'équivaut pas non plus à celle d'Ernest Renan entre les « sciences physiques » et la « science de l'humanité » dite « science de l'humanité » ou « science des faits de l'esprit »[98].

« On ne saurait saisir la teneur du projet diltheyen sans cerner la portée de la distinction, reprise par Max Weber, entre explication et compréhension. “Nous expliquons la nature, nous comprenons la vie psychique”. » Et « Dilthey ne réduit nullement l'histoire à la compréhension ». En effet, « les phénomènes historiques, tout en partageant la soumission de la nature au déterminisme, sont aussi des phénomènes signifiants ; comme tels, ils évoquent l'idée d'une causalité intentionnelle, celle des acteurs sociaux ».

##### Société allemande de sociologie
Fondée à Berlin en 1909 par un groupe de 39 intellectuels, la Société allemande de sociologie va jouer un rôle déterminant. Ses membres les plus influents sont Ferdinand Tönnies (qui la présidera jusqu'à l'arrivée au pouvoir des nazis, en 1933), Georg Simmel et Max Weber. Tous trois mènent leurs recherches depuis une vingtaine d'années déjà, leurs diagnostics convergent[réf. nécessaire].

Ferdinand Tönnies, réfléchissant sur l'individualisme et sa signification, publie en 1887 Communauté et Société. 

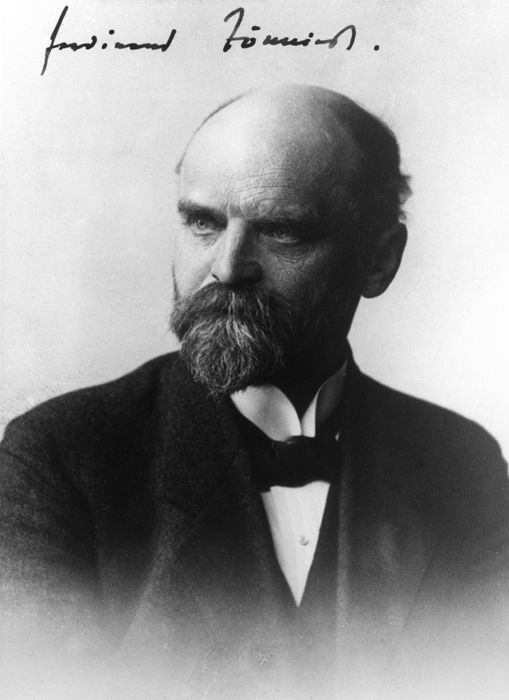
Ferdinand Tönnies

Il s'efforce de démontrer que, dans les sociétés industrialisées, les humains finissent inévitablement par entretenir entre eux des liens de défiance, un esprit de concurrence et plus généralement des comportements individualistes. Le développement de l'urbanisme, en particulier, les éloigne de tout esprit communautaire, censé assurer entre eux une certaine cohésion, et il les fait évoluer au contraire vers une société toujours plus atomisée.
Dans le sillage de Marx, Tönnies estime par ailleurs que les rapports sociaux sont de plus en plus conditionnés par des échanges administratifs et marchands : le développement de la bureaucratie et des entreprises commerciales ainsi que la place qui leur est conférée dans l'imaginaire collectif symbolisent et stimulent à la fois un besoin croissant et collectif de satisfaire des intérêts personnels ainsi qu'une certaine froideur dans les relations. Selon Tönnies, si cette évolution atteint un certain stade critique, cela ne pourra qu'entraîner la société vers des troubles, son déclin et finalement sa perte.

Georg Simmel insiste, lui, sur la dépersonnalisation des relations sociales. 

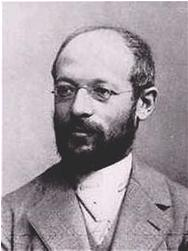
Georg Simmel

En 1892, Georg Simmel développe une théorie de la connaissance historique. Selon lui, la société est le produit des interactions humaines. Celles-ci produisent des « structures formelles » (ou « formes sociales ») en nombre restreint mais se répétant tout en se modifiant : ces structures sont à la base des relations entre les hommes. Simmel se penche ainsi sur des thèmes aussi variés que la mode, les femmes, la parure, l'art, la ville, l'étranger ou les sectes. Selon lui, toute la difficulté du sociologue, du psychologue et de l'historien est de les identifier conjointement. C'est ainsi que, dans Les Problèmes de la philosophie de l'histoire, il écrit : 

« Si l'histoire n'est pas un spectacle de marionnettes, elle ne peut être autre chose que l'histoire de processus mentaux. Tous les événements externes qu'elle décrit ne sont que des ponts entre, d'une part, des actes volontaires et des impulsions et, de l'autre, des réactions affectives provoquées par ces événements. »

En 1900 parait son livre Philosophie de l'argent. Étudiant l'impact de ce moyen de ce paiement sur les relations sociales, il conclut que l'économie capitaliste mène directement à la dématérialisation et la dépersonnalisation des relations sociales et rabaisse les humains au simple rang d'agents économiques, donc autant d'abstractions, privés de toute espèce de vie intérieure,.

Max Weber est, tout comme Simmel, totalement ignoré en France jusque dans les années 1930. Les deux Allemands (ainsi que le Français Durkheim) seront pourtant par la suite reconnus comme les grands initiateurs de la sociologie.

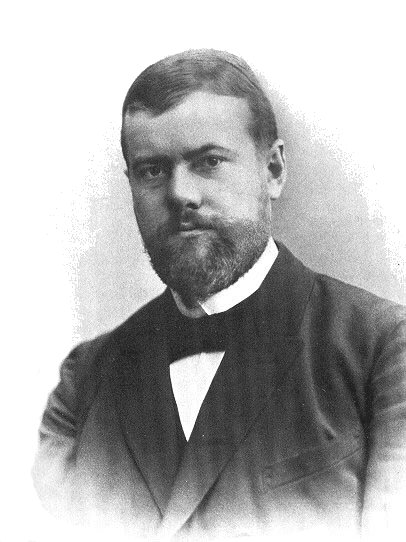
Max Weber

S'inspirant de la distinction établie par Dilthey entre explication et compréhension, Weber distingue « jugement de fait » et « jugement de valeur ». Le premier est reconnu comme étant objectif, le second de nature subjective. Dans son approche, estime Weber, le sociologue doit s'efforcer de faire preuve de « neutralité axiologique » : non pas écarter ses jugements de valeurs (ainsi que le supposeront bon nombre de lecteurs français, à la suite d'une première traduction de ses œuvres, qui s’avérera erronée) mais simplement de les distinguer des jugements de faits et en explicitant au mieux cette distinction.

Usant de cette méthode, Weber affirme durant les années 1910 que tous les domaines d'activité sont soumis à une exigence de rationalité qui va croissant, aussi bien dans le entreprises privées, en quête permanente de plus-value, que dans le secteur public, avec le phénomène de la bureaucratisation : « la rationalisation de la vie sociale » constitue la caractéristique première des sociétés modernes elle est en quelque sorte le moteur de l'histoire. En 1917, Weber s'explique ainsi : 

« Faisons-nous une idée claire de ce que signifie pratiquement la rationalisation par la science et par la technique guidée par la science. (...) L'intellectualisation et la rationalisation croissantes ne signifient pas une connaissance générale toujours plus grande des conditions de vie dans lesquelles nous nous trouvons. Elles signifient quelque chose d'autre : le fait de savoir ou de croire que, si on le veut, on peut à tout moment l'apprendre ; qu'il n'y a donc en principe aucune puissance imprévisible et mystérieuse qui entre en jeu et que l'on peut en revanche maîtriser toute chose par le calcul. Cela signifie le désenchantement du monde. »

Plus tard, certains commentateurs diront qu'en analysant la montée en puissance du processus de rationalisation, Weber donne en quelque sorte raison à Hegel quand, un siècle plus tôt, celui-ci assimilait le sens de l'histoire à l'application de la raison dans les institutions, à commencer l'État. La différence toutefois est que Hegel, en tant que philosophe, délivrait une apologétique alors que Weber, en tant que sociologue, se borne à établir un constater et cède même à la déploration. Il assimile en effet le processus de rationalisation à quelque chose qui, finalement, n'a strictement rien de rationnel : une croyance, « la croyance en la maîtrise des choses par la prévision, l’anticipation ». Soulignant que Weber lui-même y voit une éthique, Jacques Ellul voit dans cette éthique le fondement de ce qu'il appelle la « société technicienne ».

##### Émile Durkheim
Aux côtés de ses collègues allemands, Émile Durkheim est considéré comme l'un des inventeurs de la sociologie depuis qu'en 1893 il a soutenu sa thèse de doctorat intitulée De la division du travail social puis, deux ans plus tard, publié son livre Règles de la méthode sociologique.

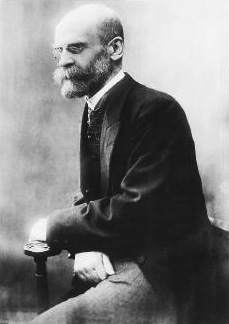
Émile Durkheim

Il estime que le processus d'industrialisation, qui marque désormais l'ensemble de la société occidentale (Europe et États-Unis), a tellement transformé le réel qu'on ne peut comprendre « l'homme » et son histoire qu'en analysant cette mutation de très près : sur le terrain. Cette transformation s'exprime notamment par une augmentation sensible de la densité de la population urbaine (ce qui ne peut que bouleverser les liens sociaux) et, pour des raisons de recherche d'efficacité maximale dans le monde professionnel, par une très forte accélération du processus de division du travail. Durkheim qualifie ces facteurs de « faits sociaux » pour signifier que c'est désormais sur la base de leur réalité tangible qu'il faut réfléchir au sens de l'histoire et non plus sur des critères relevant de la métaphysique. Ce en quoi son approche s'inscrit dans le sillage de celle de Karl Marx.
En 1911, avant même que Max Weber n'établisse la distinction entre « jugement de fait » et « jugement de valeur », Durkheim invite à différencier « jugements de valeur » et « jugements de réalité » afin, lui aussi, de protéger la sociologie des risques de dérive idéologique, comme cela s'est produit avec la majorité des philosophes depuis le Siècle des Lumières. De fait, comme l'ensemble des sociologues de l'époque, il se départ de toute tentation d'ordre téléologique et s'efforce de se borner à l'analyse des « faits ».[réf. nécessaire]

##### École des Annales

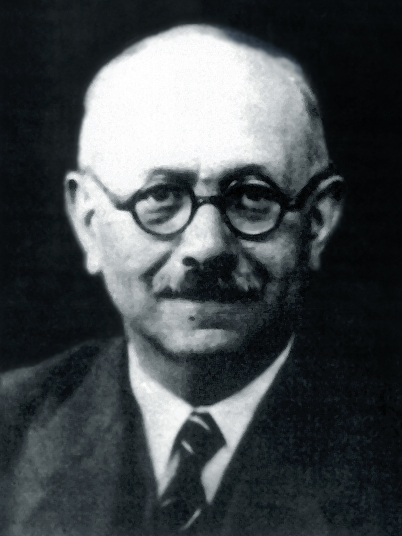
Marc Bloch

Si la sociologie émerge de la philosophie dès la fin du XIXe siècle, l'éveil de l'histoire en tant que discipline scientifique est plus lent. En 1929, Marc Bloch et Lucien Febvre créent la revue Annales. Histoire, Sciences sociales, dans l'idée de rompre avec la conception de l'histoire héritée du courant positiviste et qui accorde la primauté aux événements politiques. Leur but est de rénover leur discipline en la fédérant à d'autres - essentiellement la géographie, la sociologie et l'économie - pour éclairer (et non pas expliquer) le sens de l'histoire. Leur méthode vise à poser des questions nouvelles, susceptibles de faire évoluer à leur tour la réflexion. À l'opposé total de l'approche assertive, voire doctrinaire, qui prévalait jusqu'alors, elle revendique l'humilité et le tâtonnement par la voie d'un travail d'archivage lui-même de plus en plus rigoureux et méticuleux.
Plusieurs générations se succèdent à l'École des Annales au fil du siècle ; la troisième, dans les années 1970, est connue sous l'appellation « Nouvelle Histoire », notamment autour des historiens Jacques Le Goff et Pierre Nora. L'École des Annales s'assigne comme objectif non pas d'établir une « philosophie de l'histoire », mais une « histoire des mentalités ».

#### Théories de l'inconscient
La question se pose de savoir s'il peut y avoir une « philosophie de l'histoire » par rapport aux théories respectives de l'inconscient, que forment par exemple Freud pour la psychanalyse et  Jung pour la psychologie analytique.

##### Freud et la psychanalyse

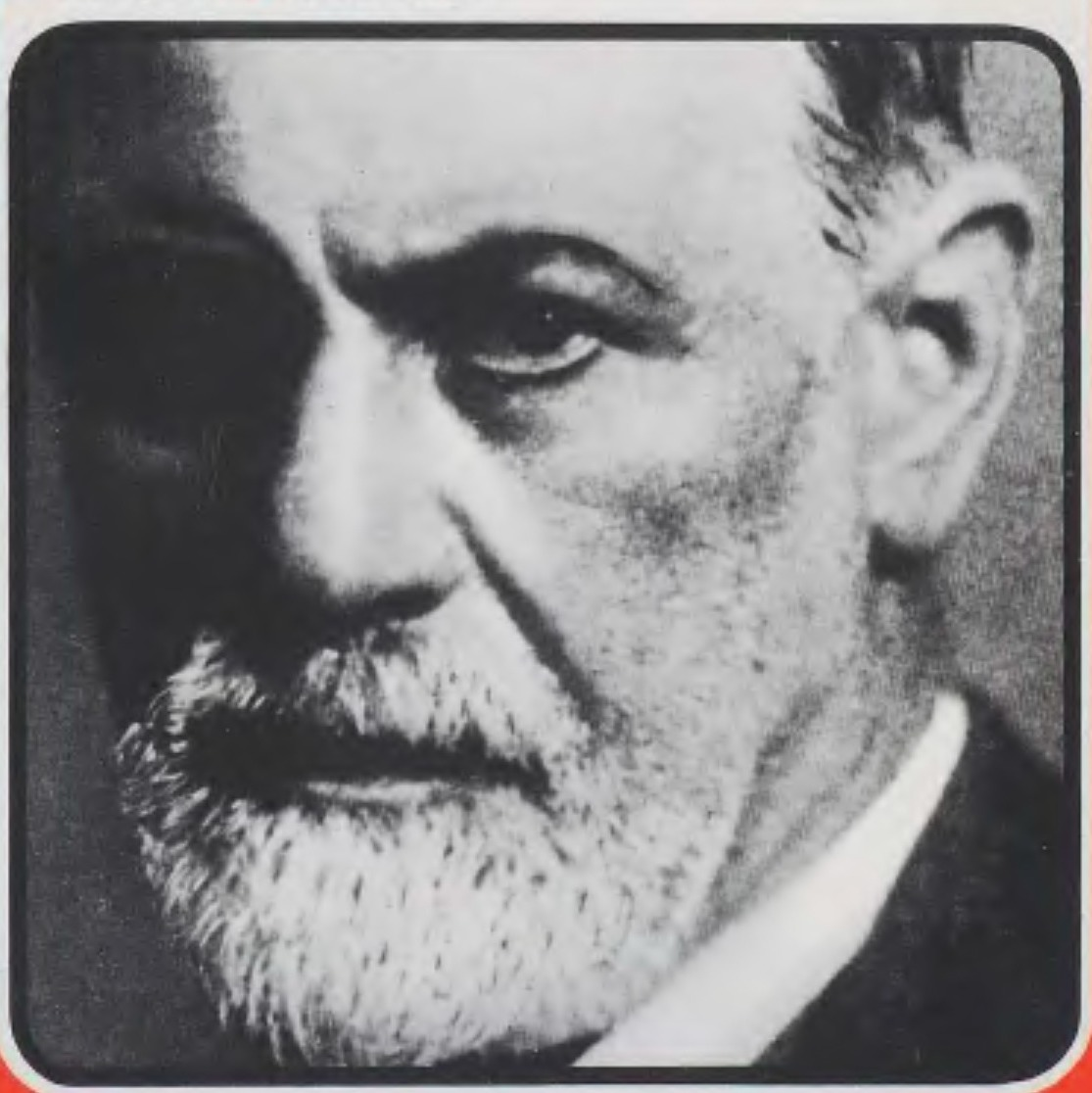
Sigmund Freud

Au tout début du vingtième siècle à Vienne, Sigmund Freud, médecin autrichien d'origine juive, invente une nouvelle discipline, la psychanalyse, dont le concept fondamental est l'inconscient. Les contenus refoulés de l'inconscient sont des « représentants de la pulsion ». Les représentations inconscientes « sont agencées en fantasmes, scénarios imaginaires auxquels la pulsion se fixe ».
Les rapports de la psychanalyse et de la philosophie sont à la fois « étroits, complexes et conflictuels », remarque Bernard Lemaigre. Il estime qu'« admettre les processus inconscients, c'est reconnaître l'impossibilité de la pure transparence du monde et de la pensée par elle-même ». À propos de son interprétation de l'art, Freud propose que l'œuvre philosophique puisse être considérée « comme une œuvre d'art intellectuelle », mais il soutient par ailleurs que « la psychanalyse est une science de la nature ayant un objet spécifique » avec un contenu empirique.
Selon François Dosse, la psychanalyse et l'histoire sont confrontées à des problèmes analogues, sans que pour autant, les relations entre les deux disciplines soient paisibles. Les deux approches ont en commun d'être situées entre d'une part, la narrativité, la temporalité du récit, et d'autre part, la recherche de cohérences pertinentes, de rapports de causalité, soit « des aspirations scientifiques ». Roger Perron souligne cette différence importante entre l'histoire et la psychanalyse quant à leurs objectifs: la première s'attache « au travail du temps dans la mémoire collective »; la seconde « considère ce travail dans le cas d'une personne ». D'où la question : « comment s'articulent histoire collective et histoire individuelle? ». Sur le plan théorique, le temps n'a pas le même statut dans les deux disciplines. Comme le psychanalyste ne peut connaître des événements du passé que la narration qui en est faite maintenant, il est amené à admettre deux temporalités : un temps linéaire et unidirectionnel pour les événements narrés avec leur éventuelle causalité ; et un autre temps, bidirectionnel, « où un événement est venu modifier  […] la “trace psychique” d'un événement antérieur », lequel s'en trouve remanié. Il y a donc là « le principe d'une “causalité antérograde” sans analogue pour l'historien, et peut-être pour toute autre discipline ».
Ainsi que le relève Laurent Martin, les ouvrages de Freud sur « l’évolution des sociétés humaines » sont relativement tardifs dans son œuvre : Totem et Tabou (1913), Considérations actuelles sur la guerre et la mort (1915), Psychologie des masses et analyse du moi (1919-1920), L'Avenir d'une illusion (1927), Malaise dans la culture (1929), Pourquoi la guerre ? (coécrit avec Einstein, 1932), Moïse et le monothéisme (1934). Et selon cet historien, Malaise dans la culture apparaît comme « la synthèse la plus aboutie de la métapsychologie freudienne ».

##### Jung et la psychologie analytique

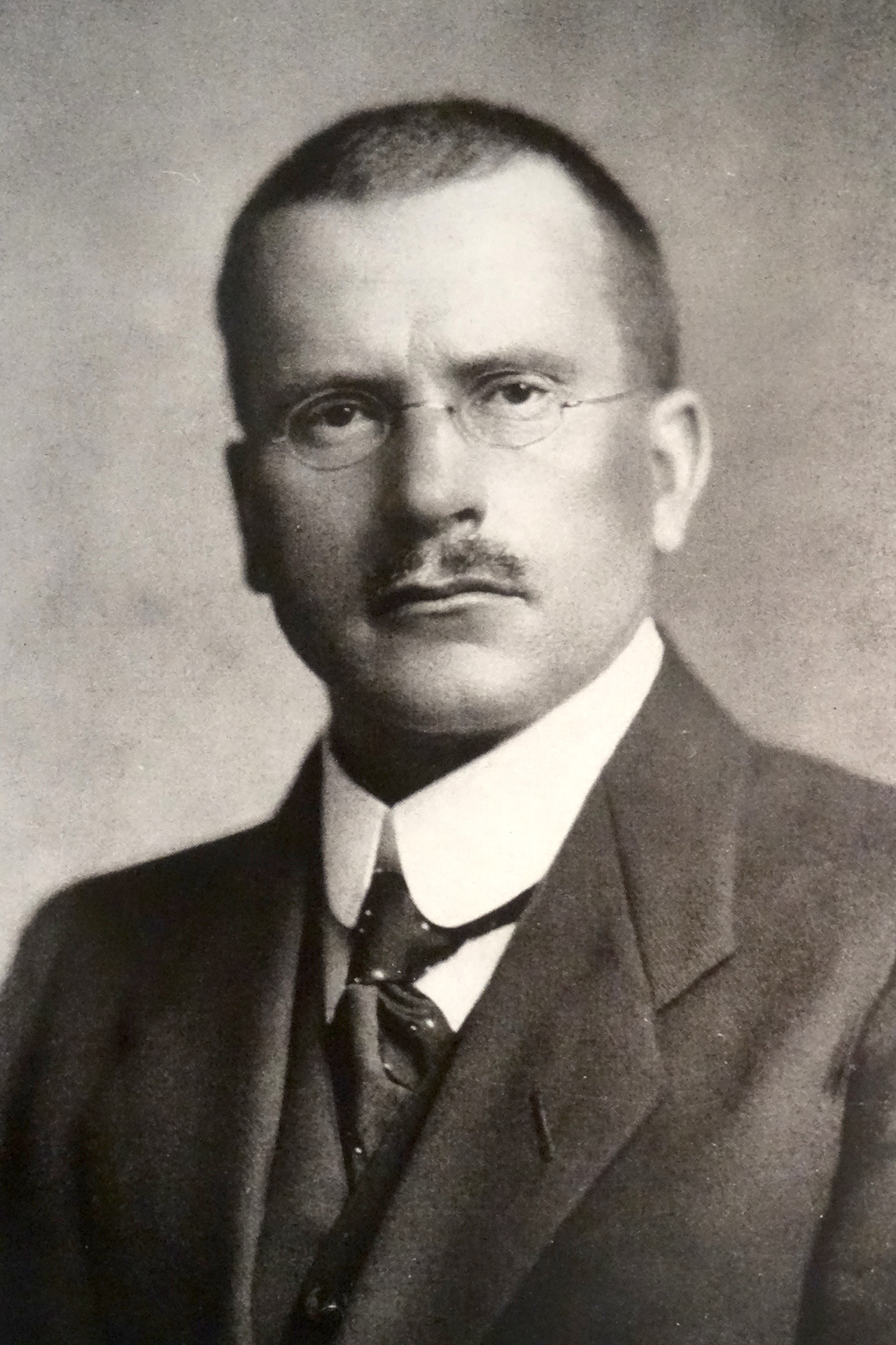
Carl Gustav Jung

Carl Gustav Jung, ancien élève dissident de Freud et fondateur de la psychologie analytique, théorise sa propre notion d'inconscient voisine de celle d'inconscient collectif sur la base d'archétypes.

En 1936, alors que les Allemands ont élu Adolf Hitler à la chancellerie trois ans plus tôt, Jung convoque le mythe du dieu germanique Wotan pour comprendre le phénomène : « Il faudrait s'attendre, dans les prochaines années et décennies, à ce que surviennent des événements procédant d'arrière-plans obscurs. Le réveil de Wotan est un recul et une régression. ». Selon lui, les humains s'exposent à toutes sortes de tragédies s'ils ne réalisent pas la nature et l'ampleur de ce phénomène qu'est la projection en masse de facteurs psychiques. Il ne leur accorde du reste le statut d'individu que s'ils se livrent à un travail d'introspection, qu'il appelle « processus d'individuation ». En 1945, Jung estime que la victoire sur le nazisme ne signifie pas une victoire sur l'étatisme et qu'à défaut de lucidité sur ce point, il faut s'attendre à d'autres tragédies : « Tout attendre de l'État signifie que l'on attend tout des autres au lieu de compter sur soi ». Et en 1957, ses préoccupations concernent cette fois l'attachement des humains au progrès : 

« On dit que le monde moderne est le monde de l'Homme. On dit que c'est lui qui domine les airs, l'eau et la terre et que c'est de sa décision que dépend le destin historique des peuples. Hélas, ce fier tableau de la grandeur humaine n'est qu'une pure illusion et il est compensé par une réalité bien différente. Dans cette réalité, l'homme est l'esclave et la victime des machines qui conquièrent pour lui l'espace et le temps. Il est opprimé et menacé au suprême degré par la puissance de ses techniques de guerre qui devraient protéger son existence physique. »

Jung estime par ailleurs que le monde occidental se caractérise par une tendance exagérée à faire usage de la raison, notamment en appliquant celle-ci à sa lecture de l'histoire par l'usage systématique et exclusif du principe de causalité. À cette approche, il oppose celle de la Chine traditionnelle, dont le paradigme est le Yi King, où la lecture de l'histoire s'élabore selon le principe de synchronicité (que l'occidental a tendance à déprécier et qualifier de « hasard »). Ainsi, une signification peut être attribuée à un événement sans qu'il soit lié à un autre par un rapport de causalité mais du seul fait que les deux se produisent simultanément. À la même époque, alors que l'antagonisme idéologique est-ouest structure en grande partie la géopolitique mondiale, Jung en donne une analyse psychologique. L'opposition entre communisme et capitalisme lui semble superficielle dans la mesure où « les deux camps qui se partagent le monde ont en commun une même finalité matérialiste et à tous deux il manque ce qui exprime l'homme en totalité, ce qui le promeut, le construit, le fait vibrer, le rend sensible, c'est-à-dire en bref ce qui met l'être individuel au centre de toute chose comme mesure, réalité et justification. » Peu avant sa mort, en 1961, il pose ainsi la question du sens de l'histoire : « Le monde dans lequel nous pénétrons en naissant est brutal et cruel, et, en même temps, d’une divine beauté. Croire à ce qui l’emportera du non-sens ou du sens est une question de tempérament [...]. Comme dans toute question de métaphysique, les deux sont probablement vrais : la vie est sens et non-sens [...]. J’ai l’espoir anxieux que le sens l’emportera et gagnera la bataille. »

#### Marxisme et «l'écriture de l'histoire»

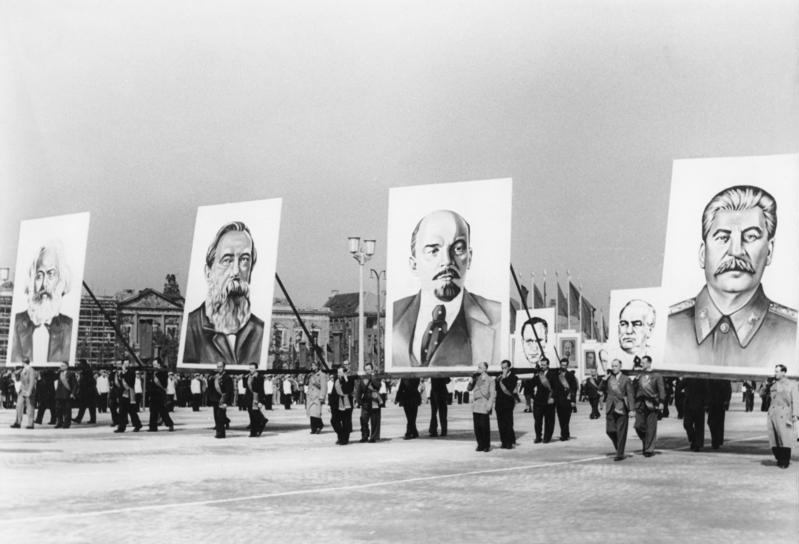
Portraits de Marx, Engels, Lénine et Staline lors d'un défilé en République démocratique allemande, en 1953.

Après la mort de Marx, en 1883, Friedrich Engels publie ses travaux restés inédits et poursuit l'écriture du Capital. Mais après son propre décès, en 1895, d'autres penseurs entendent reprendre son héritage. Ensemble, mais le plus souvent en ordre dispersé, ils vont fonder un courant qui va s'imposer dans le monde entier durant presque tout le XXe siècle : le marxisme. Il se résume à une question posée par Lénine en 1901 : « que faire » pour concrétiser les analyses de Marx et mettre fin au capitalisme ? À cette question, les marxistes apportent deux types de réponses : l'une est réformiste, l'autre est révolutionnaire.

##### Tendance réformiste

###### Eduard Bernstein
Dans les années 1870, Eduard Bernstein fréquente le milieu de la social-démocratie naissante en Allemagne, adhérant notamment au Parti ouvrier social-démocrate (SDAP) puis participant en 1875 à la fondation du Parti socialiste ouvrier d'Allemagne (SAPD). Celui-ci étant interdit en 1878, il entre dans la clandestinité et s'exile en Suisse. Lors d'un voyage à Londres en 1880, il rencontre Marx et Engels et peut être alors considéré comme un marxiste orthodoxe. Surtout à partir de 1889 quand il s'exile en Angleterre et se rapproche d'Engels.

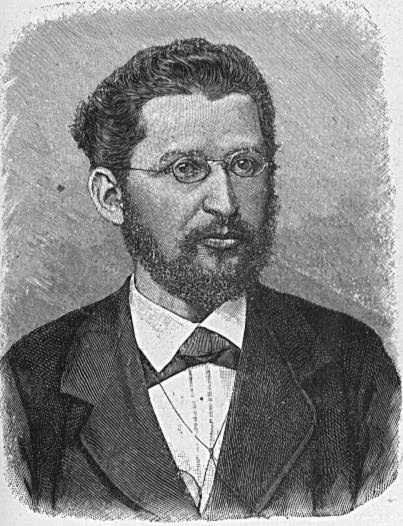
Bernstein

Mais pointant différentes incompatibilités entre la pensée de Marx et les temps nouveaux, constatant en particulier l'amélioration relative de la condition ouvrière allemande à la suite de l'essor économique considérable de l'industrie, Bernstein se rapproche peu à peu, à nouveau, du social-libéralisme. En 1894, quand le troisième volume du Capital de Marx est publié (à titre posthume) et que la plupart des économistes jugent ses a priori trop spéculatifs, Bernstein se montre sensible à leurs arguments. En 1896, un an après la mort d'Engels, il exprime ostensiblement ses doutes quant à la perspective d'un renversement de la société bourgeoise par le prolétariat : « aucun socialiste faisant usage de sa raison ne rêve aujourd'hui d'une victoire imminente du socialisme grâce à une révolution violente ; nul ne rêve d'une conquête rapide du Parlement par un prolétariat révolutionnaire. ».
Bernstein développe par la suite ses arguments dans deux livres : Les Présupposés du socialisme, en 1899, et Les Devoirs de la social-démocratie, en 1901. Il estime que la pensée de Marx doit se poursuivre non pas en s'enfermant dans des positions dogmatiques mais en se réactualisant ; ceci en s'appuyant sur la méthode même de Marx, la dialectique, c'est-à-dire en prenant en compte à la fois les nouveaux facteurs existentiels (l'évolution de la société) et les récentes découvertes scientifiques. Inspiré en particulier par le darwinisme, il pense que la seule révolution qui vaille est l'évolution. L'historien Manfred Steger (en) parle à son propos d'un « socialisme évolutionnaire ».

###### Jean Jaurès
En 1885, alors tout juste âgé de 26 ans, Jean Jaurès est le plus jeune député de France. En 1892, il s'oriente vers le socialisme, devient journaliste en 1898 et, en 1902, participe à la fondation du Parti socialiste français, créant deux ans plus tard avec Jules Guesde le journal L'Humanité et s'associant avec lui en 1905 à la création de la SFIO (Section française de l'Internationale ouvrière), que les deux hommes co-dirigent.

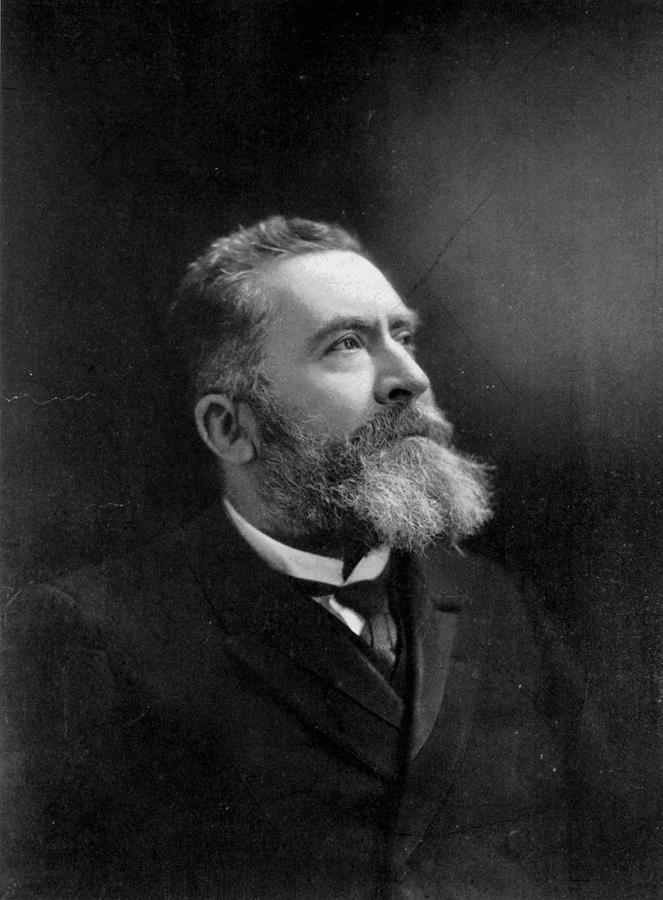
Jean Jaurès

D'emblée, Jaurès fait sienne l'interprétation dialectique de l'Histoire établie par Marx (Le Socialisme et la vie, 1901) : la domination d’une classe sur une autre constitue selon lui un « attentat à l’humanité ». Toutefois, il se dit défenseur de la république, quand Marx n'y voyait qu'une expression de la bourgeoisie. A la différence de Marx, pour qui la dialectique résulte d'un conflit entre les forces de production et les rapports de production, pour Jaurès, elle résulte de l'antagonisme entre l'économie et la « valeur morale ». Selon lui, l'évolution historique ne dépend pas d'un déterminisme économique. Certes l'économie constitue un phénomène majeur et décisif mais, dit-il, « une fois que l'on a constaté que l'économie est le phénomène de base de la société, on piétine. Cette transformation n'est rien en soi, elle n'a pas de sens, elle ne signifie rien. Ce n'est pas le phénomène économique qui donne un sens, une valeur, à l'évolution de la société. C'est la réalisation de certaines idées ou sentiments que l'homme éprouve, et tout particulièrement le sentiment de la justice. ».
Jaurès, comme historien, dirige la rédaction de l'Histoire socialiste de la Révolution française, publiée de 1903 à 1908. Destinée à l'instruction politique des ouvriers et paysans, elle affirme l'importance des luttes sociales dans la « révolution bourgeoise ». Jaurès se veut « matérialiste avec Marx et mystique avec Michelet » : l'analyse rigoureuse des documents, où il préfigure souvent l'histoire sociale et l'histoire des mentalités, lui permet de comprendre le rôle du grand acteur inconnu, le Peuple. Il fait en même temps œuvre de militant : « c'est que je ne sépare pas la Révolution du socialisme ; c'est qu'il n'y a pas d'émancipation sociale sans liberté politique ».

##### Tendance révolutionnaire

###### Georgi Plekhanov

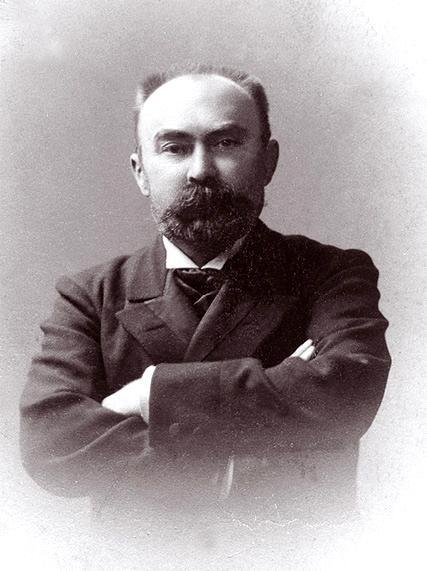
Plekhanov

Alors que Marx et Engels semblent s'être démarqués de la philosophie (dans L'Idéologie allemande, en 1846) pour se consacrer à une étude méthodique de l'évolution de la société, Georgi Plekhanov s'efforce d'expliciter les bases philosophiques de leur doctrine. C'est ainsi que dans son Essai sur le développement de la conception moniste de l'histoire en 1895, et surtout dans La Conception matérialiste de l'histoire, deux ans plus tard, il tente d'analyser l'évolution des conceptions de l'histoire depuis le christianisme jusqu'à celle de Marx, la conception matérialiste de l'histoire. Il y revient encore en 1904 dans une série de conférences données dans un cercle ouvrier de Genève.

« Plekhanov montre que, ou bien Marx avait prévu les critiques des philosophes de l'histoire qui s'étaient attaqués à sa pensée et y avait répondu, ou bien les systèmes décrits par ces auteurs n'expliquent rien au mouvement économique et politique. Le titre de son ouvrage (Essai sur le développement de la conception moniste de l'histoire) indique bien son intention de distinguer la philosophie de Marx des philosophies dualistes de l'histoire (qui opposent la matière et l'esprit) et, d'autre part, de l'opposer aux philosophies monistes de type idéaliste ou socialiste utopiste. »

Possédant une culture encyclopédique, Plekhanov se révèle - a posteriori - extrêmement lucide quant aux chances de la révolution d'octobre d'aboutir de façon positive. Car bien que farouchement attaché au principe d'une révolution, il se montre, dès 1917, extrêmement critique. Ainsi, dans le journal Iedinstvo en date du 28 octobre, il publie un article intitulé « Lettre ouverte aux ouvriers de Pétrograd », dans lequel, se référant explicitement à Marx et Engels, il estime que la Révolution ne peut porter ses fruits que dans un pays industrialisé... ce qui n'est absolument pas le cas de la Russie : 

« Si les événements des derniers jours m'affligent, ce n'est pas parce que je ne veux pas le triomphe de la classe ouvrière en Russie, mais justement parce que je l'appelle de toutes les forces de mon être. Il convient de se rappeler la remarque d'Engels selon laquelle il ne peut y avoir pour la classe ouvrière de pire catastrophe historique que la prise du pouvoir à un moment où elle n'y est pas prête. Cette prise du pouvoir la fera reculer loin des positions acquises en février et mars de cette année. »

###### Lénine

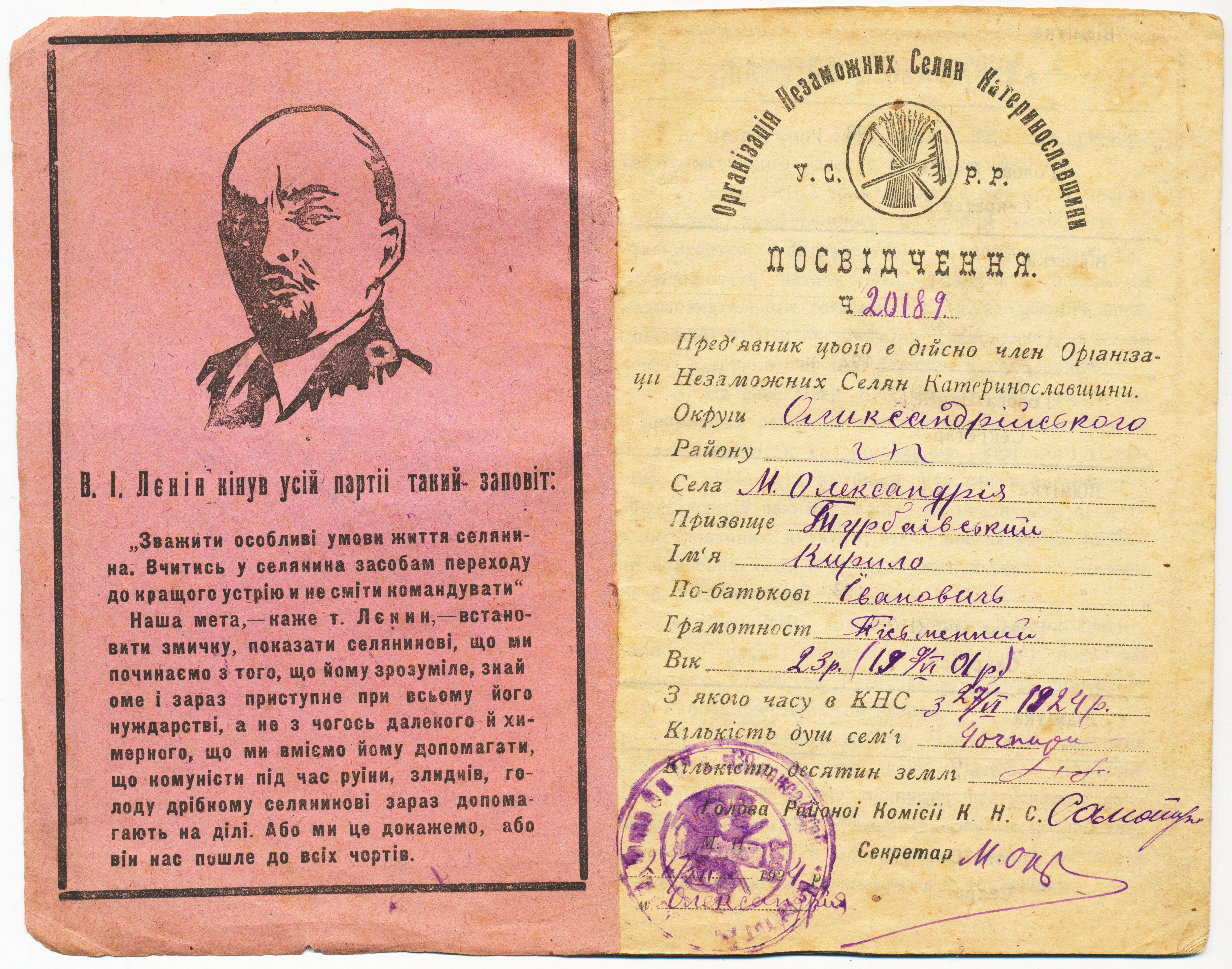
Portrait de Lénine sur une carte de membre de l'Association des paysans pauvres du district d'Oleksandria, république soviétique d'Ukraine, 1924.

Vladimir Ilitch Oulianov, alias Lénine (1870-1924), à la fois théoricien et tacticien révolutionnaire, puis chef de l’État soviétique, dans son œuvre volumineuse (55 volumes), renouvelle l'approche du marxisme en jouant sur les ambiguïtés de la pensée de Karl Marx. Il considère la dialectique marxiste non pas comme un jeu intellectuel mais comme un guide pour l'action. Il s'efforce de concilier le déterminisme de la lutte des classes et le volontarisme du Parti révolutionnaire. Pour lui, l'inégalité de développement économique entre les pays génère l'impérialisme qui fragilise les équilibres politiques et sociaux, créant les conditions d'une révolution prolétarienne. Il développe l'éthique du « révolutionnaire professionnel » inspiré du roman Que faire ? de Nikolaï Tchernychevski, puritain et ascétique, sacrifiant tout à la cause politique, seul capable de mettre fin au vieux monde. En 1902, il publie Que faire ?, essai politique dont le titre est emprunté à Tchernychevski et sous-titré Questions brûlantes de notre mouvement : il fait valoir que la masse des travailleurs, classe ouvrière et paysannerie, ne peut pas devenir spontanément révolutionnaire et risque de céder au réformisme dans le cadre du capitalisme. Elle doit être éduquée par une « avant-garde » de modèle autoritaire et centralisé. La doctrine de Lénine a longtemps été l'idéologie officielle de l'Union soviétique sous la forme codifiée par son successeur Staline dans les Questions du léninisme.

###### Georges Sorel

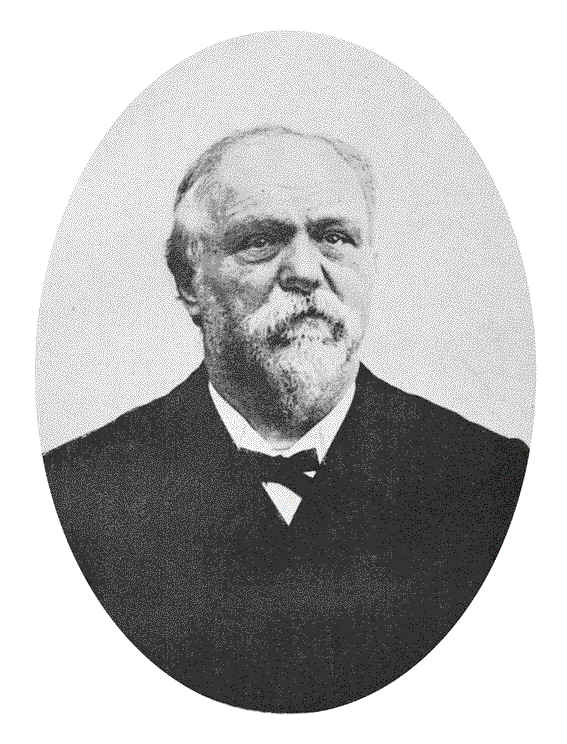
Sorel

Philosophe et sociologue français, connu surtout pour sa théorie du syndicalisme révolutionnaire, Georges Sorel peut être considéré comme un des principaux introducteurs du marxisme en France.
Il est également connu pour avoir identifié le progrès à une idéologie (Les Illusions du progrès, 1908).

###### Karl Kautsky

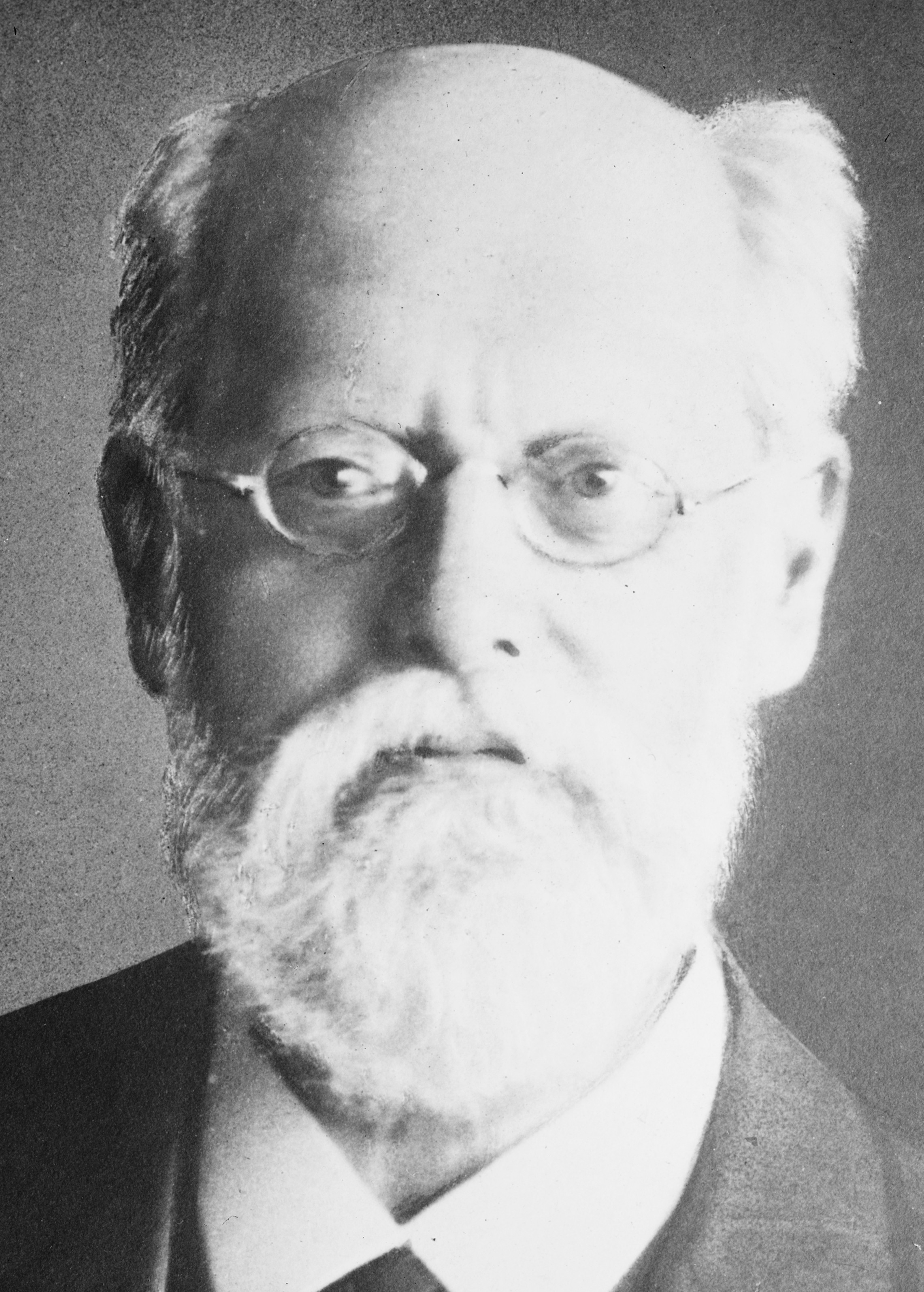
Kautsky

Acquis au socialisme durant ses années d'étude, il entre en contact avec Karl Marx et Friedrich Engels. Il devient rapidement le secrétaire d'Engels, dont il sera l'un des exécuteurs testamentaires. Cette proximité avec les fondateurs du marxisme en fait un gardien rigoureux de la doctrine, attaché à lutter aussi bien contre les dérives qu'il juge droitières, comme le révisionnisme d'Eduard Bernstein, que celles qu'il juge gauchistes, comme le bolchevisme de Lénine.
En 1927, Kautsky publie La Conception matérialiste de l'histoire, qui est une défense de la conception marxiste « classique », c'est-à-dire de celle qui s'est développée après la mort de Marx, mais qui est différente de la pensée de Marx.

##### György Lukács

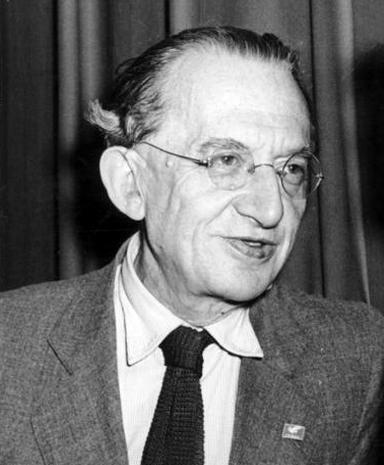
Lukács

Georg Lukács Geschichte und Klassenbewußtsein, 1923
trad. fr. : Histoire et conscience de classe (trad. Kostas Axelos et Jacqueline Bois), Paris, Minuit, 1960

###### Staline

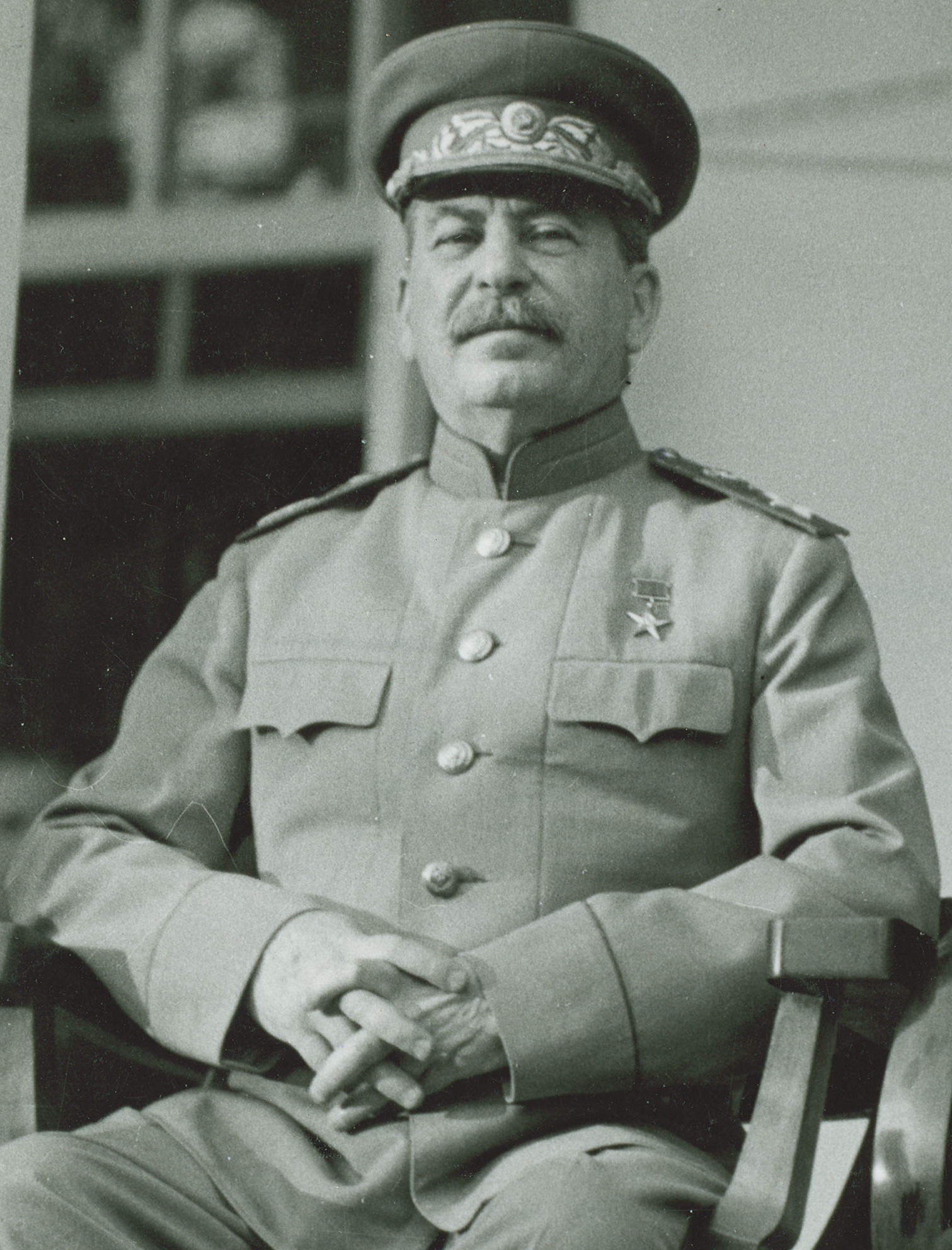
Staline

##### Dictatures

###### Mao Tse Toung
Le texte le plus important de Mao Tse Toung est la Démocratie nouvelle, un essai d'adaptation du marxisme-léninisme aux conditions chinoises. Paru en 1940, il expose les deux phases à venir de la révolution chinoise, celle de la « Nouvelle Démocratie », puis celle du socialisme.
Cette « nouvelle démocratie » est censée être l'alliance de quatre classes, le prolétariat, la paysannerie, la petite bourgeoisie et la bourgeoisie nationale, sous la direction de la première. Sur le plan économique, l'État doit y diriger les grandes entreprises, laissant subsister les autres. De même, les grandes propriétés rurales doivent être confisquées, sans que disparaisse l'économie des paysans riches. L'arriération de l'économie chinoise, selon Mao, justifie en effet la persistance de formes économiques capitalistes.
La propagande liée à la « Nouvelle Démocratie », aux accents libéraux et nationaux, montre son efficacité auprès des intellectuels et d'une partie de la bourgeoisie, surtout entre 1945 et 1949; date à laquelle Mao fonde la république populaire de Chine. Il en est le principal dirigeant jusqu'à sa mort, en 1976.

##### Louis Althusser

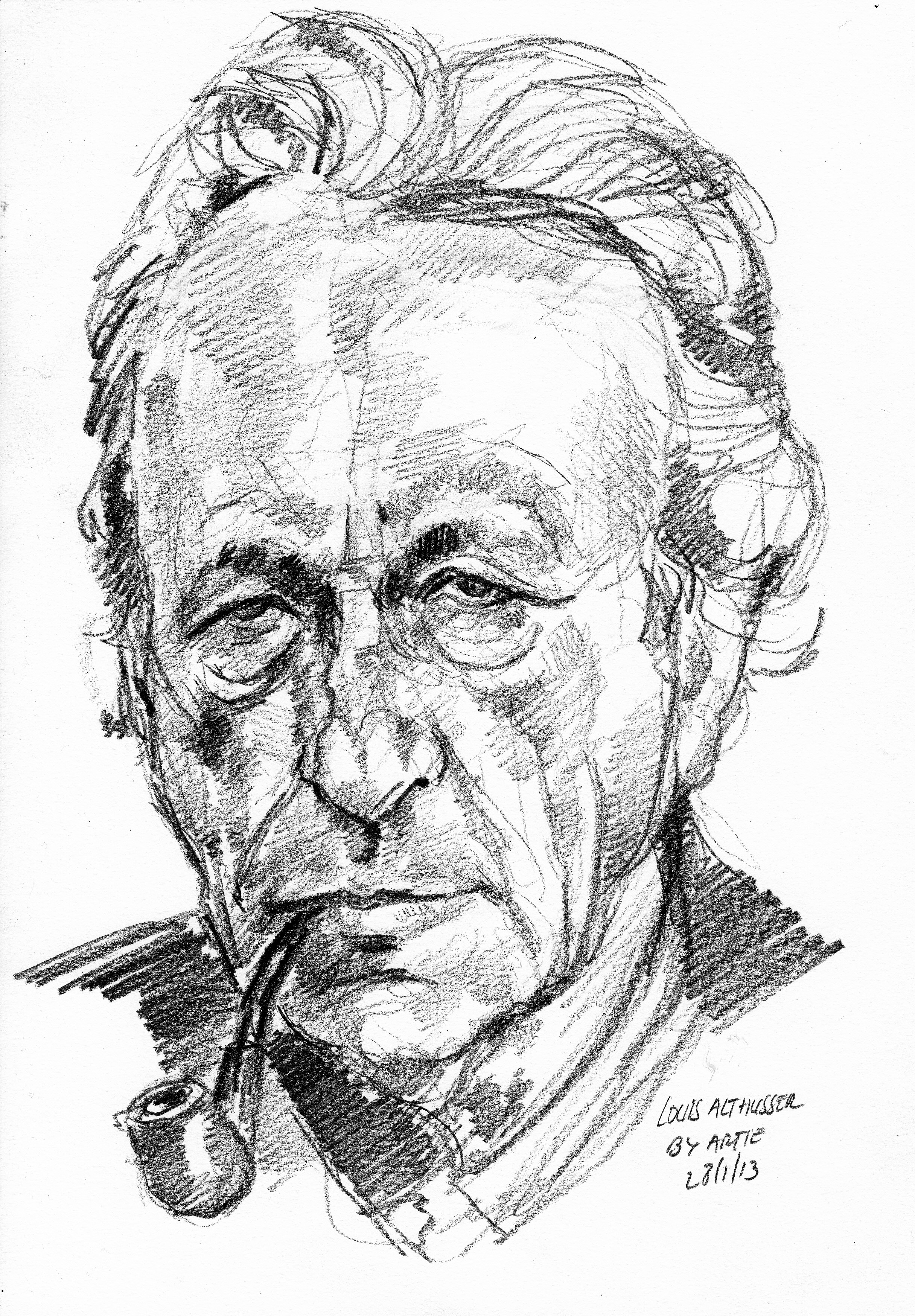
Althusser

#### Philosophie critique de la modernité
- Si vous ne connaissez pas le sujet, laissez ce bandeau (vous pouvez alors contacter les auteurs).
- Si vous supprimez le contenu mis en cause (vous pouvez préalablement contacter les auteurs),

argumentez précisément cette suppression dans la page de discussion
(un manque de référence n'est pas un argument ; une recherche réelle de référence doit avoir été effectuée, être formellement documentée).
Durant la première moitié du siècle, et dans le contexte des prétentions des révolutionnaires russes à renverser le capitalisme, mais sans adopter comme eux une position doctrinaire, un certain nombre d'auteurs - allemands pour la plupart - se livrent à une analyse ciblée de la philosophie de l'histoire dans sa dimension apologétique, telle que Hegel en a tracé le canevas ; conception qu'à de rares exceptions (notamment Carl Schmitt) ils rejettent.
Peu ou prou, leurs analyses convergent vers une même idée : l'approche « moderne » de l'histoire, loin d'être totalement nouvelle, constitue le prolongement de la philosophie chrétienne de l'histoire : elle en est quelque sorte la version sécularisée.

##### Avant 1945

###### Oswald Spengler
L'Allemand Oswald Spengler questionne l'ensemble de la culture occidentale et sa prétention à être « moderne ». Sous-titré Esquisse d'une morphologie de l'histoire universelle, le premier volume de son Déclin de l'Occident paraît en 1918, le second quatre ans plus tard. Il y assimile les grandes cultures historiques à des êtres biologiques, qui naissent, croissent, déclinent et meurent. Pour lui, l'histoire de l'humanité est dominée par les trois grandes cultures (Kultur) des « peuples blancs » : celle des Grecs antiques, caractérisée par une « âme apollinienne » et l'exaltation du corps ; celle des Arabes avec son « âme magique » qui veut saisir le monde par l'algèbre et la magie ; et celle de l'« homme faustien » qui naît vers l'an mille avec le Saint-empire germanique, où l'homme occidental cherche à dominer le monde par la technique et la volonté. Ce cycle aboutit au déclin et à l'amorce de la chute avec la Première Guerre mondiale.

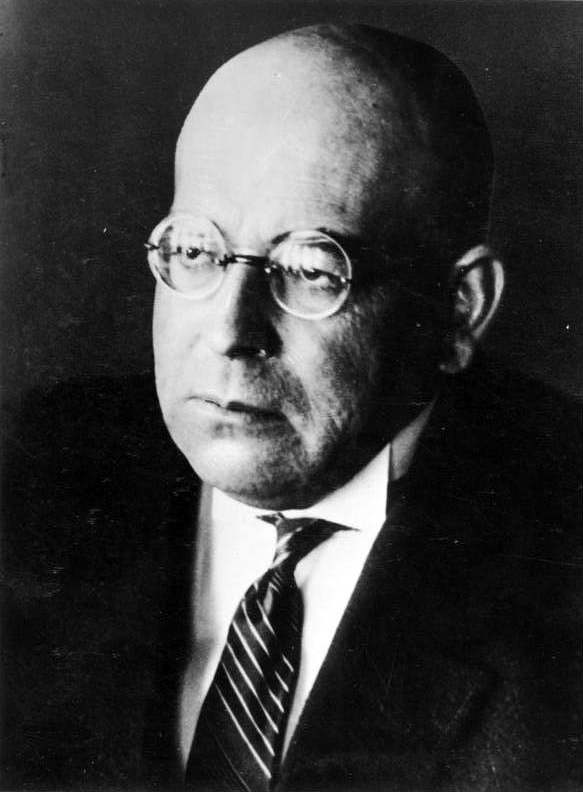
Oswald Spengler

Mais cette vision cyclique de l'histoire n'est porteuse d'aucun sens particulier[source insuffisante]. Spengler entretient donc une vision de l'histoire explicitement pessimiste et fataliste, dans la pure tradition du romantisme allemand, dont il est l'un des derniers représentants. Largement commenté, son livre est davantage décrié qu'encensé, notamment par Martin Heidegger et Karl Popper, qui critiquent son formalisme et son historicisme.

Plus tard, en 1931, dans L'Homme et la Technique, Spengler pointe un regard inquiet sur le phénomène technique, ouvrant ainsi la voie, deux ans avant le philosophe russe Nicolas Berdiaev, à un champ à peine exploré, la technocritique : 

« La mécanisation du monde est entrée dans une phase d'hyper tension périlleuse à l'extrême. La face même de la terre, avec ses plantes, ses animaux et ses hommes n'est plus la même. [...] Un monde artificiel pénètre un monde naturel et l'empoisonne. La civilisation est elle-même devenue une machine, faisant ou essayant de tout faire mécaniquement. »

Sa conclusion est résolument pessimiste : « La vie de l'individu - animal, plante ou homme - est périssable au même titre que celle des peuples ou des cultures ».
En 1933, trois ans avant sa mort, Spengler a le temps de saluer dans Les Années décisives l'avènement du Troisième Reich qu'il voit comme une régénération de l'Allemagne : « Personne ne pouvait désirer la révolution nationale de cette année avec plus d'ardeur que moi [...] Il s'agit, pour chacun des peuples vivants de devenir grand ou de mourir ».

###### Carl Schmitt
Carl Schmitt entretient une réputation sulfureuse dans la mesure où il a manifesté son soutien actif au régime nazi du début (1933) à 1936, avant d'être écarté du parti nazi, et d'être menacé par les SS. Pour autant, d'un point de vue intellectuel, il présente cependant un intérêt notoire car il est l'un des tout premiers théoriciens de la sécularisation. Il établit en effet un lien direct entre la conception chrétienne de l'histoire et la philosophie de l'histoire classique, telle qu'inaugurée un siècle plus tôt par Hegel, dont il partage complètement la vision étatiste. Ainsi, en 1922, dans Théologie politique, il avance : 

« Tous les concepts prégnants de la théorie moderne de l'État sont des concepts théologiques sécularisés. Et c'est vrai non seulement de leurs développements historiques, parce qu'ils ont été transférés de la théologie à la théorie de l'État […] mais aussi de leur structure systématique, dont la connaissance est nécessaire pour une analyse sociologique de ces concepts. »

###### Heinrich Rickert

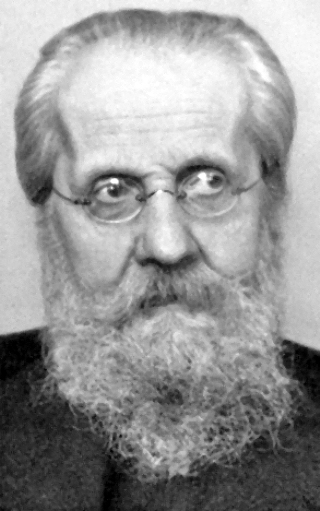
Heinrich Rickert

Selon le philosophe néo-kantien Heinrich Rickert, en 1924, aucune philosophie de l’histoire n’est envisageable indépendamment de l’édification d'un système des valeurs,. Inversement, seul un système des valeurs fait de la philosophie de l’histoire « un tribunal des discours axiologiques statuant sur l’essence de l’histoire prise comme totalité ».

« On doit d’abord, indépendamment de la diversité du matériau historique, réfléchir à ce qui est nécessairement valable, à ce qui est prémisse formelle de tout jugement de valeur qui prétend à une validité plus qu’individuelle. C’est seulement quand on a trouvé des valeurs formelles valables pour toutes les époques qu’on pourra les mettre en rapport avec la quantité de valeurs culturelles au cours de l’histoire et qu’on peut constater empiriquement. On peut alors tenter un classement systématique assorti d’une prise de position critique. »

###### Martin Heidegger

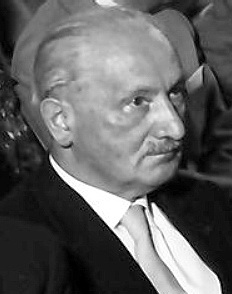
Martin Heidegger
(ici en 1960)

En 1915, Martin Heidegger a consacré sa leçon d'habilitation au « concept de temps dans la science historique » en vue d'établir la spécificité du temps de la science historique hétérogène par rapport au temps des sciences physiques mais c'est surtout en 1927, avec son ouvrage Être et Temps, que se manifeste son intérêt appuyé pour les thèmes du temps et de l'histoire.
Il intervient alors avec vigueur dans les débats méthodologiques opposant les philosophes néo-kantiens (Heinrich Rickert), les sociologues (Georg Simmel), les philosophes de la vie (Wilhelm Dilthey, Karl Jaspers) ainsi que les historiens (Oswald Spengler) sur la question de l'objectivité des sciences historiques. Leurs divergences, estime t-il, sont superficielles car elles ont toutes en commun de se fonder sur le présupposé d'une réalité originaire donnée (« extérieure »), laquelle pourrait faire l'objet d'une science.
Selon Heidegger, « l'instant n'est à proprement parler « historique » que s'il est pensé à partir de l'avenir (d'un mandat, d'une tâche, cette dernière étant assignée par un passé, une mission historique) », relève l'universitaire Guillaume Faniez. « L'essentiel du secret de l'« instant », avec les possibilités historiques dont il est porteur ne se découvre qu'à celui qui saisit cette correspondance des temps et non à l'acteur rivé sur l'aujourd'hui »[réf. nécessaire].

###### Eric Voegelin
L'œuvre d'Eric Voegelin fait l'objet d'une attention particulière à la fin du XXe siècle.
Formulée en 1938, la thèse principale est que la modernité s'enracine dans la tentative politique violente de faire descendre le paradis sur terre et de faire de l'accès aux moyens du bonheur ici-bas la fin ultime de toute politique. L'homme est d'une manière permanente pris entre deux pôles. Cette immanentisation du réel et de la vie spirituelle est à l'origine de ce que l'Europe va connaître en matière de mouvements sociaux révolutionnaires.
Voegelin établit ainsi une généalogie entre la révolte de Hegel contre Dieu, l'idéal révolutionnaire de Marx et le positivisme de Comte. Il qualifie leurs positions d'idéologies anti-chrétiennes, aux effets particulièrement néfastes puisque se concrétisant dans des systèmes totalitaires tels que le communisme ou le national-socialisme, qu'il appelle « religions politiques ».
Soutenant la thèse que le processus de sécularisation ne constitue nullement un moment émancipateur de l'humanité mais un simple glissement, une récupération des modèles de pensée chrétiens, visant à promouvoir une conception de l'existence étroitement matérialiste, Voegelin ouvre un vaste débat, connu par la suite sous l'appellation « critique de la modernité ».

###### Raymond Aron

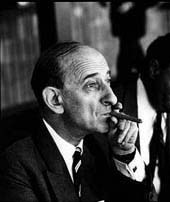
Raymond Aron
(ici en 1966)

En 1938, dans son Introduction à la philosophie de l'histoire, Raymond Aron se livre une réfutation du positivisme, pensée alors dominante dans le paysage philosophique français ». Son travail est également l'occasion pour lui de promouvoir en France quatre penseurs allemands jusqu'alors méconnus : Dilthey, Weber, Simmel et Rickert.
L'ouvrage porte sur l'articulation entre une réflexion sur les conditions et les limites de la connaissance de la réalité historico-sociale (une philosophie des sciences sociales) et une analyse des actions historiques et des valeurs susceptibles de les animer ou d'en permettre le jugement (une philosophie de la politique).
Aron précise lui-même que cette réflexion résulte pour une bonne part d'une décision prise en 1930 d'étudier le marxisme pour soumettre ses idées politiques à une révision philosophique, au sens d'une réflexion sur la philosophie marxiste de l'histoire, héritière de Hegel, fondement de ce qui fait du marxisme une philosophie de l'action historique.

###### Walter Benjamin

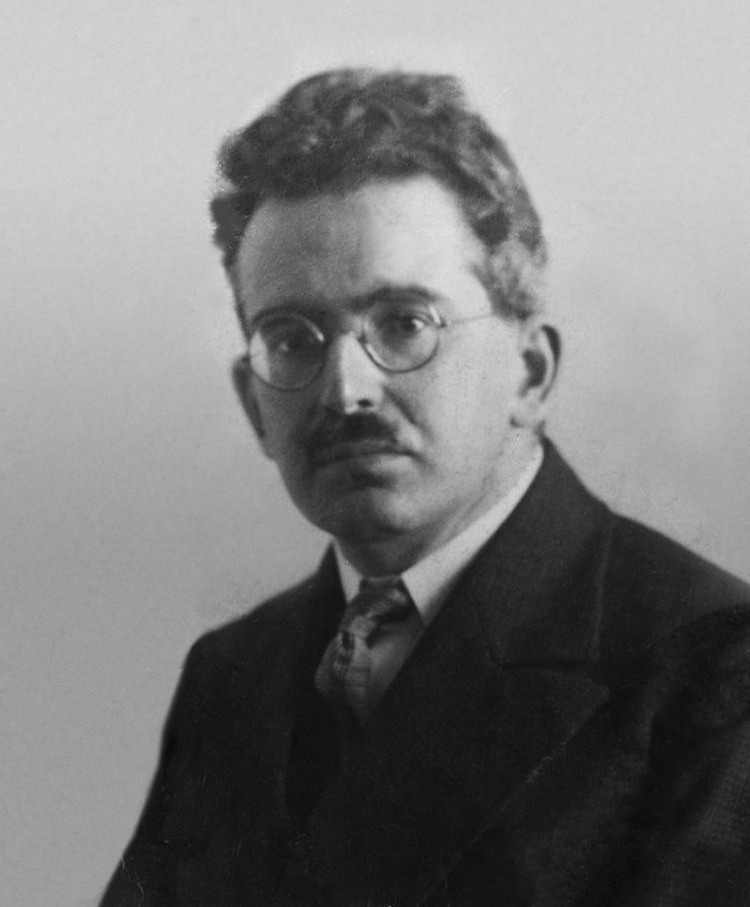
Walter Benjamin

Les Thèses sur le concept d'histoire abordent le concept d'histoire, en relation avec le progrès, concept qualifié de fondamentalement tragique, notamment dans la neuvième thèse, au fil de laquelle Benjamin commente un tableau de Paul Klee, Angelus novus (1920). Pour ce faire, sont associées les analyses de Marx, les références au messianisme et la théologie, plus spécialement à la théologie judaïque. Le thème de la rédemption, en particulier, est convoqué comme espace de rencontre entre le passé et le présent.
Partant précisément de considérations d'ordre théologique, Benjamin remet en question l'idée que le temps ne serait qu'un processus continu et linéaire. La théologie, selon lui, cultive en tout cas non seulement la nécessité de contester la pertinence de ce continuum mais d'interrompre l'effet de fuite en avant qu'il exerce dans les sociétés modernes, ceci par le biais d'un travail de mémoire. Le philosophe appelle de ses vœux un historien qui serait un « prophète qui regarde en arrière »,.

##### Après 1945
La révélation des atrocités commises par le régime nazi et par le système stalinien influent considérablement sur les conceptions philosophiques de l'histoire.
Cette fois, ce n'est plus seulement l'héritage intellectuel de Hegel et Marx qui est critiqué, considéré comme relevant toujours de la vieille métaphysique, mais la prétention même de la modernité à faire mieux.

###### École de Francfort

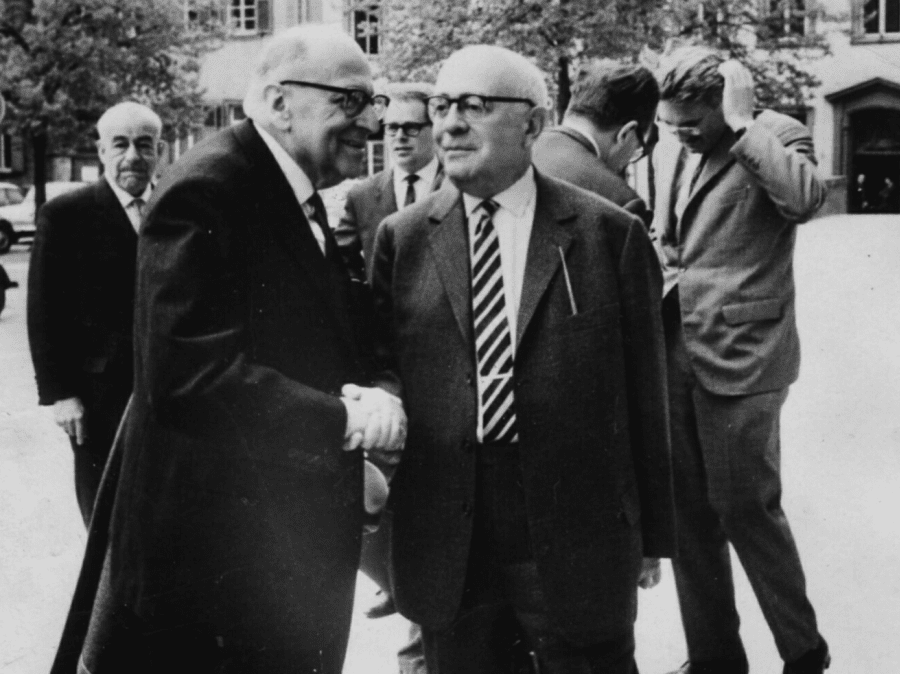
Max Horkheimer et Theodor Adorno (vus ici en 1965).

En 1944, deux philosophes allemands réfugiés aux États-Unis, Max Horkheimer et Theodor W. Adorno, un proche de Benjamin, ont publié un texte ensemble : les Fragments philosophiques. Trois ans plus tard, en 1947, donc au lendemain de la Seconde Guerre mondiale, ce texte est réédité aux Pays-Bas sous le titre Dialektik der Aufklärung (« Dialectique des Lumières »). Les auteurs posent un postulat fécond, celui de la « faillite de la raison » : la raison devait mener les hommes vers la connaissance et le bonheur mais elle a été détournée de sa vocation et sert désormais à certains hommes pour en dominer d'autres.
Le livre d'Horkheimer et Adorno sert de ferment à un courant de pensée d'inspiration marxiste sous le nom d'École de Francfort. Dès la fin de la Première Guerre, alors que les Allemands, humiliés par la défaite, vivaient une crise morale, et que le communisme se développait en Union soviétique, un groupe d'intellectuels s'était réuni à Francfort autour de l'Institut de recherche sociale (fondé en 1923), cultivant l'idée que la philosophie doit être utilisée comme critique sociale du capitalisme et non pas seulement comme une critique politique, et que cette critique peut servir de levier à la transformation sociale.

###### Alexandre Kojève
Originaire de Russie mais ayant fait ses études à Berlin dans les années 1920, Alexandre Kojève apporte une contribution importante au débat sur la philosophie de l'histoire, notamment à travers sa lecture de l'œuvre de Hegel.
S'étant installé à Paris au début des années 1930 et ayant donné des conférences sur la Phénoménologie de l'Esprit à l'École pratique des hautes études de 1933 à 1939, sa réflexion se diffuse surtout au lendemain de la guerre.
De fait, les conférences sur Hegel sont publiées en 1947 sous l'intitulé Introduction à la Lecture de Hegel. Mettant l'accent sur la dialectique du maître et de l'esclave, Kojève l’interprète dans un sens anthropologique et historique : il comprend cette dialectique comme le résultat du développement des produits objectifs de la culture, et non pas comme le résultat du travail de « l'Esprit », ainsi que l'affirmait Hegel de façon abstraite[réf. nécessaire].
Fortement marqué par la pensée de Marx, Kojève conclut sa réflexion de façon pour le moins radicale : la fin de l'histoire est advenue ! Elle s'est achevée aux États-Unis, avec l'abolition des classes et la possibilité pour tous d'accéder à la propriété. Selon lui, rien de nouveau ne peut véritablement surgir dans le monde du fait que la réalité dans son ensemble est devenue « rationnelle »[réf. nécessaire].

###### Karl Löwith
S'étant installé aux États-Unis pour fuir le nazisme, l'Allemand Karl Löwith publie en 1949 son livre Histoire et Salut. Il y développe l'idée que la philosophie de l’histoire, telle que conçue par Hegel puis alimentée par Marx, dérive de l’eschatologie chrétienne du salut, transmise par une très longue tradition, qui va de Saint Paul, Saint Augustin, les Pères de l’Église et Joachim de Flore jusqu'à Bossuet et ses derniers prolongements : elle en est la « transposition sécularisée ». La théologie chrétienne et la philosophie de l'histoire ayant en commun les mêmes présupposés, Löwith estime que ce sont eux et leurs conséquences qui doivent être soumis à l'examen critique. Il affirme par conséquent que toutes les prétentions de « la modernité » à émanciper l'humanité (par le biais de la rationalité et toutes sortes de « progrès ») sont vaines, voire mortifères, tant que ne sera pas reconnue leur origine foncièrement métaphysique.
À l'inverse, tant que cette filiation reste inconsciente, non identifiée comme telle, donc non assumée, elle ne peut que perdurer et mener vers de nouvelles impasses et de nouveaux drames. Hegel et Marx ont déjà conduit l'humanisme vers une conception philosophique du monde extrêmement pauvre, l'existentialisme, et une forme de nihilisme larvé, il est fondamental, estime Löwith, de rompre cette chaîne. Il est en tout cas pour le moins néfaste de continuer de se bercer d'illusions, car l'histoire ne possède aucune logique immanente, aucun sens ultime sur lequel s'appuyer : « vouloir s'orienter dans l'histoire en fonction de cela, c'est comme si l'on voulait s'accrocher aux vagues lors d'un naufrage » écrit-il.
S'inscrivant dans la grande tradition sceptique et influencé tant par la cosmo-théologie grecque antique et son « concept naturel du monde » que par l'approche sensualiste de Feuerbach et les méditations de Nietzsche sur « l'Éternel retour du même », Löwith n'oppose donc à la tradition chrétienne qu'une « philosophie de l'homme de retour à sa nature ». Il importe, souligne t-il, de se référer à la nature et de ne voir en elle qu'un « univers dépourvu de fin et sans Dieu », à partir duquel « l'homme aussi » n'est « qu'une modification sans fin »[réf. nécessaire].

###### Leo Strauss
Spécialiste de philosophie politique, le philosophe germano-américain Leo Strauss doit fuir l'Allemagne dans les années 1930, en raison du fait qu'il est juif, pour s'installer en France, puis en Angleterre et enfin aux États-Unis et acquérir la nationalité américaine en 1945.
En 1953, son livre Droit naturel et histoire constitue une étape importante dans le débat sur la philosophie de l'histoire. Il y analyse en effet « la crise de l’Occident » comme résultant de la diffusion en Europe d'une conception du monde qu’il appelle l’historicisme et qu'il définit comme la négation de toute norme transcendante pour juger le réel (du fait que toutes les normes sont à penser comme historiques et relatives).
Selon Strauss, l’historicisme suppose que « toute pensée est historique, donc incapable d’appréhender quoi que ce soit d’éternel ». Il estime tout d'abord que toute pensée n'a de valeur que dans un « contexte » historique, ce qui n'est guère pris en compte à son époque. Sa formule « Les penseurs du passé se comprenaient plus mal que les penseurs d'aujourd'hui le peuvent » peut se lire de manière inverse. En effet, si la pensée est, stricto sensu, historique, alors les penseurs d'aujourd'hui se comprennent plus mal que ne le feront ceux de demain. L'historicisme repose donc sur la croyance dans le progrès des sciences. De fait, depuis le XVIIe siècle, l'essor des connaissances de la nature contribue à disqualifier la philosophie. En revanche, l'irruption du modèle mathématique comme mesure du monde, par lequel un événement est assigné à un nombre, va nourrir l'idée que, puisqu'on peut modifier la nature et la mettre au service des besoins humains, c'est alors le progrès des sciences qui assigne à l'histoire la direction à suivre.[réf. nécessaire]
Les différentes figures du positivisme scientiste (Auguste Comte, Lord Kelvin, Rudolf Carnap...) peuvent faire accroire que ce qui vaut pour la Nature vaut aussi pour les affaires humaines. Or, la question de l'objectivité scientifique ne réside pas dans la connaissance des quantités de mouvement qui permettrait de réduire les actions humaines à des phénomènes physiques. Celles-ci, par-delà la réponse aux besoins de la vie quotidienne, visent le « meilleur régime »[pas clair].
Strauss suit attentivement la manière dont la philosophie politique subit avec le développement de la modernité les premiers assauts de la science historique. L'historicisme est alimenté soit par l'idée de progrès, soit par le relativisme et le nihilisme, qui, ne s'intéressant plus à la vie politique, se réfugient sur le terrain du relativisme moral[pas clair].
« Au XXe siècle, la philosophie historiciste allemande, qui culmine avec le positivisme des sciences sociales en est arrivée au point de ne plus pouvoir distinguer entre un régime droit et un régime dévié. Ce qui conduit Strauss à déclarer : une science sociale qui ne peut parler de la tyrannie avec la même assurance que la médecine, par exemple lorsqu’elle parle du cancer, ne peut comprendre les phénomènes sociaux dans leur réalité. Elle n’est donc pas scientifique[source insuffisante]. Selon Strauss, l’historicisme porte en son sein le nihilisme européen conceptualisé par Nietzsche et Heidegger : il n’existe plus de critère éthique indiscuté à partir duquel on puisse juger et évaluer les actions humaines. Pour comprendre cette cécité, Strauss entreprend de faire une généalogie de la modernité. »
En 1959, Strauss élabore une théorie selon laquelle la modernité s'est établie en Occident en trois vagues successives, : la première, au XVIe siècle, fondatrice des représentations « libérales » de la vie politique, est la crise anti-théologique articulée dans l'œuvre de Machiavel ; la deuxième, au XVIIIe siècle, est portée par les Lumières, qui relèguent la foi au rang de superstition et qui se donnent pour but explicite de « populariser » la science ; la troisième, au XIXe siècle, issue du positivisme et de l'historicisme, dans la lignée de Hegel et de Comte, porte en son sein le nihilisme européen.

###### Paul Ricœur
Sans pratiquer la philosophie de l'histoire à proprement parler, Paul Ricœur s'intéresse à l'histoire dans une perspective philosophique. Dans Histoire et vérité, en 1955, il tente de réfléchir sur la notion d’historicité et sur les conditions épistémologiques du travail d’historien ; plus exactement de définir la nature du concept de « vérité en histoire » et de différencier « l'objectivité en histoire » de l'objectivité dans les sciences dites « exactes ».
Il poursuit sa réflexion durant les années 1980 au fil des trois volumes de Temps et récit puis à nouveau, tout à la fin du siècle, dans La mémoire, l'histoire, l'oubli, via une approche phénoménologique husserlienne et herméneutique, il traite des thèmes de la mémoire, du devoir de mémoire et de la mémoire culturelle
« À l’encontre de l’esprit du temps, Ricœur met en garde contre la fascination d’une histoire prétendument objective où il n’y aurait plus que des structures, des forces et des institutions, et non plus des hommes et des valeurs humaines. Se réclamant ouvertement de Marc Bloch, il conclut : l’objet de l’histoire, c’est le sujet humain lui-même. »

#### Métahistoire

##### Arnold Toynbee

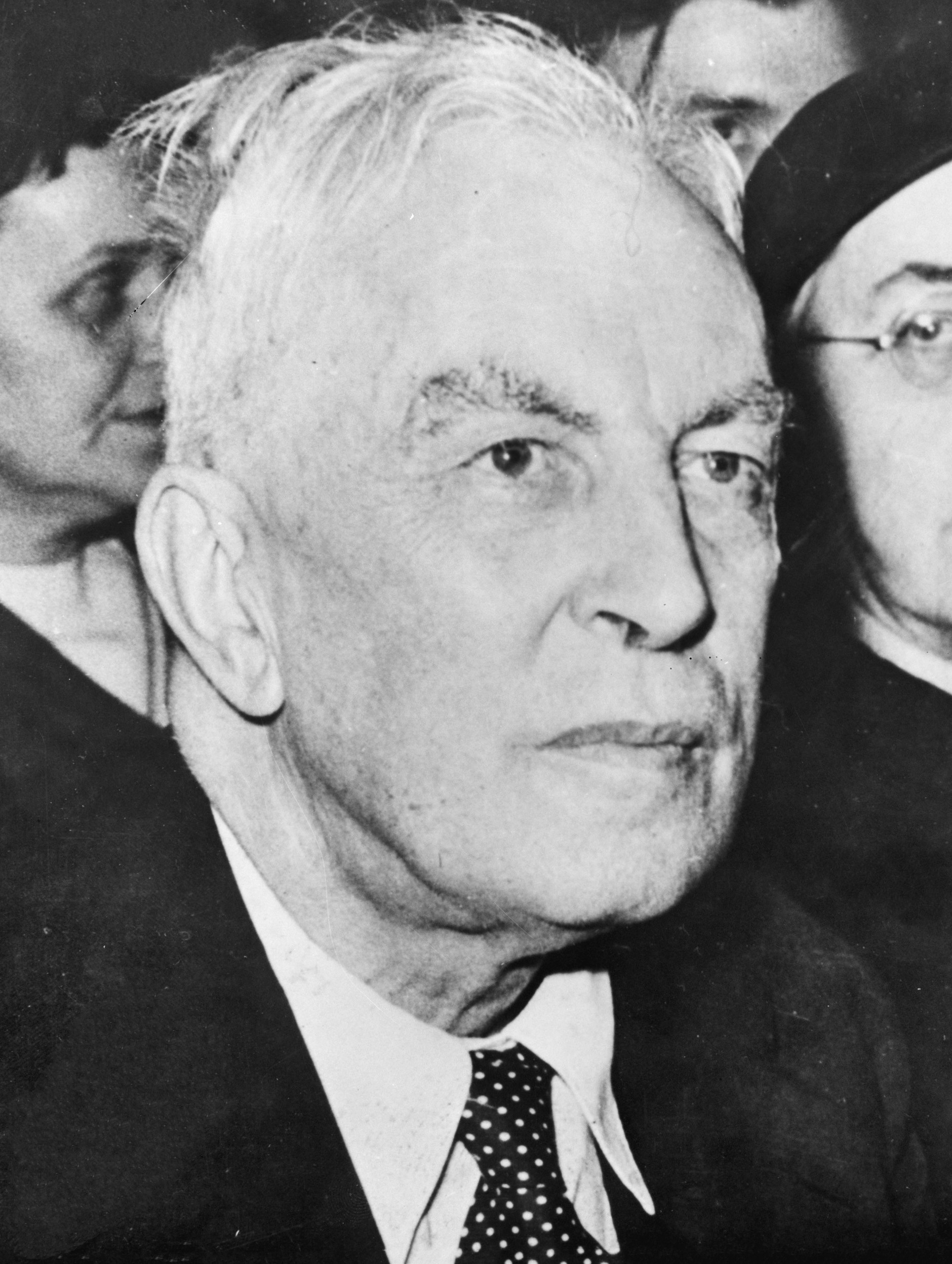
Arnold Toynbee

Parue en douze volumes entre 1934 et 1961, Étude de l'histoire est un ensemble d'ouvrages de l'historien britannique Arnold Toynbee. L'œuvre se présente comme une véritable synthèse de l'histoire mondiale, une « métahistoire » (Méta est ici pris au sens de « tout »). Bien qu'inclassable, elle se rapproche en partie de celle d'Oswald Spengler dans Le Déclin de l'Occident.
Toynbee présente l'histoire comme l'essor et la chute des civilisations plutôt que comme l'histoire d'État-nations ou de groupes ethniques. Il identifie les civilisations sur des critères culturels plutôt que nationaux. Il se démarque donc également de la théorie déterministe de Spengler, selon laquelle les civilisations croissent et meurent selon un cycle naturel.
La « civilisation occidentale », selon lui, comprend toutes les nations ayant existé en Europe occidentale depuis la chute de l'Empire romain. Il la traite comme un tout, distinct à la fois de la « civilisation orthodoxe » de Russie et des Balkans et de la civilisation gréco-romaine qui l'a précédée. Toynbee présente l'histoire des civilisations en termes de défis et de réponses. Les civilisations surgissent en réponse à certains défis d'une extrême difficulté et alors que les « minorités créatrices » conçoivent des solutions pour réorienter la société entière.
L'approche « métahistorique » de Toynbee est vivement controversée par la suite, critiquée notamment par l'historien néerlandais Pieter Geyl (« les spéculations métaphysiques sont érigées au rang d'histoire ») et le philosophe Karl Popper, en 1944 dans Misère de l'historicisme.

##### Samuel Huntington

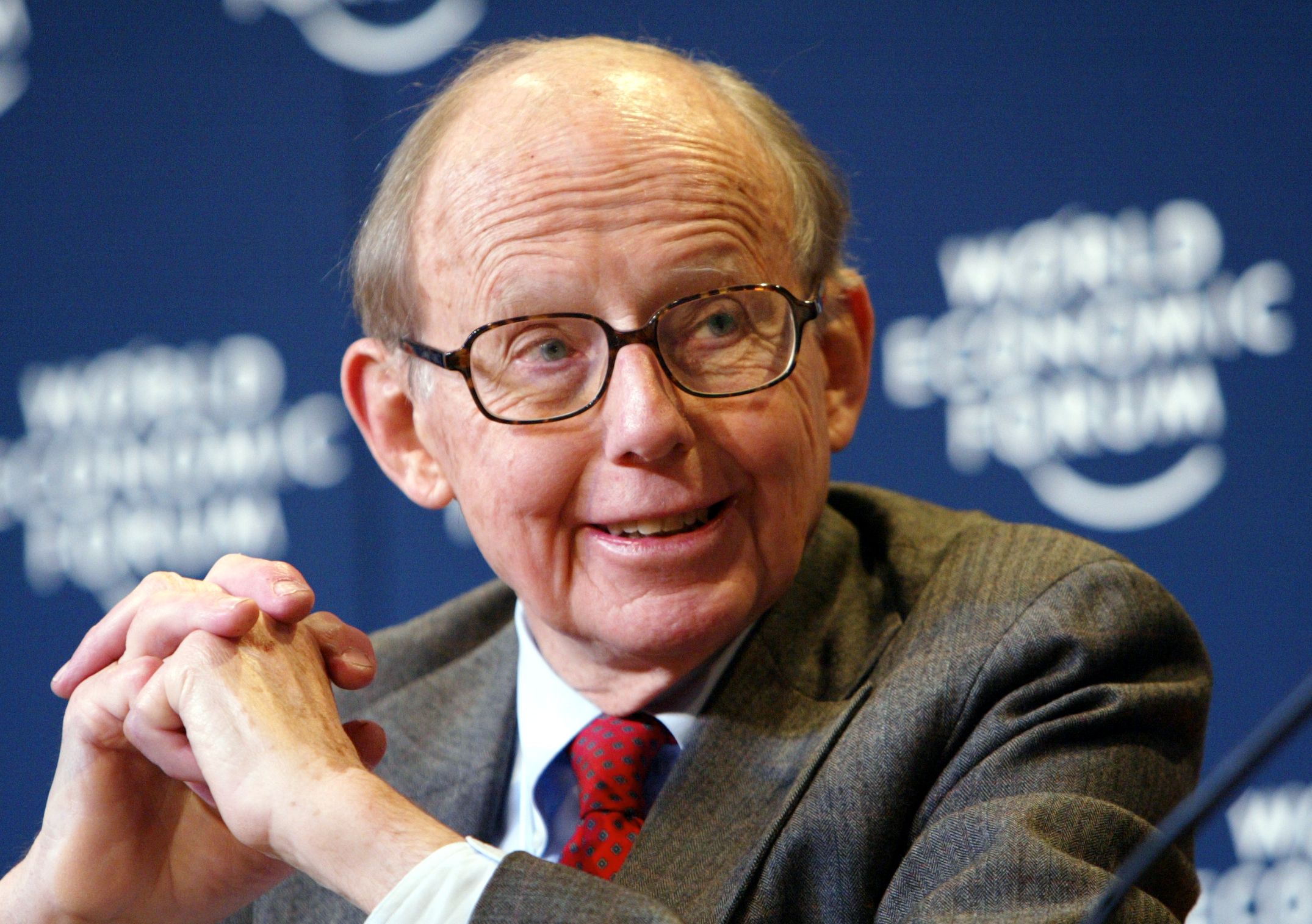
Samuel Huntington

Enseignant la science politique à l'université Harvard depuis 1950, par ailleurs ancien membre du Conseil de sécurité nationale au sein de l’administration Carter, Samuel Huntington est l'auteur d'un certain nombre de livres traitant de politique américaine, de démocratisation et de stratégie de développement. Il a pour habitude de traiter ses sujets de façon clinique, qualifiant par exemple l'activité militaire de « management de la violence ».
N'étant pas historien, c'est à deux historiens qu'il se réfère explicitement en 1993. Tout d'abord à la Grammaire des civilisations de Fernand Braudel, ouvrage rédigé en 1963 mais publié seulement en 1987 ; ensuite à l'Américain Bernard Lewis, auquel il emprunte une formule que celui-ci a inventé en 1957 et qui va faire couler beaucoup d'encre : « le Choc des civilisations ». Il publie alors un article intitulé The Clash of Civilizations ? Et cet article suscitant un certain nombre de commentaires, il en développe le contenu en 1997, dans un livre éponyme qui, quatre ans plus tard, après les attentats du Onze septembre, va connaître un retentissement international.
La thèse centrale de l'ouvrage est la suivante : les conflits armés opposaient autrefois les princes, ils se sont étendus par la suite aux États-nations puis aux idéologies totalitaires, ce sont désormais les civilisations qui s'affrontent.

#### Christianisme et modernité
- Si vous ne connaissez pas le sujet, laissez ce bandeau (vous pouvez alors contacter les auteurs).
- Si vous supprimez le contenu mis en cause (vous pouvez préalablement contacter les auteurs),

argumentez précisément cette suppression dans la page de discussion
(un manque de référence n'est pas un argument ; une recherche réelle de référence doit avoir été effectuée, être formellement documentée).
Aux lendemains de la découverte des camps de concentration nazis et de l'utilisation de la bombe atomique au Japon par les Américains, et alors que certains philosophes questionnent la « faillite de la raison », pour le même motif différents chrétiens s'interrogent sur « l'absence de Dieu ».
Durant des siècles, l'approche chrétienne est restée intangible : le sens de histoire des hommes est fixé par Dieu, idée contenue dans un verset du Notre-Père, « que ta volonté soit faite, sur la Terre comme aux cieux ».
Toutefois, les événements politiques les conduisent à infléchir leurs vues, au point de se réclamer d'un certain humanisme et même de s'aligner sur un certain nombre de présupposés marxistes.
Ce virage va se révéler particulièrement spectaculaire chez les catholiques, puisqu'il va se concrétiser par un concile œcuménique rassemblant près de 30000 ecclésiastiques pendant trois ans : Vatican II.

##### Humanisme radical
En 1959, aux États-Unis, sont publiées quatre conférences de Jacques Maritain sous le titre Pour une philosophie de l'histoire.
Maritain s'est fait connaître en 1936 pour avoir publié un véritable plaidoyer en faveur de l'humanisme[Lequel ?].
Tout en ne cachant pas son « aversion » pour Hegel, qu'il qualifie de « gnostique », Maritain entend « signaler la possibilité et la validité de certaines lois philosophiques qui éclairent l'histoire humaine et la rendent intelligible. » Selon lui, le nœud du problème réside dans « les relations entre la liberté défectible de l'homme et la liberté éternelle de Dieu ».

##### Influence du marxisme

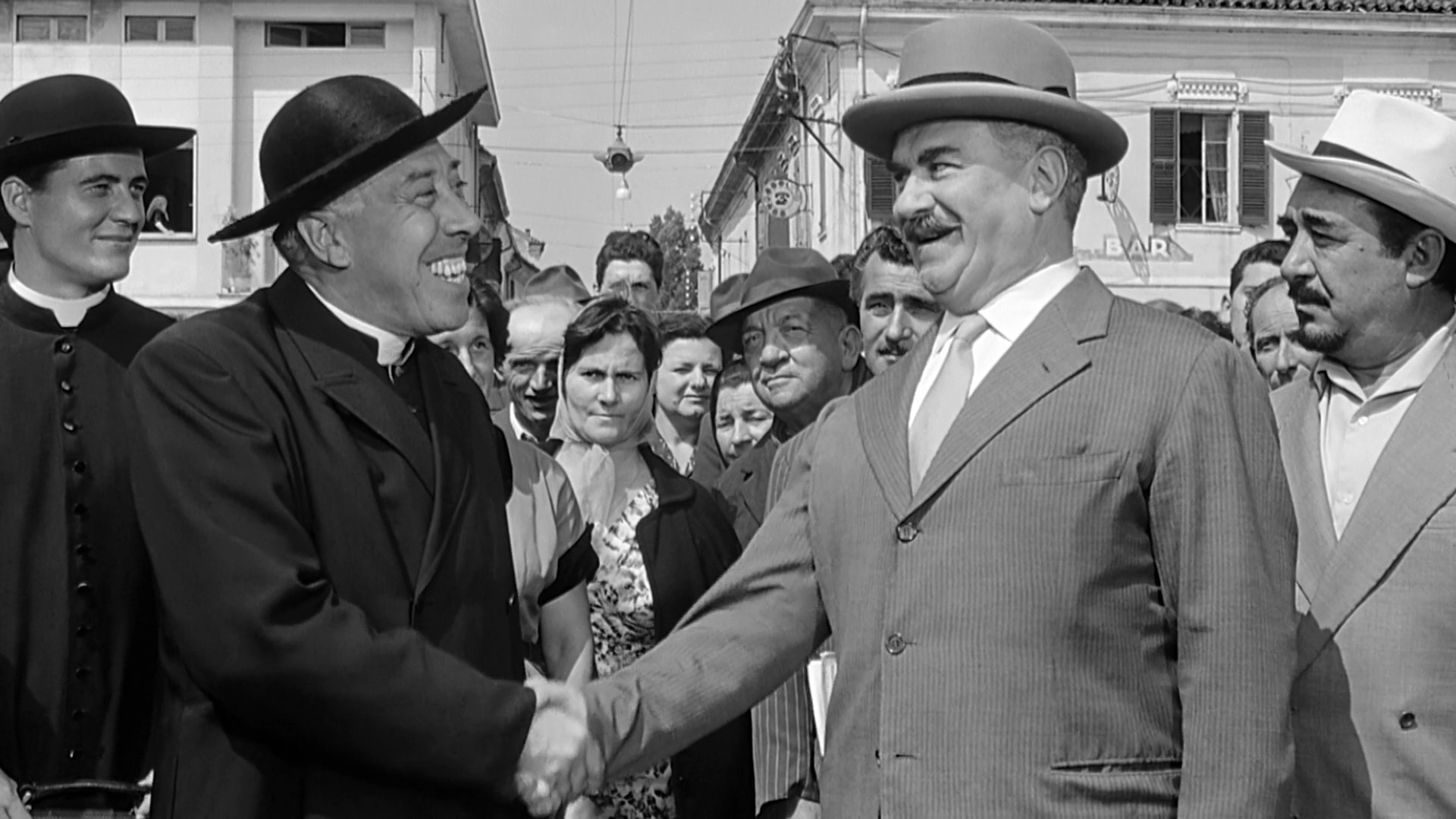
La confrontation du christianisme et du communisme dans l'Italie de la guerre froide, vue sur le mode comique par le cinéma italien : Don Camillo Monseigneur.

Le concile Vatican II se réunit pendant trois ans (1962-1965) sous les pontificats de Jean XXIII et Paul VI. Ses participants entendent refaçonner l'Église en prenant en compte les facteurs qui caractérisent « la société moderne » ; essentiellement les effets du progrès technique, l'émancipation des individus et des peuples, l'aide au Tiers monde, la société de consommation et la montée croissante de l'athéisme.

L'événement est quasiment considéré comme la marque d'une évolution positive de l'Église. Mais bien qu'il ait pointé dès 1948 la nécessité pour l'Église de se positionner sur les grands sujets de la société contemporaine, notamment le progrès technique, Jacques Ellul se montre extrêmement critique à l'égard de cette évolution de l'Église. En 1979, il y voit non seulement une dérive vers le matérialisme mais la marque d'une influence non assumée du marxisme : 

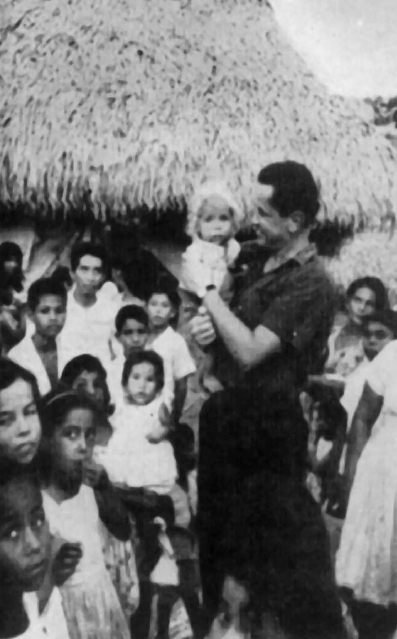
La tentation révolutionnaire dans l'Église : Camilo Torres Restrepo, prêtre tué en 1966 dans la guerre civile colombienne.

« Tout ce que les chrétiens auraient dû saisir, le communisme l'a saisi. [Du marxisme], les chrétiens ont à écouter cette leçon, qui concorde d'ailleurs avec la redécouverte de l'Histoire. Les théologiens ont appris que le Dieu d'Israël est un Dieu dans l'Histoire, que la Bible entière est un livre d'histoire et non pas de philosophie, encore moins de métaphysique. (...) Marx a remis en lumière une histoire qui n'est pas celle des historiens, mais justement, comme celle de la Bible, une histoire chargée de sens, ayant un mouvement révélateur et aboutissant à une "apothéose", mais tout en étant "situé" dans l'histoire.
Encore faut-il ajouter à cela [le fait que] les chrétiens étaient, devraient être des militants. Or, que voyons-nous ? Des membres d'Église mous, paresseux, engagés dans rien, individualistes, Ils s'assoient le dimanche, les uns à côté des autres et, ceci fait, s'ignorent parfaitement. Ils ne sont prêts à aucun sacrifice, et n'inventent rien de nouveau.
Et c'est [finalement] chez les communistes que l'on trouve à la fois un militantisme, un engagement, un esprit de combat et de sacrifice, une communauté. Comment les chrétiens ne seraient-ils pas bouleversés par cet exemple, attirés par cette réalisation de ce qui est annoncé comme « l'Église » et qu'ils ne sont pas ? »

Ellul précise que, sauf exception, les chrétiens ne partagent pas la doctrine communiste mais seulement son idéologie, terme qu'il définit comme « la dégradation sentimentale et vulgarisée d'une doctrine politique ou d'une conception globale du monde. » Il conclut ainsi son argumentaire : « Les chrétiens constatent que pour être davantage chrétiens, il faut coopérer avec les communistes, adopter une pratique dont le communisme a le secret. Faire l'histoire avec eux (...) et de là, bien entendu, prouver que la théologie doit être matérialiste. » Ellul différencie sa critique de l'évolution de l'Église de celle des milieux conservateurs : les chrétiens, estime t-il, doivent être « présents au monde moderne », le critiquer depuis ses propres présupposés et non depuis une quelconque « morale chrétienne ». Ce faisant, ils doivent veiller à ne pas s'y conformer. Or, estime t-il, citant l'Épître aux Romains de Paul (« Ne vous conformez pas au siècle présent »), c'est pourtant ce qu'ils font. En 1984, Ellul avance que le processus de sécularisation s'est enclenché dès le IVe siècle quand - sous le règne de Constantin - l'Église a signé un pacte avec l'État. Et c'est durant les derniers siècles, poursuit-il, quand le christianisme s'est érigé en morale, que ce processus est devenu une règle commune. Et en 1992, Ellul lâche finalement ces mots : « Le christianisme est la pire trahison du Christ. »

#### Post-modernité
- Si vous ne connaissez pas le sujet, laissez ce bandeau (vous pouvez alors contacter les auteurs).
- Si vous supprimez le contenu mis en cause (vous pouvez préalablement contacter les auteurs),

argumentez précisément cette suppression dans la page de discussion
(un manque de référence n'est pas un argument ; une recherche réelle de référence doit avoir été effectuée, être formellement documentée).

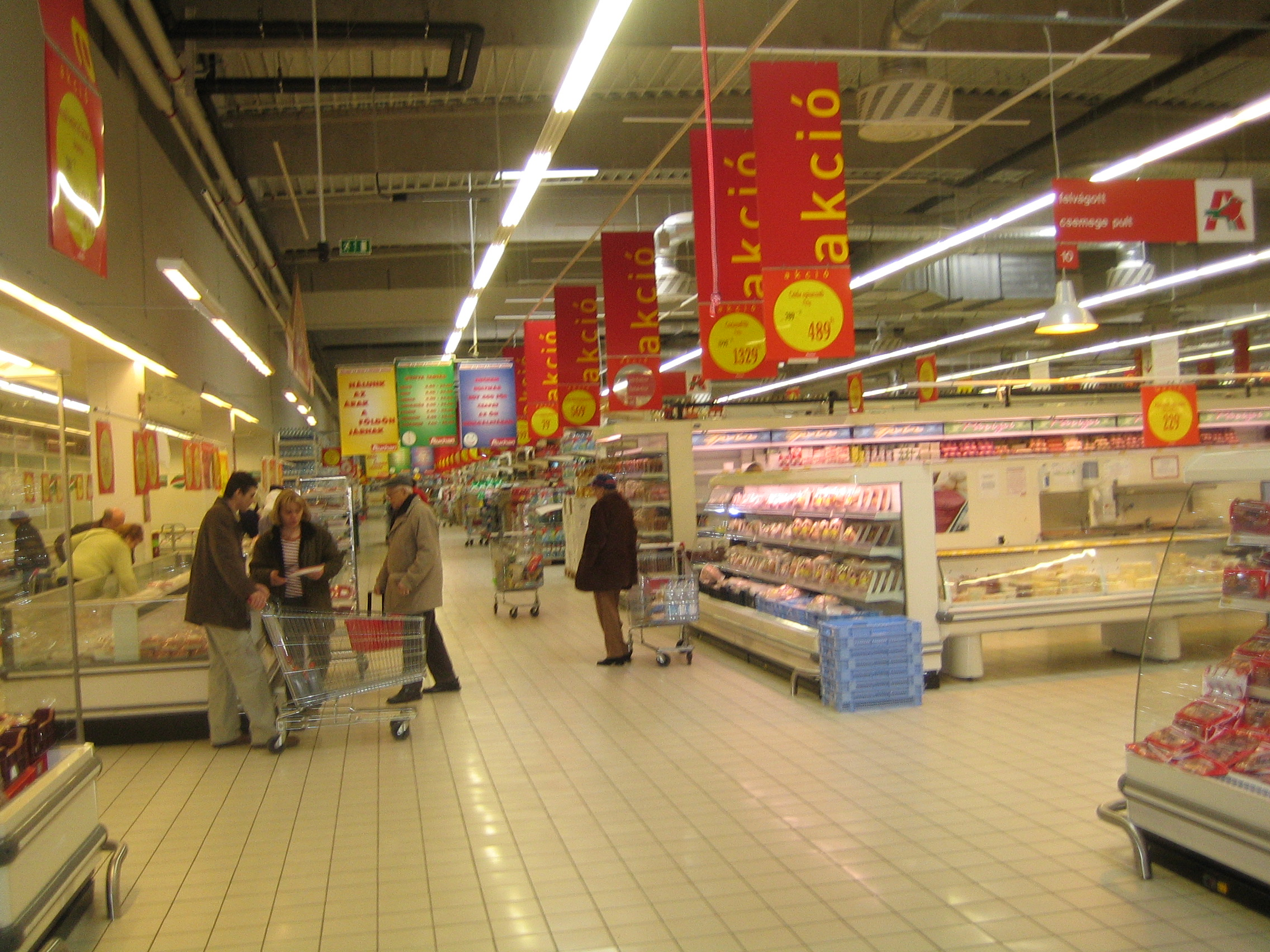
Le modèle de la société de consommation s'étend aux pays sortis du communisme : ici, un hypermarché en Hongrie en 2008.

Les trois dernières décennies sont marquées par deux événements de dimension planétaire : l'avènement de la société de consommation : la production massive de biens et services et leur diffusion dans la grande distribution dépersonnalisent de plus en plus la relation d'achat et façonnent les individus dans un sens matérialiste (culture de l'hédonisme et du narcissisme). L'impact est le plus fort dans le secteur des technologies et l'industrie du loisir (chaînes de télévision, jeux vidéo, ordinateurs, etc.) ; le dégel des relations est-ouest, qui se soldera ensuite par la fin de l'idéologie communiste (dislocation de l'URSS en 1991), la fin de la guerre froide et le triomphe sans partage du libéralisme économique ; lequel, précisément, trouve sa stimulation dans la société de consommation.
Le maître-mot des entreprises et des États, en effet, est « croissance économique » tandis que celui des consommateurs est « pouvoir d'achat ». Les deux sont étroitement liés car ils s'alimentent mutuellement, mais les grands perdants de ce « marché », sont d'une part « l'Homme » (aliéné à la marchandise pour l'avoir fétichisée) et la planète. L'émergence d'une conscience écologique collective, dès les années 1970, est surtout de nature réactionnelle et émotionnelle : elle résulte de la pollution des terres, des airs et des mers, de l'inquiétude face la prolifération des centrales nucléaires, de l'exploitation sans fin des ressources naturelles, du gaspillage, de la gestion des déchets, etc. Les appels à la décroissance et à la « simplicité volontaire » s'expriment certes, mais ils demeurent relativement marginaux[réf. nécessaire].
Analysé - on l'a vu - dès les années 1950 par les premiers penseurs technocritiques, Anders et Ellul, le couplage « désacralisation de la nature / sacralisation de la technique » reste globalement impensé par les philosophes et les « chercheurs en sciences sociales » du fait de leur refus d'essentialiser les concepts : ainsi, les expressions telles que « la nature », « la technique », « la science », « l'histoire »... sont bannies de leur répertoire.
Dans ce contexte aporétique, la philosophie de l'histoire emprunte alors des voies nouvelles, essentiellement à travers trois thèmes : la « fin des grands récits » (Lyotard, 1979), la postmodernité et ses effets, dont le cynisme contemporain (Sloterdijk, 1983) ; la « société du risque » (Beck, 1986) et l'institutionnalisation du « principe de précaution » (Sommet de Rio, 1992) ; la « fin de l'histoire » (Fukuyama, 1992) et l'émergence des GAFAM, futur contre-pouvoir politique, résultant de la poussée exponentielle de l'intelligence artificielle.

##### La fin des grands récits
À la fin des années 1960, au terme d'un engagement militant marxiste, Jean-François Lyotard se démarque de toute adhésion à une orthodoxie politique. Et, durant la décennie suivante, il participe à l’émergence du poststructuralisme aux États-Unis, influencé notamment par un ouvrage de Michel Foucault : L'Archéologie du savoir (1969).
En 1979, il développe l'essentiel de ses idées dans un ouvrage qui va faire grandement référence : La Condition postmoderne.

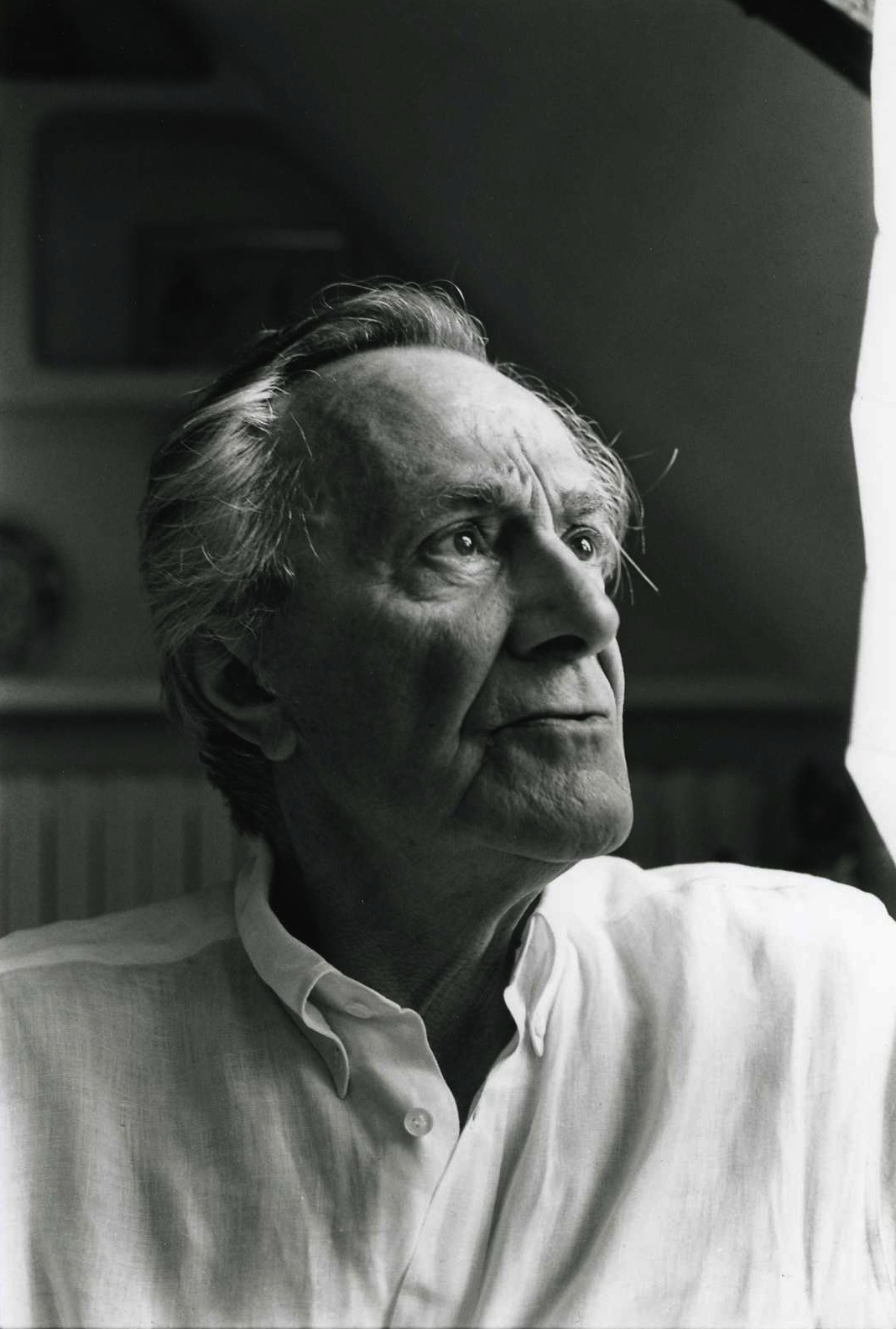
Lyotard

La thèse centrale du livre est que les progrès scientifique et technique ont rendu possible la fin de la crédulité à l'égard des métarécits de la Modernité, qui visaient à donner des explications englobantes et surplombantes, donc totalisantes de l'histoire. Les deux grands récits narratifs qui, jusqu'alors, justifiaient le projet des Lumières - à savoir le récit kantien de l'émancipation du sujet rationnel et celui hégélien de l'histoire de l'Esprit universel - ne peuvent plus d'aucune manière valoir de références. En raison de l'informatisation de la société et du passage à une société postindustrielle, explique selon Lyotard, le savoir perd toute aura et toute légitimation. Il change de statut, n'est plus qu'une simple « marchandise informationnelle ». Ainsi, conclut-il, l'humanité transite t-elle de l'ère « moderne » à l'ère « post-moderne ».
Le néologisme « post-moderne » puise dans un autre, « post-industriel », que s'est plu à dénigrer Jacques Ellul : « il me parait bien remarquable qu'à l'époque où l'on développe l'usage des mathématiques dans les sciences humaines, on puisse employer des vocables aussi imprécis et insignifiants. "Post-industriel", cela veut dire que l'on a dépassé le stade industriel. Soit, mais après ? En quoi cela donne-t-il le moindre caractère, la moindre idée de ce qu'est notre société ? À quelqu'un qui n'en saurait rien, on peut définir assez exactement ce qu'est la machine, l'industrie, donc la société industrielle. Mais comment donner un contenu à un post ? ». Mais Lyotard ne questionne pas le progrès technique : il s'en sert comme d'une simple donnée, un élément de constat, pour se focaliser sur l'une de ses conséquences, « l'éclatement du savoir ». Partant de l'idée que l'on est obligé de composer avec le progrès technique, « faire avec », il inaugure une nouvelle étape dans l'histoire de la philosophie : la philosophie postmoderne.

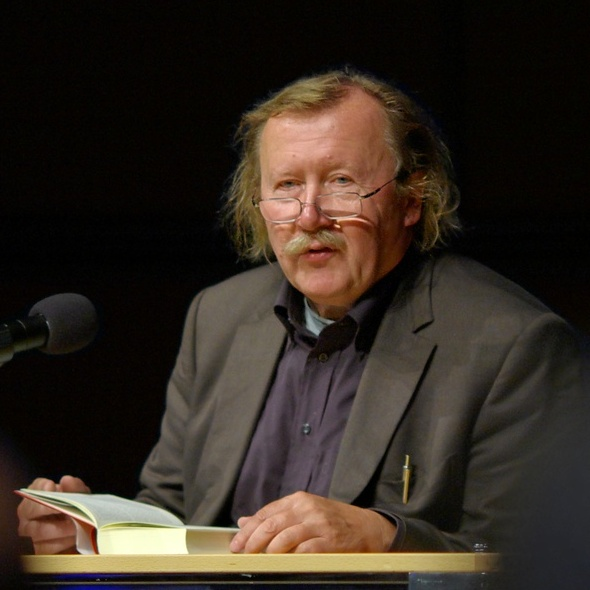
Peter Sloterdijk

Quatre ans plus tard, sort un autre ouvrage dans la même lignée : Critique de la raison cynique de l'Allemand Peter Sloterdijk, sorte de réponse à la célèbre Critique de la raison pure d'Emmanuel Kant, publiée deux siècles plus tôt. Sloterdijk constatant à son tour que la croyance aux principes des Lumières ne peut plus servir de référence, et afin de dépasser cette situation d'impasse, il propose que les humains développent une posture cynique : 

« À la limite de la mélancolie, ils peuvent garder sous contrôle leurs propres symptômes de dépression et ainsi maintenir leur aptitude au travail, quoi qu'il puisse arriver... En effet, c'est là le point essentiel du cynisme moderne : l'aptitude de ses supporters à travailler, en dépit de tout ce qui peut survenir. »

La posture post-moderne recommande donc d'approcher l'histoire sous la forme d'une sorte derésignation au progrès technique.

##### Société du risque
En 1986, le sociologue allemand Ulrich Beck affirme que l'humanité vit désormais sous la coupe du progrès technique, sachant qu'elle évolue alors « pour le meilleur et pour le pire », c'est-à-dire pour profiter de tous ses avantages mais aussi pour en payer les frais, s'il le faut et ceux-ci fussent-ils élevés. La société est donc celle du risque ».

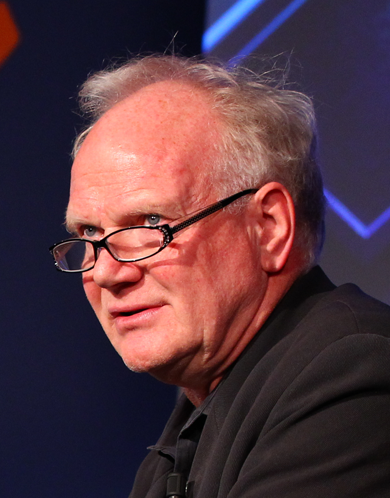
Ulrich Beck.

Beck souligne le fait que, dans les consciences, tout problème technique semble nécessairement devoir être résolu par un procédé ou un dispositif technique, même lorsqu'un dommage s'est produit. Ainsi pare exemple la tolérance au risque augmente la demande d'assurabilité.
Au-delà du simple constat, il tire des signaux d'alarme. Prenant ainsi l'exemple de l'industrie nucléaire et de la longévité des déchets nucléaires, il critique « les acteurs qui sont censés garantir la sécurité et la rationalité - l'État, la science et l'industrie - » dans la mesure où « ils exhortent la population à monter à bord d'un avion pour lequel aucune piste d'atterrissage n'a été construite à ce jour ».
Selon lui, les humains sont désormais continuellement contraints d'opérer des stratégies consistant, pour chaque cas, à choisir la solution la moins dangereuse, alors qu'elles le sont toutes. Le problème s'accentue du fait que « les risques sont qualitativement trop différents pour être aisément comparés » et que les « gouvernements adoptent [...] une stratégie de simplification délibérée » en présentant « chaque décision particulière comme un choix entre une solution sûre et une solution risquée tout en minimisant les incertitudes de l'énergie nucléaire et en focalisant l'attention sur le changement climatique et la crise pétrolière ».

##### Thème de la fin de l'histoire
Le thème de la fin de l'histoire n'est pas ancien puisqu'il remonte à la Phénoménologie de l'esprit de Hegel, en 1807, et qu'il a été repris ensuite par Marx puis ses héritiers. Kojève, on l'a vu, a même considéré dans les années 1950 que la fin de l'histoire était un processus effectif. Ce thème resurgit de plus belle dans les années 1990 et on le doit à l'Américain Francis Fukuyama, qui n'est pourtant pas philosophe ni sociologue mais un chercheur en sciences politiques, professeur d'économie politique internationale dans une université de Washington.

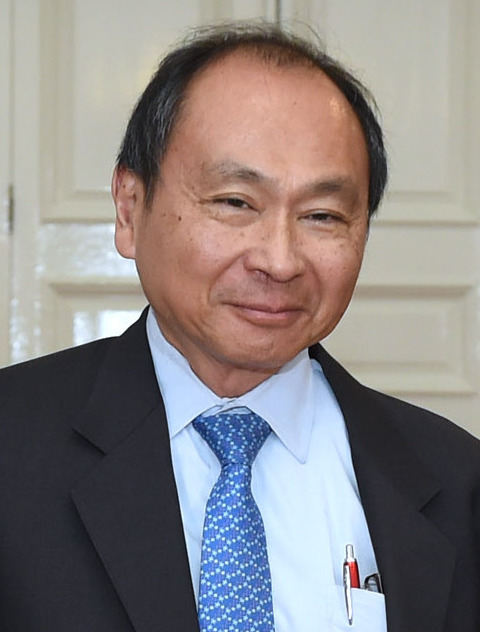
Francis Fukuyama.

Fukuyama se fait connaître en 1989 dans un article intitulé The end of History?, publié dans la revue The National Interest. Il en développe les thèses dans un livre publié trois ans plus tard, La Fin de l'histoire et le Dernier Homme, dans lequel il défend l'idée que la progression de l'histoire, qu'il assimile à un combat entre idéologies, est en train de s'achever avec la fin de la guerre froide. Selon lui, le néo-libéralisme constitue un horizon indépassable.
Le livre de Fukuyama connaît un succès d'édition considérable (d'autant que son auteur est connu pour son influence auprès du président des États-Unis d'alors, Bill Clinton). Mais il suscite également un certain nombre de polémiques et de moqueries. Plusieurs commentateurs trouvent les analyses superficielles et naïves. Jacques Derrida, en particulier, se moque de Fukuyama et de ses « lecteurs-consommateurs », rappelant dans Spectres de Marx que « les thèmes eschatologiques de la “fin de l'histoire”, de la “fin du marxisme”, de la “fin de la philosophie”, des “fins de l'homme”, du “dernier homme”, etc., étaient, dans les années 1950, il y a 40 ans, notre pain quotidien ».

### Engagements pour ou contre la technique
- Si vous ne connaissez pas le sujet, laissez ce bandeau (vous pouvez alors contacter les auteurs).
- Si vous supprimez le contenu mis en cause (vous pouvez préalablement contacter les auteurs),

argumentez précisément cette suppression dans la page de discussion
(un manque de référence n'est pas un argument ; une recherche réelle de référence doit avoir été effectuée, être formellement documentée).
Durant la seconde moitié du siècle, s'exprime une approche de l'histoire en tous points opposée à celle véhiculée par les sciences humaines et la philosophie post-moderne. Ceci pour au moins quatre raisons, qui sont étroitement liées.
- Cette approche est incarnée, formulée en termes non académiques, par des intellectuels se démarquant le plus souvent des cadres universitaires et affichant non seulement ouvertement leur subjectivité mais se prononçant depuis celle-ci.
- Elle est engagée : elle s'exprime sous la forme de « conceptions du monde » pouvant prendre des accents apologétiques ; elle dit « ce que l'homme doit être... et ne plus être », ce en quoi elle s'inscrit totalement dans le champ de la philosophie de l'histoire.
- Elle est essentialiste, non pas rivée sur le « fait social » (comme c'est le cas en sociologie) ou sur la « structure du langage » (ainsi que procède la philosophie post-moderne) ; elle ne « déconstruit » pas mais s'inscrit au contraire dans la vieille et longue tradition métaphysique : elle parle de « l'Homme » et de « l'Histoire » comme des entités, non comme de pures constructions mentales.
- Elle est technocentrée : elle se focalise sur la question du progrès technique et part du principe que le cours de l'histoire est quasi exclusivement déterminé par l'évolution des techniques.

Toutefois, cette approche se trouve elle-même fractionnée en deux courants s'opposant diamétralement :
- un courant technophile, voire technolâtre, qui postule qu'il est normal et même louable que les hommes cherchent continuellement à transcender leur condition par les moyens renouvelés que leur offre toute la panoplie des techniques ;
- un courant technocritique qui, sans jamais sombrer dans la technophobie, cultive la crainte que la technique ne se développe de façon autonome, au point que les humains se sentent alors contraints-forcés d'adapter continuellement leurs comportements à ses évolutions.

#### Technophilie
Le premier de ces deux courants est fondé sur une eschatologie, c'est-à-dire sur l'idée que l'homme peut et doit repousser sans cesse les limites de sa condition. En cela, il s'inscrit directement dans le prolongement des grands systèmes philosophiques progressistes du XIXe siècle.
Cette fois, les espoirs ne se portent plus sur les institutions étatiques (Hegel), la fin de la lutte des classes (Marx), la science (Comte) ou la capacité de s'adapter à la nature (Spencer) mais sur l'idée que « hors de la technique, point de salut ».
Cette position émerge durant la seconde moitié du XXe siècle et va se manifester essentiellement sous deux formes : la philosophie de Teilhard de Chardin, peu après la Seconde guerre, puis - née aux États-Unis durant les années 1980 - la philosophie transhumaniste.

##### Teilhard de Chardin
Géologue et paléontologue mondialement reconnu, philosophe évolutionniste, prêtre jésuite et théologien... Pierre Teilhard de Chardin développe une pensée originale et complexe, à l'image de la multiplicité de ses champs de réflexion.

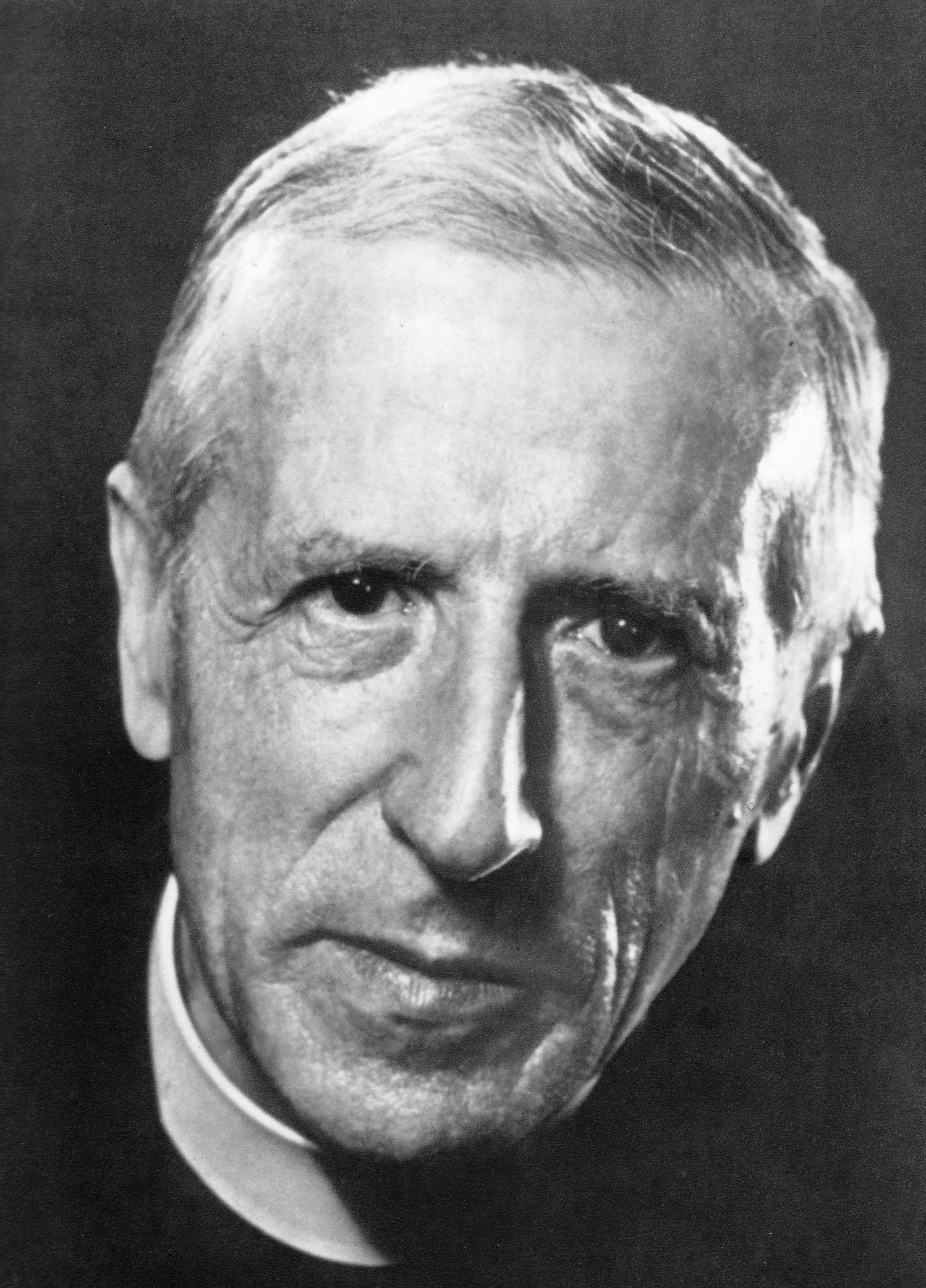
Teilhard de Chardin

Son projet n'est pas moins que de penser l'histoire de l'homme en la recadrant par rapport à celle de l'Univers tout entier, ceci en mobilisant le maximum de connaissances scientifiques. À l'instar des philosophies de l'histoire du XIXe siècle, notamment celle de Hegel, sa conception de l'histoire est donc profondément téléologique. Mais pour des raisons de désaccords idéologiques avec le Vatican, ses livres ne paraîtront qu'après sa mort. Dans le premier et le plus commenté d'entre eux, Le Phénomène humain (1955), il trace une flèche temporelle partant de l'alpha, l'origine des temps, à l'omega, correspondant à un degré de spiritualité absolu.
Selon lui, « la poursuite du développement social et économique passe par le progrès des connaissances scientifiques et le déploiement des technologies donnant plus de capacité d’agir à l’homme. En ce sens, le premier silex taillé de nos ancêtres a en puissance toute la technologie actuelle. L’outil, en tant qu’instrument distinct du corps, entraîne alors la séparation de l’humain d’avec le biologique, ce qui a pour conséquence l’arrêt de l’évolution de l’homme uniquement sous sa forme biologique pour la faire rebondir sous forme socioculturelle. »
Teilhard considère que l'homme doit mobiliser tous les moyens techniques qu'il juge adaptés pour évoluer. « L’artificiel n’est rien d’autre que du naturel hominisé », résume t-il. Qui plus est, ce moyen est le seul pour l'humanité de poursuivre sa marche dans le progrès : « savoir plus, pour pouvoir plus, pour être plus » constitue sa devise.
Établissant un lien direct entre la philosophie chrétienne de l'histoire et le développement exponentiel des techniques, Teilhard va durant un temps susciter de vifs débats, la plupart à caractère polémique. Bernard Charbonneau, en particulier, qualifie ses positions de syncrétiques et voit en lui « le prophète d'un nouvel âge totalitaire ». Jacques Ellul, pour sa part, estime que l'approche de la technique par Teilhard (l'idée que les techniques avancées ne sont que le simple « prolongement » du silex) est non seulement simpliste mais fondamentalement anti-chrétienne. Et en tant que chrétien lui-même, il estime que la posture de Teilhard participe même d'une véritable « subversion du christianisme » : la formule « savoir plus, pour pouvoir plus, pour être plus » lui semble antinomique avec l'éthique chrétienne, qui s'inscrit selon lui dans une « éthique de la non-puissance ».
Dans les milieux catholiques, Teilhard n'a pas fait beaucoup d'émules. En France, son principal héritier est le prêtre Thierry Magnin, par ailleurs physicien, qui critique les penseurs transhumanistes mais qui, comme eux, estime que l’homme devrait utiliser toutes les techniques possibles - notamment médicales - pour devenir « le designer de sa propre évolution ». En revanche, Ray Kurzweil, principal théoricien du transhumanisme, revendique une dette intellectuelle : « beaucoup de transhumanistes travaillent dans l’architecture conceptuelle de la théorie du point Oméga de Teilhard sans en être vraiment conscients. » Jean-Louis Schlegel, sociologue des religions, souligne lui aussi ce lien idéologique.

##### Transhumanisme
Le transhumanisme est un mouvement intellectuel international initié dans les années 1980 par quelques ingénieurs et futurologues américains, qui prône l'usage des NBIC (Nanotechnologies, biotechnologies, informatique et sciences cognitives) afin d'améliorer la condition humaine, par l'augmentation des capacités physiques et mentales des êtres humains : le handicap, la souffrance, la maladie, le vieillissement et même la mort sont considérés comme devant être contournés, de sorte à permettre aux humains d'accéder à une condition quasi parfaite.
Bien que n'étant pas issus du champ de la philosophie à proprement parler, le transhumanisme constitue une philosophie de l'histoire à part entière car un but précis est assigné à l'histoire : non plus celui de pallier les déficiences naturelles de hommes (c'est le rôle dévolu à la médecine) mais de doter ceux-ci de qualités dont la nature ne les a pas pourvus (concept d'homme augmenté) ; autrement dit transformer la condition humaine, d'où le nom du mouvement.
La proclamation des buts poursuivis pose immanquablement un grand nombre de questions éthiques, d'autant plus que ce ne sont pas vraiment les humains qui les initient : elles se posent au gré de l'état d'avancement des technologies.

#### Technocritique

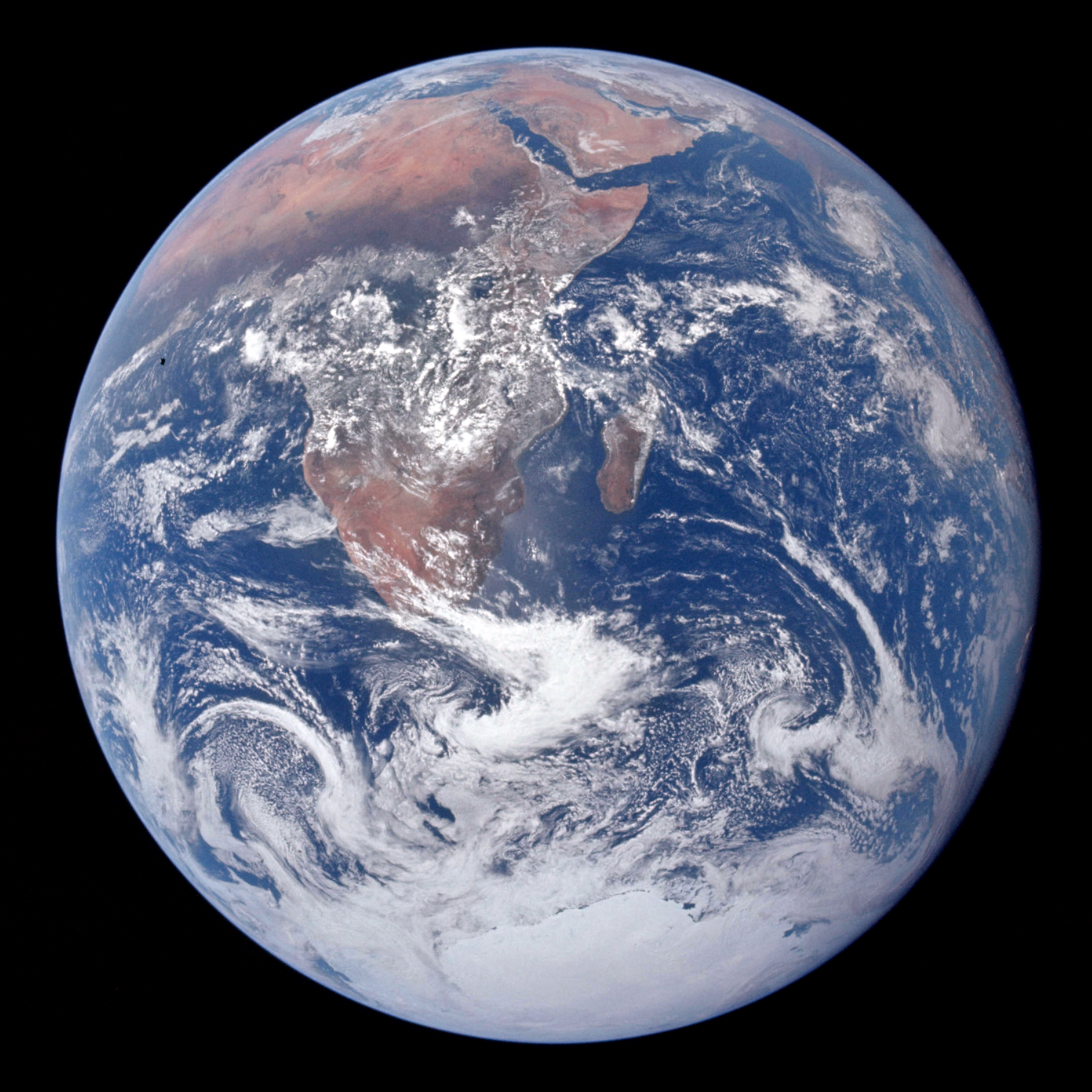
La perception du monde passe par de nouveaux moyens techniques : ici, la Terre vue par les astronautes d'Apollo 17, 1972.

Alors que les philosophes des Lumières puis Hegel identifiaient le sens de l'histoire au « progrès » et en voyaient la concrétisation dans le déploiement collectif de la raison, le Français Dominique Janicaud estime en 1985 que l'époque est littéralement écrasée par « la puissance du rationnel » : 

« Nul ne peut contester qu'en un laps de temps relativement court (en comparaison de l'histoire et surtout de la préhistoire de l'humanité) les sciences et les techniques ont transformé notre planète au point d'ébranler des équilibres écologiques et ethnologiques immémoriaux, au point surtout de faire douter l'homme du sens de son existence et de ses travaux, jusqu'à faire vaciller sa propre identité. »

 Selon certains, le mouvement de l'histoire s'accélère : le monde évolue si vite que les analyses peinent à suivre,. Or si le machinisme a suscité un certain nombre de réactions inquiètes au début du siècle, les philosophes restent peu nombreux à s'intéresser à « la question technique » (citons le cas de Martin Heidegger dans les années 1950). Les « chercheurs en sciences sociales » sont également très discrets, tenant à contenir leurs jugements de valeurs, en application du principe wéberien de neutralité axiologique. C'est donc en faible nombre et sortis des cadres académiques que quelques intellectuels, « s'engagent », prennent personnellement position : ce sont les penseurs technocritiques.
Il convient ici de distinguer la technique du machinisme. Au début du XXe siècle, l'apparition des premières automobiles et des premiers avions a suscité un vif succès auprès des foules mais la multiplication des machines dans les usines a tempéré l'enthousiasme et soulevé un certain nombre de craintes, tant chez les philosophes (Henri Bergson, Nicolas Berdiaev...) et les essayistes (Léon Bloy, Romain Rolland, Georges Duhamel...) que chez les romanciers (Karel Čapek, Aldous Huxley...) ou les cinéastes (Fritz Lang, Charlie Chaplin...). Mais ces réactions sont restées ponctuelles et éparses et ce n'est que dans les années 1930, et de façon marginale, que s'amorce le débat sur la technique.
Le Français Jacques Ellul, en particulier, estime que la question du machinisme est secondaire, périphérique : du fait que la technique est non seulement devenue autonome comme la science mais qu'inconsciemment les humains la sacralisent, on peut la considérer comme le facteur le plus déterminant qui soit : elle est le « moteur de l'histoire ».

##### Lewis Mumford
Étudiant en 1934 la question du « progrès technique » depuis le Xe siècle, il estime qu'il ne doit pas être approché comme un simple phénomène de société mais comme un processus engageant et menaçant l'ensemble de l'Humanité, car remettant en cause tant la qualité des rapports de l’homme à son travail que celle de son environnement naturel : 

« Ce que l’homme a créé, il peut le détruire, il peut aussi le refaire de toute autre façon. Si nous apprenons à temps cette leçon, l’homme peut être sauvé de son propre anéantissement final, au moment même où il se proclame tout-puissant. »

 Mumford est l'un des tout premiers penseurs à se demander si les hommes non seulement sont capables de conduire leur histoire mais s'ils ne s'exposent pas au risque d'en devenir totalement incapables, au risque de se retrouver aliénés par leurs prothèses. 

« L’amélioration de la coordination et l’instantanéité des communications provoquent, entre autres effets, la discontinuité du temps et de l’attention. (…) Le nombre de choses qu’il est possible de faire en une journée a été augmenté par les communications instantanées, mais le rythme en a été brisé. La radio, le téléphone, le journal, sollicitent l’attention, et parmi la multitude des stimuli auxquels les gens sont soumis, il devient de plus en plus difficile d’assimiler et d’affronter une part quelconque de notre environnement – sans parler de l’appréhender dans son ensemble. »

##### Jacques Ellul
Un an après la publication du livre de Mumford, mais dans le Sud-Ouest de la France, Jacques Ellul et Bernard Charbonneau (âgés d'une vingtaine d'années) tiennent des arguments plus alarmants encore : 

« La technique domine l'homme et toutes les réactions de l'homme. Contre elle, la politique est impuissante, l'homme ne peut gouverner parce qu'il est soumis à des forces irréelles bien que matérielles. Dans l'état capitaliste, l’homme est moins opprimé par les puissances financières que par l’idéal bourgeois de sécurité, de confort et d’assurance. C'est cet idéal qui donne leur importance aux puissances financières. »

Ellul se consacre à l'analyse de « la Technique », qu'il considère en 1952 comme « l'enjeu du siècle ». Selon lui, « le phénomène technique est donc la préoccupation de l'immense majorité des hommes de notre temps, de rechercher en toutes choses la méthode absolument la plus efficace. ». Il formule alors cette thèse : la technique est ce par quoi l'homme désacralise la nature et c'est du fait même de cette désacralisation qu'elle se retrouve elle-même entièrement sacralisée : 

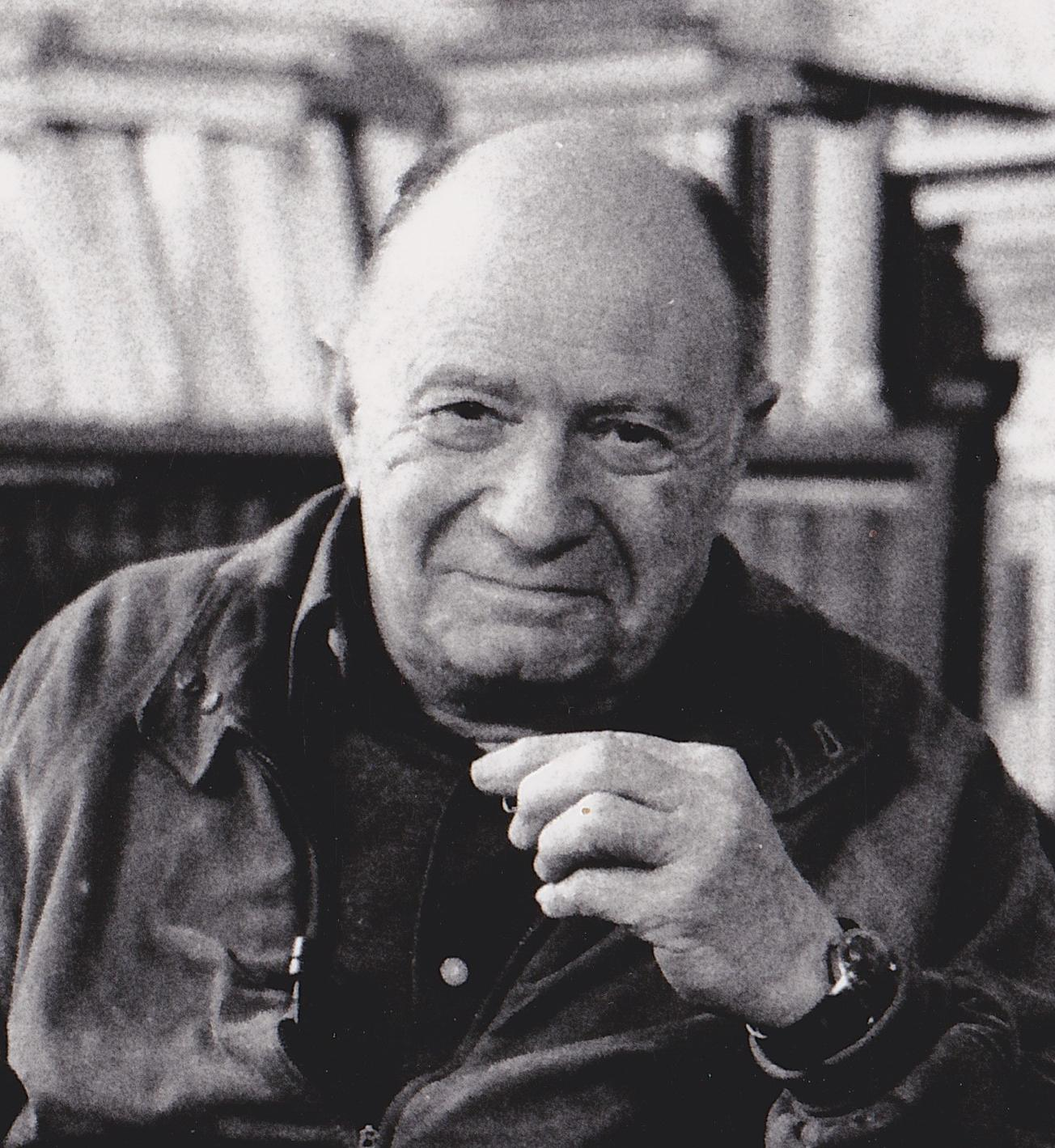
Jacques Ellul

« L'homme qui vit dans le milieu technique sait bien qu'il n'y a plus de spirituel nulle part. Et cependant, nous assistons à un étrange renversement ; l'homme ne pouvant vivre sans sacré, il reporte son sens du sacré sur cela même qui a (désacralisé la nature) : la technique. Dans le monde où nous sommes, c'est la technique qui est devenu le mystère essentiel. »

Durant les années 1970, Ellul se défend d'autant plus d'être technophobe qu'il précise que la technique, au fond, « n'est pas le problème ». Il estime en revanche que, tant que les humains sacralisent la technique sans en être conscients, ils limitent considérablement la portée de leur esprit critique, devenant incapables de réaliser quel est le sens de l'histoire, a fortiori de diriger celui-ci : 

« Ce n'est pas la technique qui nous asservit mais le sacré transféré à la technique, 'qui nous empêche d'avoir une fonction critique et de la faire servir au développement humain'. »

Ellul estime que la sociologie ne permet pas d'analyser les tenants et les aboutissants de ce processus de sacralisation : « Je ne peux admettre une sociologie qui se borne à connaître les mécanismes purement objectifs des sociétés en excluant la question de leur sens. […] On ne peut pratiquer aucune science humaine sans sympathie pour l’humain que l’on étudie : c’est cette sympathie qui est l’une des garanties de l’objectivité. » Selon lui, la difficulté fondamentale pour percevoir, analyser et désamorcer le processus de sacralisation de la technique provient d'un préjugé tenace et quasi unanimement partagé : 

« On proclame que l’homme moderne n’est plus religieux mais on se garde bien de dire ce qu'est la religion, et de même le sacré ou le mythe. Et si parfois on s'y hasarde, c'est toujours une définition ad hoc, faite après coup, dans un but de légitimation. Il y a là une complète obéissance à des présupposés non critiqués, (formulés) sans discernement. (...) L’erreur initiale de ceux qui croient à un monde majeur, peuplé d’hommes adultes, prenant en main leur destin… c’est d’avoir finalement une vue purement intellectuelle de l’homme, ou d’un homme purement intellectuel. [...] Mais voici : être non-religieux n’est pas seulement une affaire d’intelligence, de connaissance, de pragmatisme ou de méthode, c’est une affaire de vertu, d’héroïsme et de grandeur d’âme. Il faut une ascèse singulière pour être non-religieux. »

Ellul entend démontrer les causes et les effets de cette religiosité. Il estime que les philosophes des Lumières ont érigé le bonheur en idéal suprême, en lieu et place du salut chrétien, mais que, pour que ce bonheur puisse être atteint, ils ont érigé en valeur le travail, car il est en quelque sorte le prix à payer du bonheur.
Le problème fondamental de nos sociétés, conclut Ellul, c'est que les hommes continuent de considérer le travail comme une valeur alors que, peu à peu, en raison des évolutions considérables de la technique, c'est celle-ci qui, économiquement parlant, est désormais créatrice de valeur. Et c'est parce que les humains en sont devenus totalement dépendants qu'ils sont incapables d'écrire leur histoire de façon responsable. Le seul moyen de se libérer est de mener une révolution « contre le sens de l'histoire ».
Dans certains milieux technocritiques, qui s'inspirent de la pensée de Jacques Ellul, on avance que les intellectuels surestiment l'importance des idées politiques, sans imaginer qu'elles forment une « illusion » du fait qu'elles sont déterminées par l'idéologie technicienne,,.

##### Günther Anders
En 1956, menant une réflexion de fond sur le concept de progrès après Hiroshima et Auschwitz, l'Autrichien Günther Anders estime qu'en regard de ses réalisations techniques, l'humanité est « dépassée, obsolescente »,, et qu'en conséquence elle se retrouve fatalement dans l'incapacité de comprendre le sens de son histoire : le monde est appelé à devenir pour elle un kaléidoscope, une myriade d'effets sur lesquels elle n'exerce plus aucune prise.

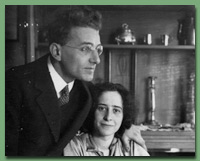
Günther Stern, ici à gauche, en 1929, avec Hannah Arendt (son épouse), avant d'adopter le pseudonyme Günther Anders.

Comme Ellul à la même époque, Anders pense que le « progrès technique » a pris une telle ampleur qu'il bouleverse intégralement le rapport de l'homme à la nature. Mais il va plus loin : à force de sacraliser ses techniques, l'homme désacralise non seulement la nature mais lui-même. Si le phénomène perdure, annonce t-il, l'expression « nature humaine » est appelée à ne plus avoir aucun sens : il n'y aura plus d'histoire de l'humanité car il n'y aura tout simplement plus d'humanité. Décrivant ce qu'il appelle « l'homme sans monde », Anders prophétise la montée d'un « monde sans homme », sans humanité, dépourvu de sensibilité et de sens critique, à l'image du robot et du cyborg qui constituent ses nouveaux modèles.
Pour expliquer ce bouleversement, Anders se réfère au mythe de Prométhée. Dans celui-ci, un titan est puni par les dieux parce qu'il tentait de les concurrencer dans l'exercice de la puissance : enchaîné à un rocher, il est exposé à un aigle qui dévore son foie. Anders développe le concept de « honte prométhéenne » pour signifier que le châtiment de l'hybris de l'homme moderne, c'est une frustration larvée menant finalement à une mésestime totale de soi. La « honte prométhéenne », c'est le sentiment qu'un humain éprouve au fond de lui lorsqu'il se compare à ses productions : il ne supporte pas l'idée que, contrairement à elles, il ne relève pas d'un processus de fabrication rationalisé ; il a honte de devoir son être à la nature et non à un processus technique, honte « d'être devenu plutôt que d'avoir été fabriqué ».
Certains commentateurs voient dans les analyses d'Anders l'annonce de l'idéologie transhumaniste, à la fin du XXe siècle.

##### Ivan Illich
Dans les années 1970, Ivan Illich apporte un concept nouveau pour expliquer la motivation des humains à vouloir écrire leur histoire par un usage des techniques et plus généralement de la rationalité : la théorie des effets de seuil.
Au-delà d'un certain seuil critique, avance t-il, tout processus conçu pour être efficace et productif devient contre-productif. Et ce qui a été mis en œuvre dans l'idée de générer du « progrès » ne génère en définitive que du « regrès ».

## Innovation technique et croissance économique comme substituts du progrès (XXIesiècle)
- Si vous ne connaissez pas le sujet, laissez ce bandeau (vous pouvez alors contacter les auteurs).
- Si vous supprimez le contenu mis en cause (vous pouvez préalablement contacter les auteurs),

argumentez précisément cette suppression dans la page de discussion
(un manque de référence n'est pas un argument ; une recherche réelle de référence doit avoir été effectuée, être formellement documentée).

Au début du XXIe siècle, la question de la catastrophe écologique et les préoccupations liées à la progression exponentielle de l'intelligence artificielle et à la place croissante que prennent les GAFAM dans la gouvernance mondiale occupent une place substantielle dans les préoccupations.

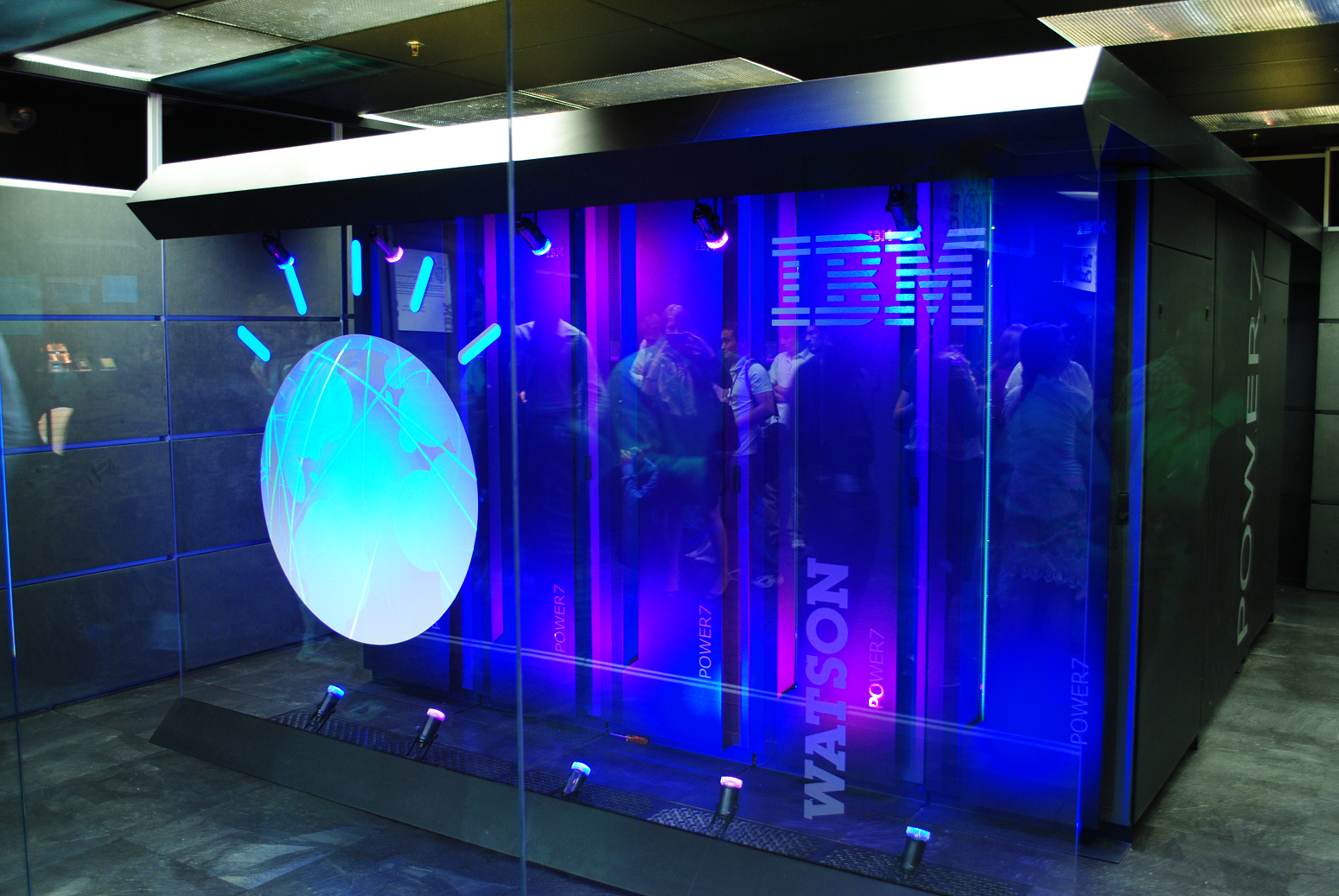
Les philosophes des Lumières ainsi que Hegel, au début du XIXe siècle, ont parié sur la capacité des hommes à progresser, ceci en mobilisant leur raison de manière optimale et en toutes circonstances... Au XXe siècle, Max Weber a proclamé que la société industrielle était entièrement façonnée par le processus de rationalisation... Au XXIe siècle, les théoriciens du transhumanisme prétendent que l'intelligence artificielle dépassera très bientôt « l'intelligence naturelle » en puissance... Certains se demandent alors : confiera t-on aux algorithmes le soin de « penser l'histoire » des hommes et d'en décider ?
Équipement en IA Watson, d'IBM, 2011

 Si bien que les débats sur le sens de l'histoire prennent peu à peu la forme d'une vaste interrogation sur le « progrès technique » : les humains le contrôlent-ils vraiment ou, au contraire, celui-ci leur dicte-il ses lois et les oblige-t-il à devoir s'y adapter coûte que coûte ? À quoi sert-il encore aux humains de philosopher quand, par exemple, ils menacent leur santé en polluant sans cesse et toujours plus leur planète ? Que va devenir leur condition quand, déjà, celle-ci est mise en cause par les transhumanistes, confortés par une idéologie qui s'est peu à peu substituée à celle du progrès : « l'innovation technologique » ?
L'heure est donc aux bilans, que peuvent résumer deux mots : « crise » et « conformisme ».
- La crise de la pensée. On a vu qu'à l'aube du XXe siècle les sciences humaines avaient revendiqué la capacité d'« éclairer » la question du sens de l'histoire mais que, sous la pression de la philosophie « post-structuraliste », et plus généralement de la postmodernité, elles s'étaient refusé d'y apporter des réponses, au motif que les philosophes de l'histoire du XIXe siècle (essentiellement Hegel et Marx) n'y avaient apporté que des « réponses fausses », idéologiques, cantonnées dans une vision métaphysique et englobante, elle-même considérée comme révolue.
On a vu également que cette question étant restée sans réponse de la part des « chercheurs en sciences sociales », les penseurs technocritiques (essentiellement Ellul) ont apporté différentes réponses mais que celles-ci, dans un contexte d'euphorie en faveur des « nouvelles technologies » et de la « révolution numérique », n'ont guère été entendues.
- Le conformisme au progressisme. L'idéologie du progrès perdure à travers d'une part l'encensement - par les gouvernants - de « la croissance économique », de « la révolution numérique » et de « l'innovation technologique » ; d'autre part, chez la grande majorité des humains - qui se positionnent davantage en consommateurs qu'en citoyens - par une quête incessante et croissante de confort matériel et de divertissement.

Selon les théoriciens du catastrophisme éclairé (voir la section dédiée), ces deux facteurs sont étroitement liés et s'alimentent mutuellement : c'est parce que le conformisme à l'idéologie technicienne a pris un caractère totalitaire que la pensée critique est en panne ; inversement, c'est parce que plus aucune « autorité » (politique, intellectuelle, religieuse...) ne semble capable de développer une analyse surplombante de l'idéologie technicienne que continue de se développer la séduction des « technologies », notamment à travers un phénomène tel que la nomophobie (l'addiction au téléphone portable).
Dans ce contexte nouveau, toute philosophie de l'histoire tend à disparaître tandis qu'à l'inverse croît une tendance au fatalisme rarement assumée, parfois déguisée en triomphalisme, comme le résume l'adage « on n'arrête pas le progrès », le plus souvent en cynisme.

### Pensée en crise
En 1987, le philosophe Alain Finkielkraut proclamait « la défaite de la pensée » et l'expliquait essentiellement par une acculturation progressive des individus résultant des effets nivelants de la culture de masse, axée non sur la réflexivité mais sur le divertissement, la première n'étant pas « vendeuse », comme peut l'être le second.
Sous l'impact des théoriciens de la postmodernité, à la fin du siècle précédent, bon nombre de philosophes se montrent en panne de concepts éclairants, contraints le plus souvent de « réagir à l'actualité » ; à l'inverse, et s'exprimant en ordre dispersé, l'idéologie marxiste continue d'appeler à mettre fin au capitalisme sans que soit clairement identifiée la cause des échecs passés ; les sciences sociales, prises dans leurs enquêtes de terrain respectives, semblent incapables de « penser globalement » l'idéologie technicienne et finalement, elles s'y conforment ; les penseurs technocritiques eux-mêmes s'essoufflent, confondant en effet le plus souvent « technique » et « technologies » et peinant à intégrer l'idée d'un « sacré transféré à la technique ».

#### Crise de la philosophie
Depuis l'impact des penseurs de la postmodernité[Qui ?], les philosophes[Qui ?] se refusent de recourir à des concepts qui pourraient apparaître surplombants et totalisants (selon la définition de Max Weber de l'idéal-type), a fortiori d'énoncer la moindre conception du monde : des termes tels que « l'Homme » ou « l'Histoire » ne font plus partie de leur vocabulaire. Ils se retrouvent par conséquent le plus contraints de « réagir à l'actualité » au coup par coup ; la plupart du temps pour déplorer les effets du capitalisme et/ou de « la révolution numérique ».
Ainsi une majorité de philosophes[Combien ?], dans la lignée de Marx et du marxisme, s'attachent à l'idée que le capitalisme (qu'on le conteste ou le soutienne) constitue un horizon indépassable, sans pouvoir développer d'analyse convaincante démontrant pourquoi et comment il en est ainsi. À cet égard, les sociologues apportent des analyses plus fines, tel par exemple Luc Boltanski, qui soutient que le capitalisme doit sa vitalité à sa constante capacité de « récupérer » tout ce qui s'oppose à lui.
De même, ce n'est pas un philosophe mais un enseignant en sciences de la communication, l'Américain Fred Turner, qui démontre en 2006 comment et pourquoi ce qu'on appelle « la révolution numérique » est une utopie née dans les communautés hippies californiennes avant de se développer dans les réseaux universitaires.
Selon certains, la philosophie en tant que discipline est en crise, du fait que les prévisions de Jacques Ellul, Marshall McLuhan, Guy Debord ou Jean Baudrillard, dans les années 1960, se sont concrétisées : le monde réel envoie aux humains, dès leur plus jeune âge, une multiplicité de messages dont la totalité exerce par saturation un effet kaléidoscopique, à tel point que la culture savante est noyée dans la culture populaire et que l'esprit critique, sur-sollicité, ne peut plus s'exercer : « trop d'informations tue l'information ». Qui plus est, la majorité de ces messages font, intentionnellement ou non, la propagande de l'idéologie technicienne (tel par exemple en 2015 le slogan publicitaire d'un grand groupe industriel français : « We love technology »).

### Catastrophisme éclairé
Le point de départ de toutes les réflexions repose sur l'idée que la catastrophe environnementale est désormais inévitable du fait que toutes les solutions envisagées par les gouvernants et les intellectuels (« développement durable », « principe de précaution »... sont des fausses pistes.

### Décroissance etlow tech
Le combat anti productiviste.

### Redéfinition de la liberté
Le « sacré transféré » à l'État et la technique.